# Corpet-Louvet
Pour les articles homonymes, voir Corpet et Louvet.
« Corpet-Louvet » est le nom d'une société connue en particulier pour sa production de locomotives à vapeur. Les amateurs de l'histoire des chemins de fer, notamment du réseau secondaire à voie étroite, connaissent bien cette entreprise familiale qui en fait a pris successivement la forme de plusieurs entités juridiques, jalonnant pendant près d'une centaine d'années son activité de constructeur ferroviaire. Cette période débute dans la deuxième moitié du XIXe siècle et se poursuit pendant toute la première moitié du XXe siècle, la fin de la production ferroviaire se situant en 1952.
L'image ci-contre, en-tête du papier à lettres des établissements Lucien Corpet en 1876, souligne la diversité de la production des constructeurs ferroviaires, qu'ils soient constructeur mécanicien comme Anjubault ou ingénieur mécanicien comme Lucien Corpet. En 1876, la production des établissements L. Corpet comprend : la construction de machines à vapeur, spécialité de locomotives ; Matériel pour Entrepreneurs de Chemins de fer ; des locomotives routières Brevetées SGDG Locomobiles & Machines-outils ; des Marteaux Pilons atmosphériques Brevetés SGDG ; et de la grosse chaudronnerie Fer & Cuivre.

## «Corpet-Louvet» constructeur de locomotives
Corpet-Louvet, n'est sans doute pas l'un des grands constructeurs de locomotives français, comme ont pu l'être : Schneider et Cie ; la Société de construction des Batignolles ; J. F. Cail et Cie, la Compagnie de Fives-Lille ; André Koechlin & Cie et la Société de Graffenstaden. Il n'a pas non plus révolutionné l'histoire des chemins de fer par des inventions permettant une avancée technologique, dans les domaines très convoités de la puissance et de la vitesse, chasse gardée des britanniques et des américains. Corpet-Louvet est en effet un constructeur ferroviaire à dimension familiale, qui cependant a su trouver des marchés et satisfaire ses clients avec des machines simples, bien construites et robustes. Ses locomotives sont sorties des ateliers pendant une centaine d'années, à cheval sur deux siècles, la deuxième moitié du XIXe siècle et la première du XXe siècle. C'est aussi une histoire humaine et industrielle vécue par plus de trois générations d'ouvriers, ingénieurs et entrepreneurs, prolongée par des générations de mécaniciens amateurs.
Les petites locomotives Corpet-Louvet sont régulièrement citées comme emblématiques des chemins de fer secondaires. La raison de l'intérêt, toujours actuel, pour la production passée de l'entreprise est sans doute à rechercher du côté de la courte mais intense épopée du réseau économique. L'histoire des tramways ruraux (souvent rebaptisés : petit train, tortillard, tacots, ou nombreux autres noms) est inséparable de celle des villages, bourgs et petites villes du paysage rural. Cette épopée, toujours présente dans les mémoires, est sans cesse réactivée par des générations de passionnés, capables de donner énergie et temps pour préserver et réhabiliter le matériel ferroviaire : voie, wagons et locomotives, dans l'attente de l'intense moment partagé lorsque le convoi s'ébranle de nouveau.

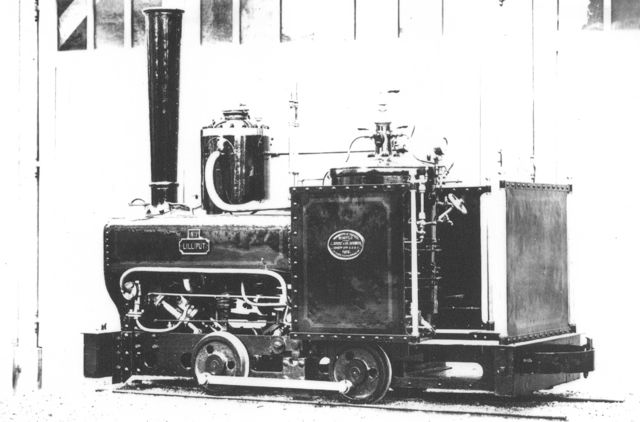
Corpet-Louvet (no 242-1878) livrée à Decauville (no 1).
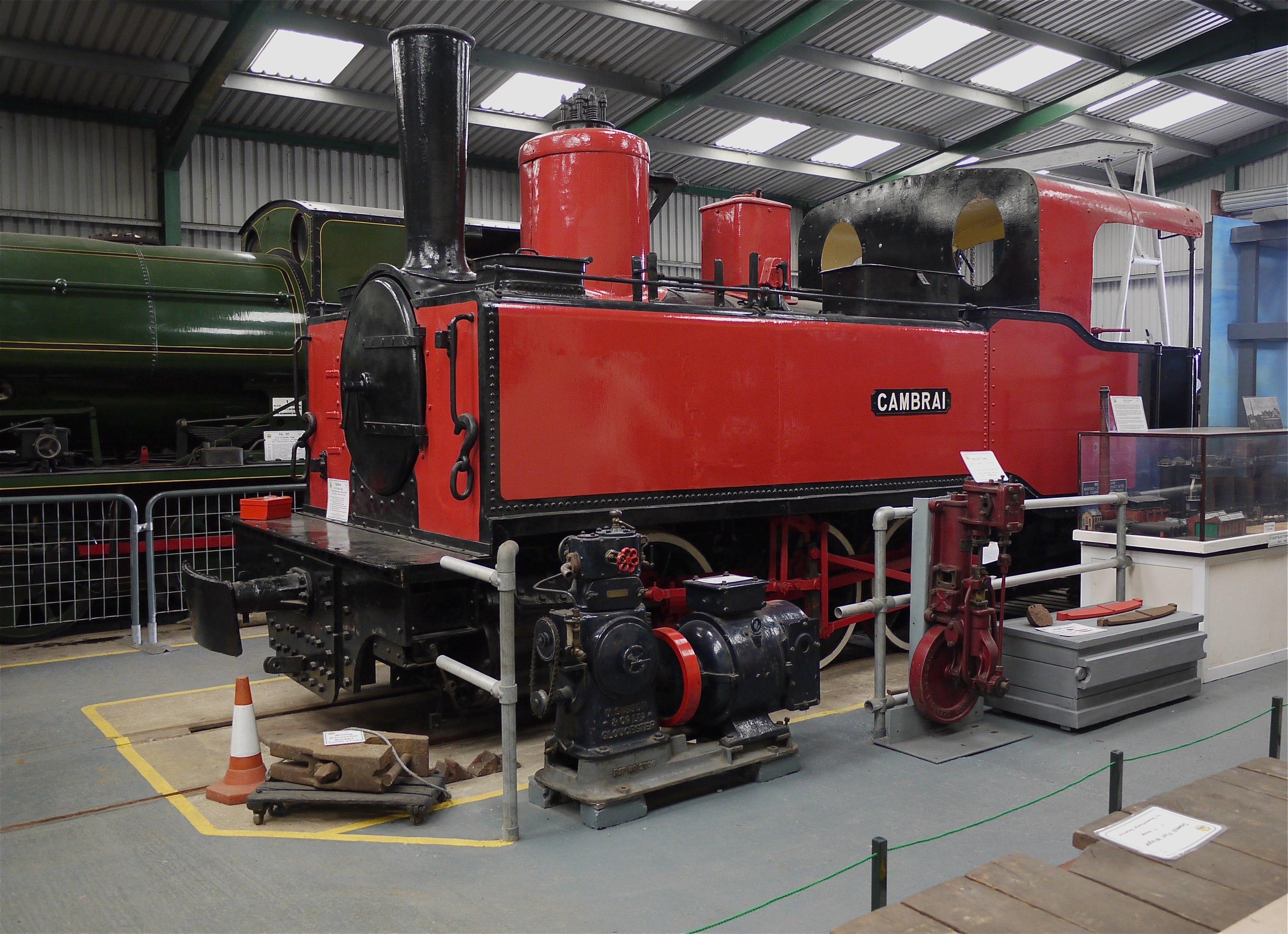
Corpet-Louvet (no 493-1888) de la  Société des chemins de fer du Cambrésis     préservée en Angleterre
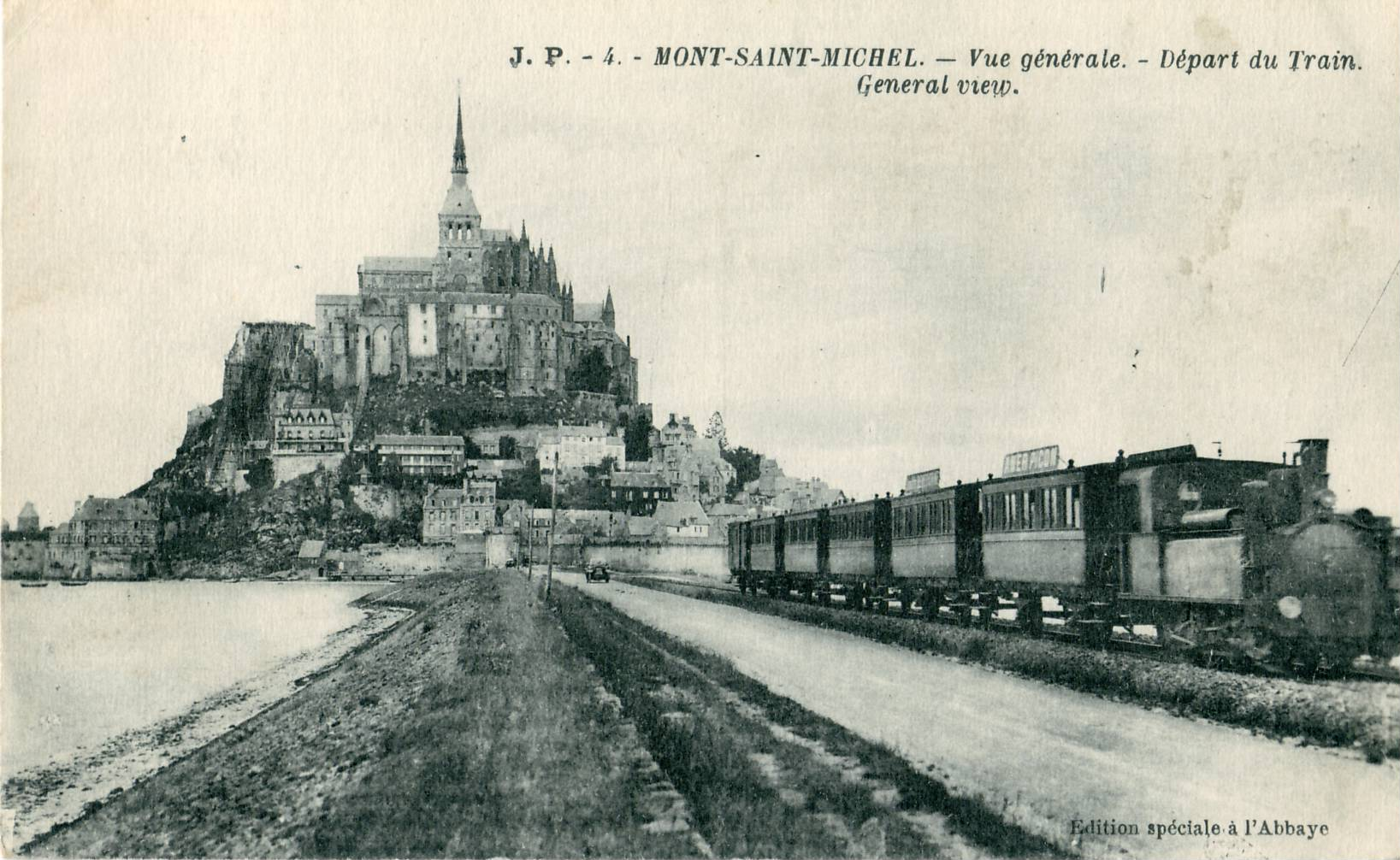
Corpet-Louvet des chemins de fer de la Manche au Mont Saint-Michel.
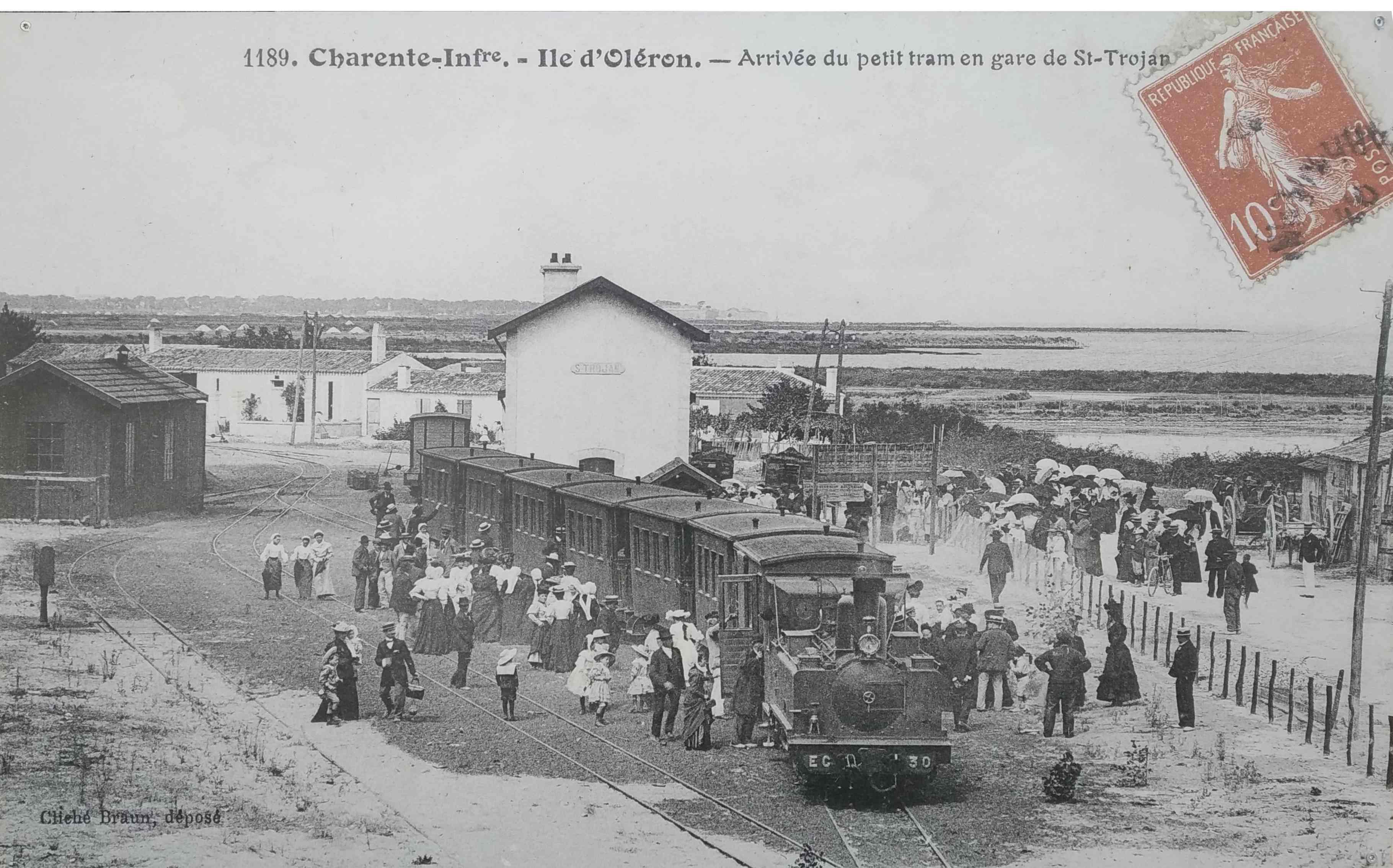
Corpet-Louvet (no 609-1894) à Saint Trojan sur l'ile d'Oléron.
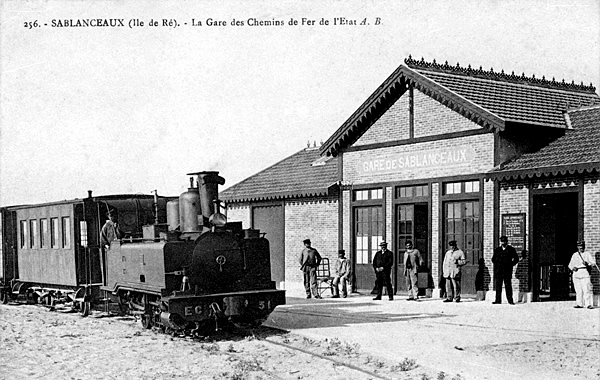
Corpet-Louvet (no 610-1894) Chemins de fer économiques des Charentes, en gare des Sablanceaux sur l'ile de Ré.
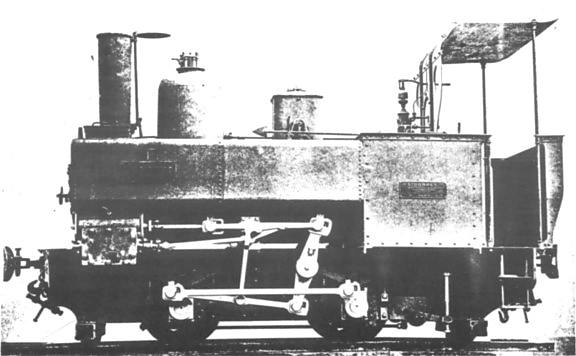
Corpet-Louvet (no 627-1895) "CHARLEVILLE" de l' Entreprise Beldant Frères et Baert pour la construction des Chemins de fer départementaux des Ardennes.
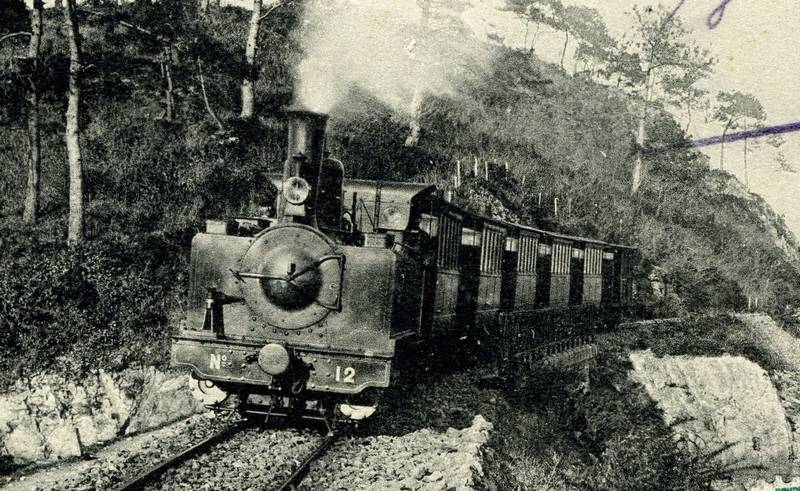
Corpet-Louvet (672-1896) no 12, du chemins de fer départementaux du Finistère.
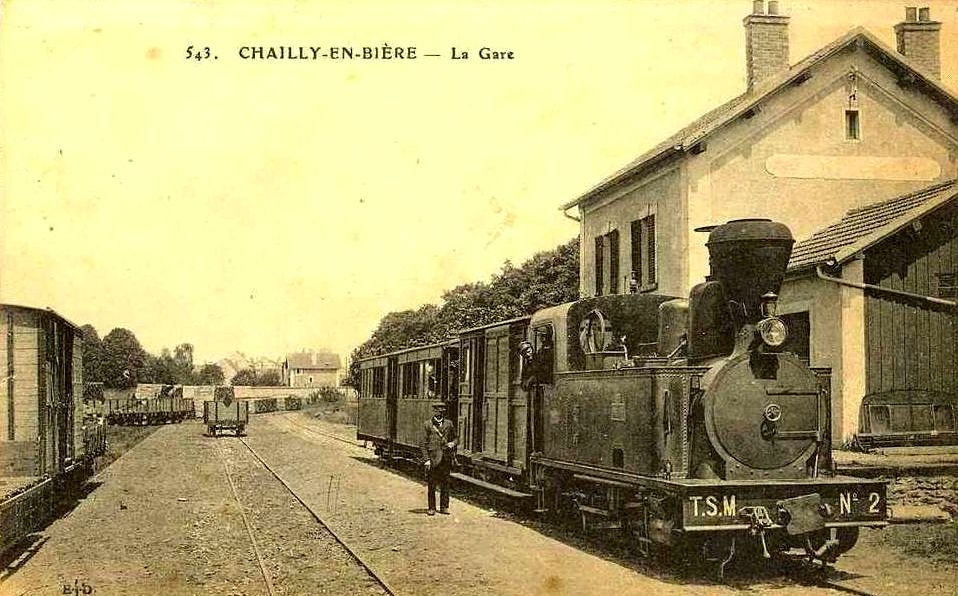
Corpet-Louvet (714-1899) no 2, du Tramway Sud de Seine-et-Marne.
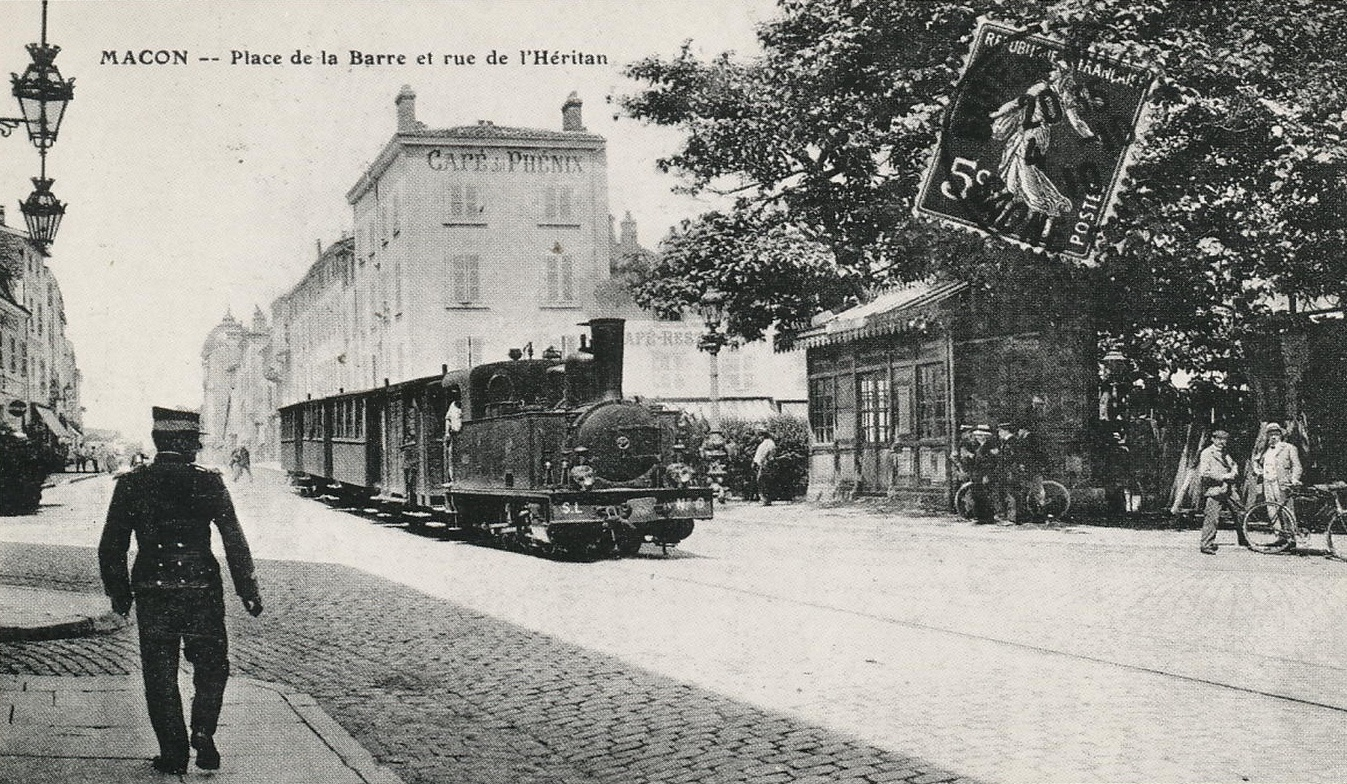
Corpet-Louvet (746-1900) no 6, de la Compagnie des chemins de fer d'intérêt local de Saône-et-Loire.
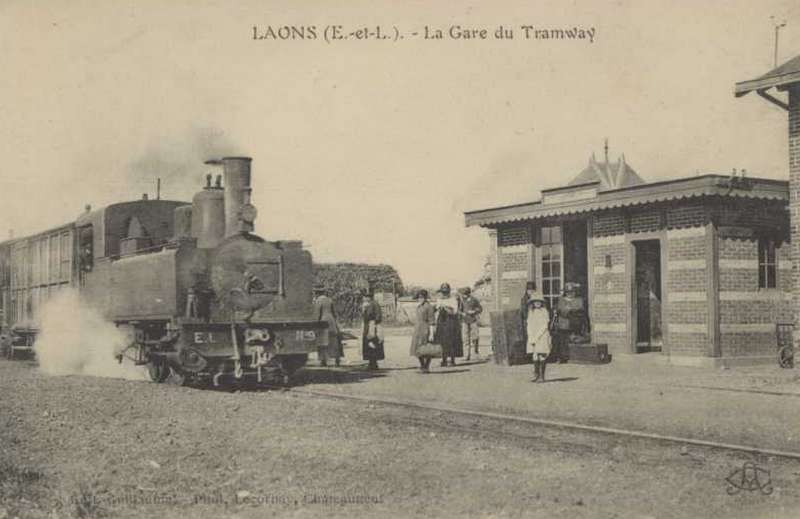
Corpet-Louvet (no 850 - 1900), "Laons" no 9 Tramways d'Eure-et-Loir, gare de Laons.
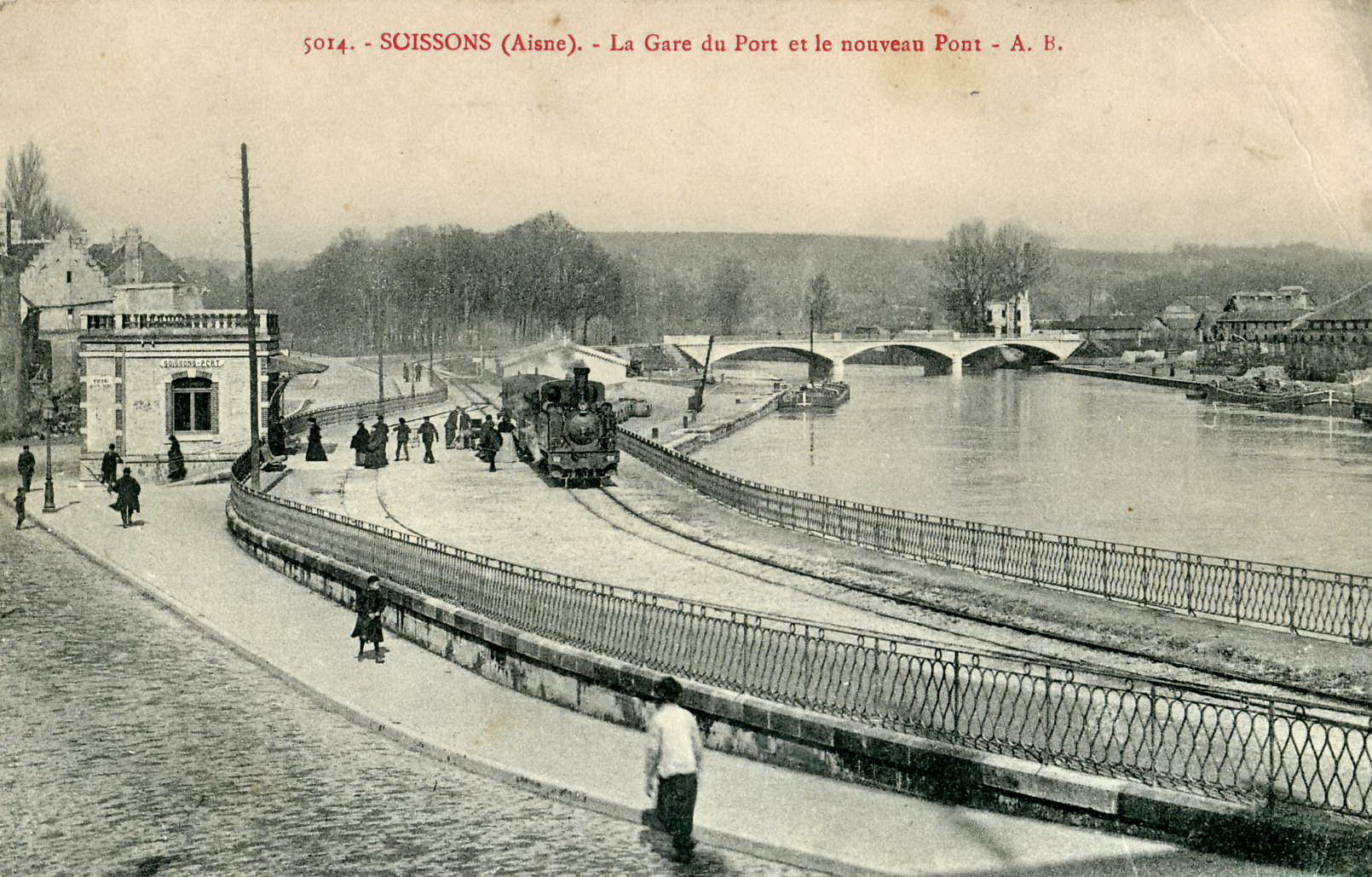
Corpet-Louvet (no 957-1903), no 50 des Chemins de fer de la Banlieue de Reims, en gare de Soissons-Port.
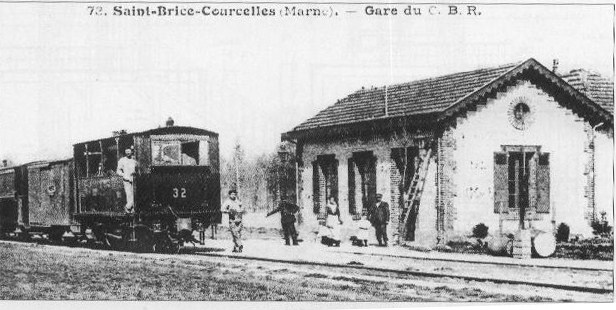
Corpet-Louvet (984-1904) no 32, des chemins de fer de la banlieue de Reims.
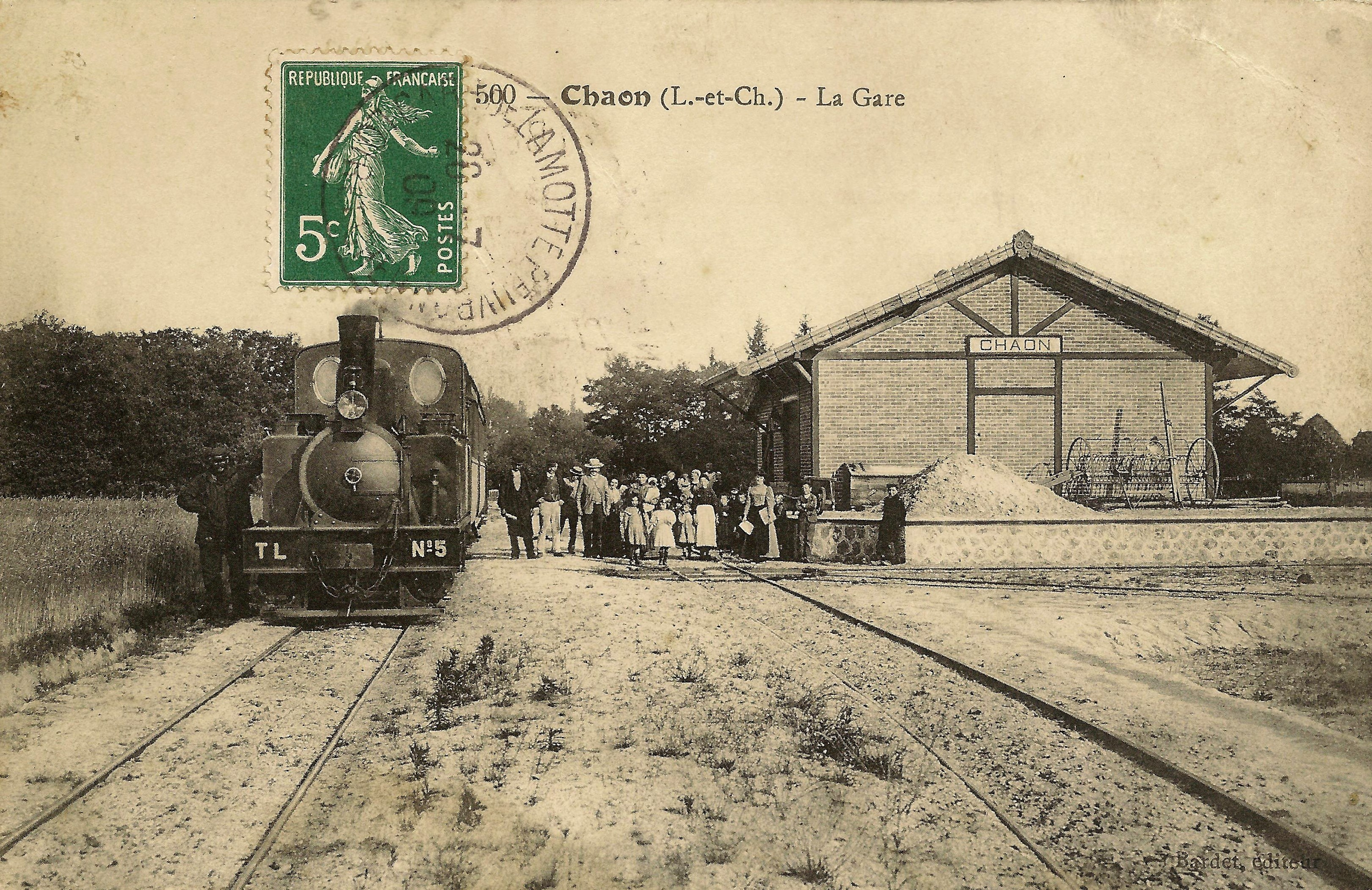
Corpet-Louvet (985-1905) no 5, des Tramways du Loiret.
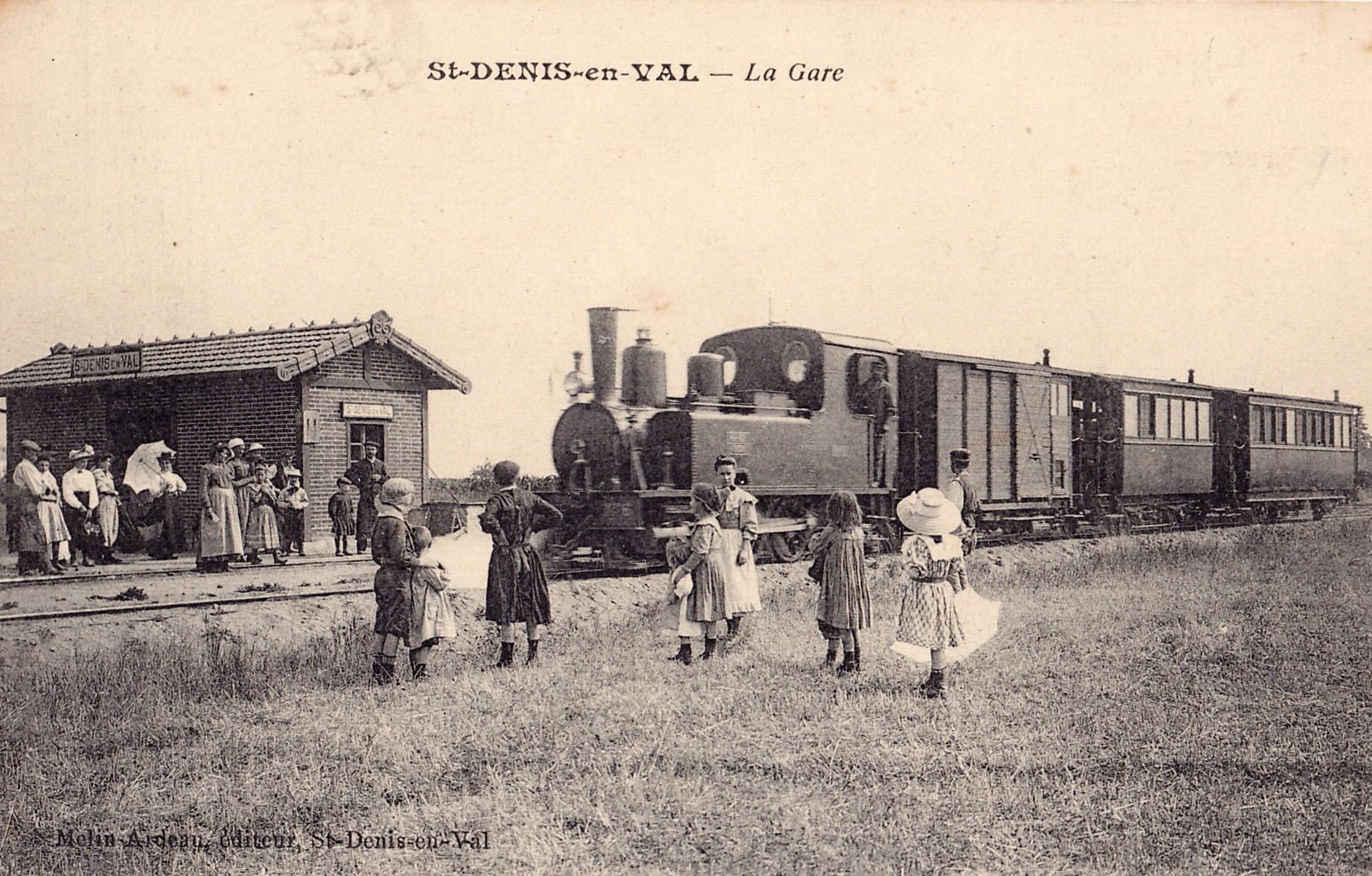
Corpet-Louvet (986-1905) no 6, des Tramways du Loiret.
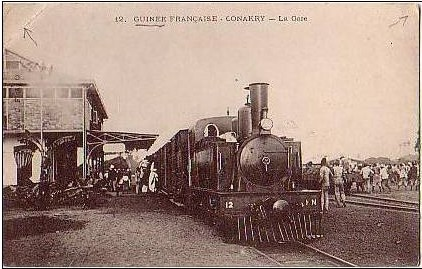
Corpet-Louvet (1009-1905) no 12, du chemin de fer de Conakri à Kankan en Guinée
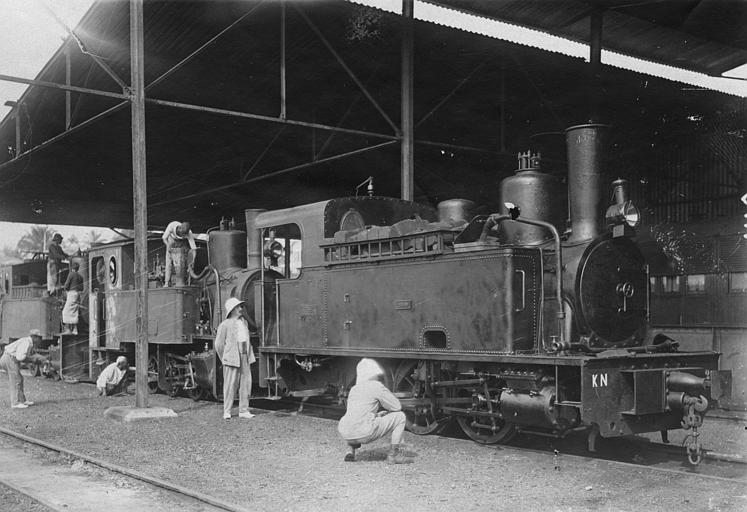
Corpet-Louvet (1009-1905) no 12, du chemin de fer de Conakri à Kankan en Guinée, vue ici à Douala au Cameroun durant la première guerre mondiale.
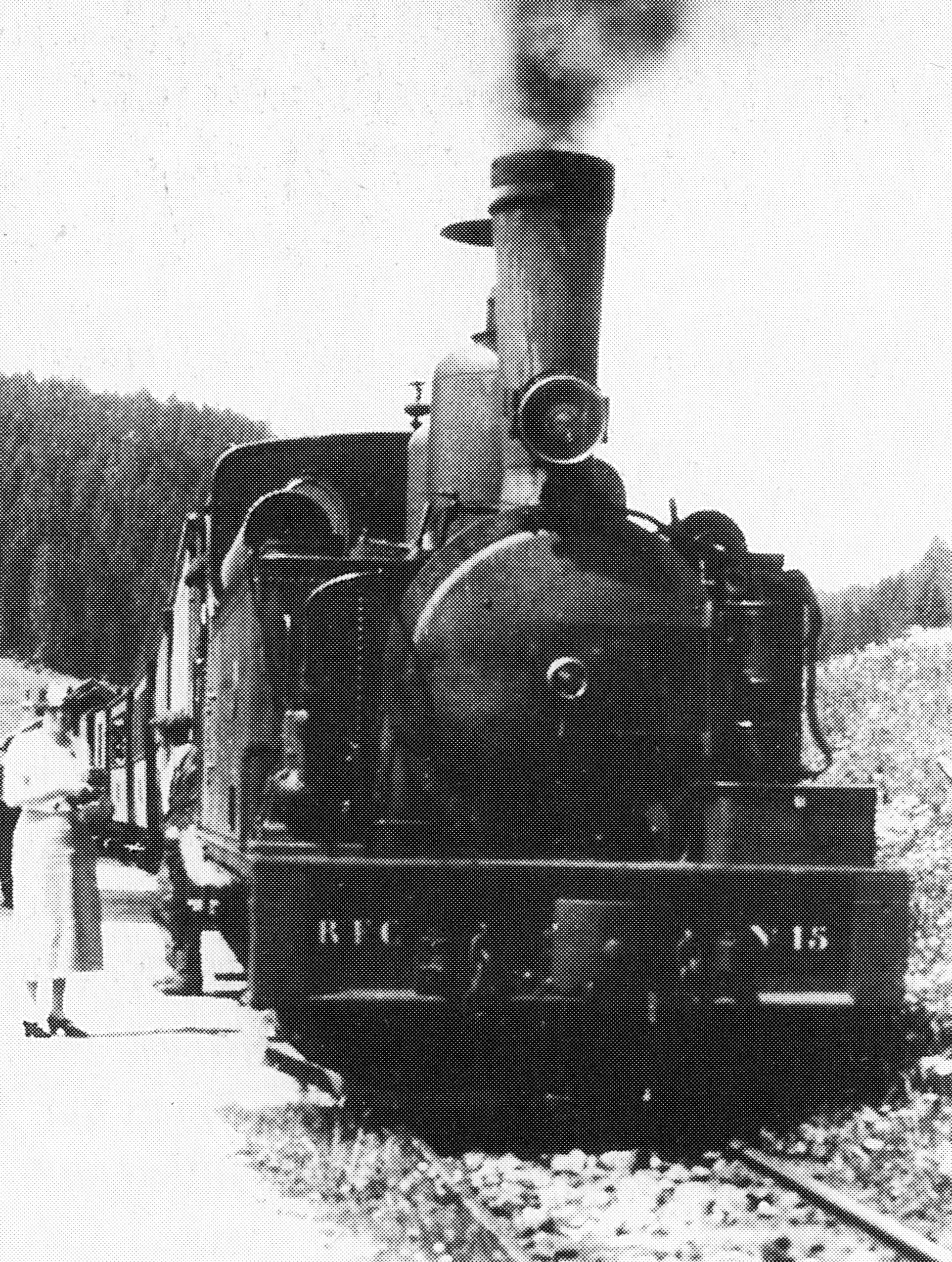
Corpet-Louvet (1035-1906) no 15, des chemins de fer Régionaux de Franche-Comté
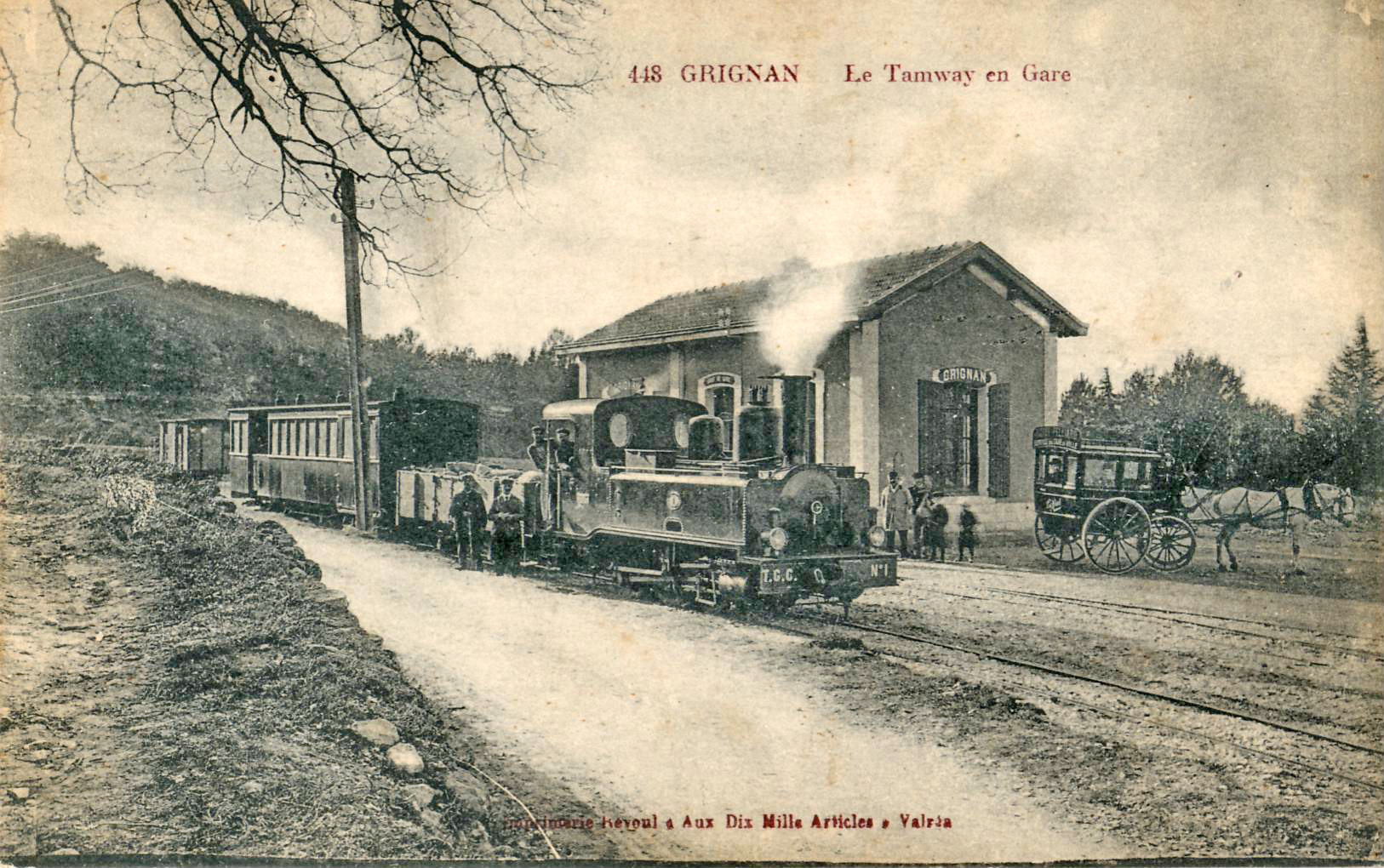
Corpet Louvet (1129-1907) no 1 du chemin de fer Taulignan-Grignan-Chamaret.
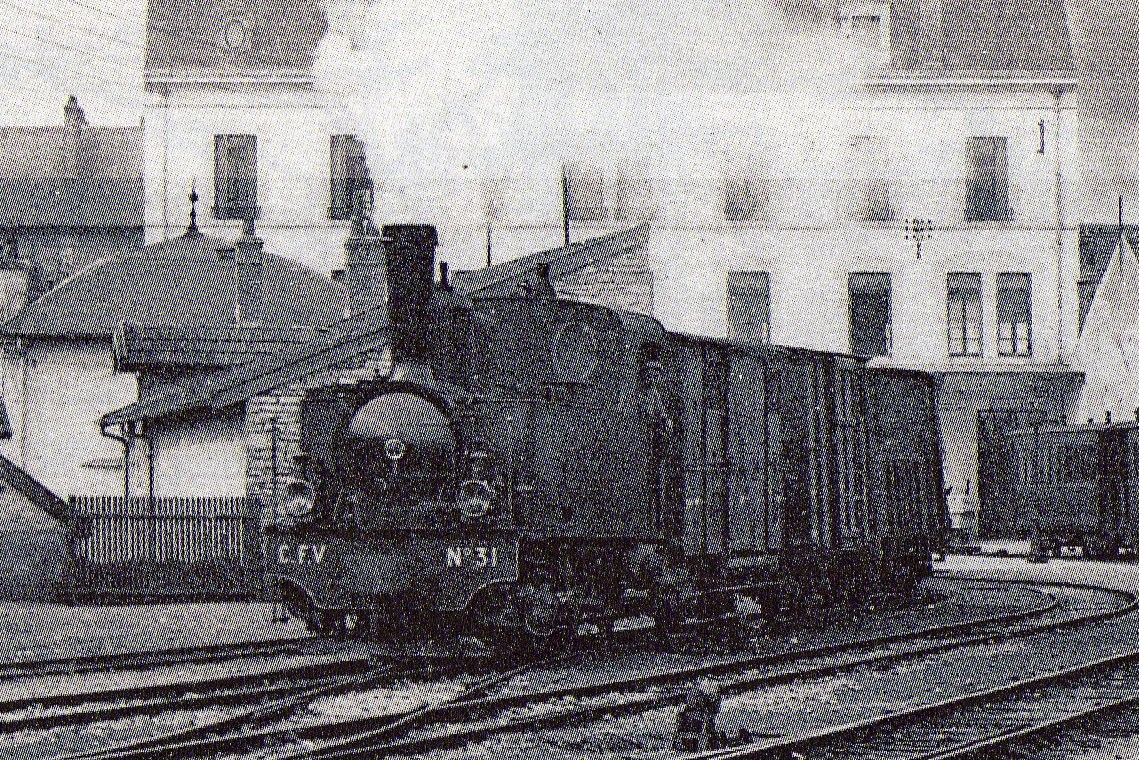
(no 1305 - fabriquée le 15 09 1910), no 31  des    Chemins de fer vicinaux de la Haute-Saône à Vesoul.
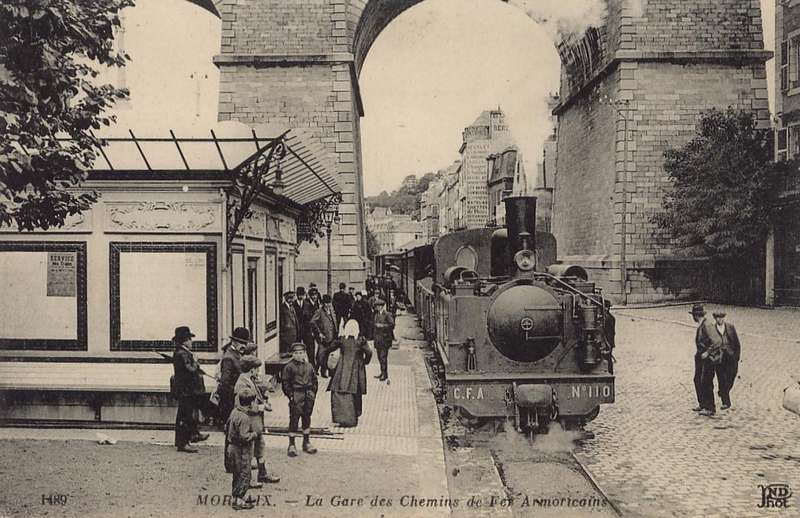
Corpet-Louvet (no 1353 - 1911), no 110  des Chemins de fer armoricains à Morlaix.
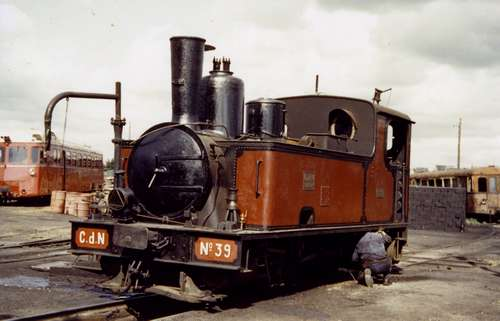
Corpet-Louvet (no 1682 - 1925), no 39 Chemins de fer des Côtes-du-Nord, gare  de Saint-Brieuc.
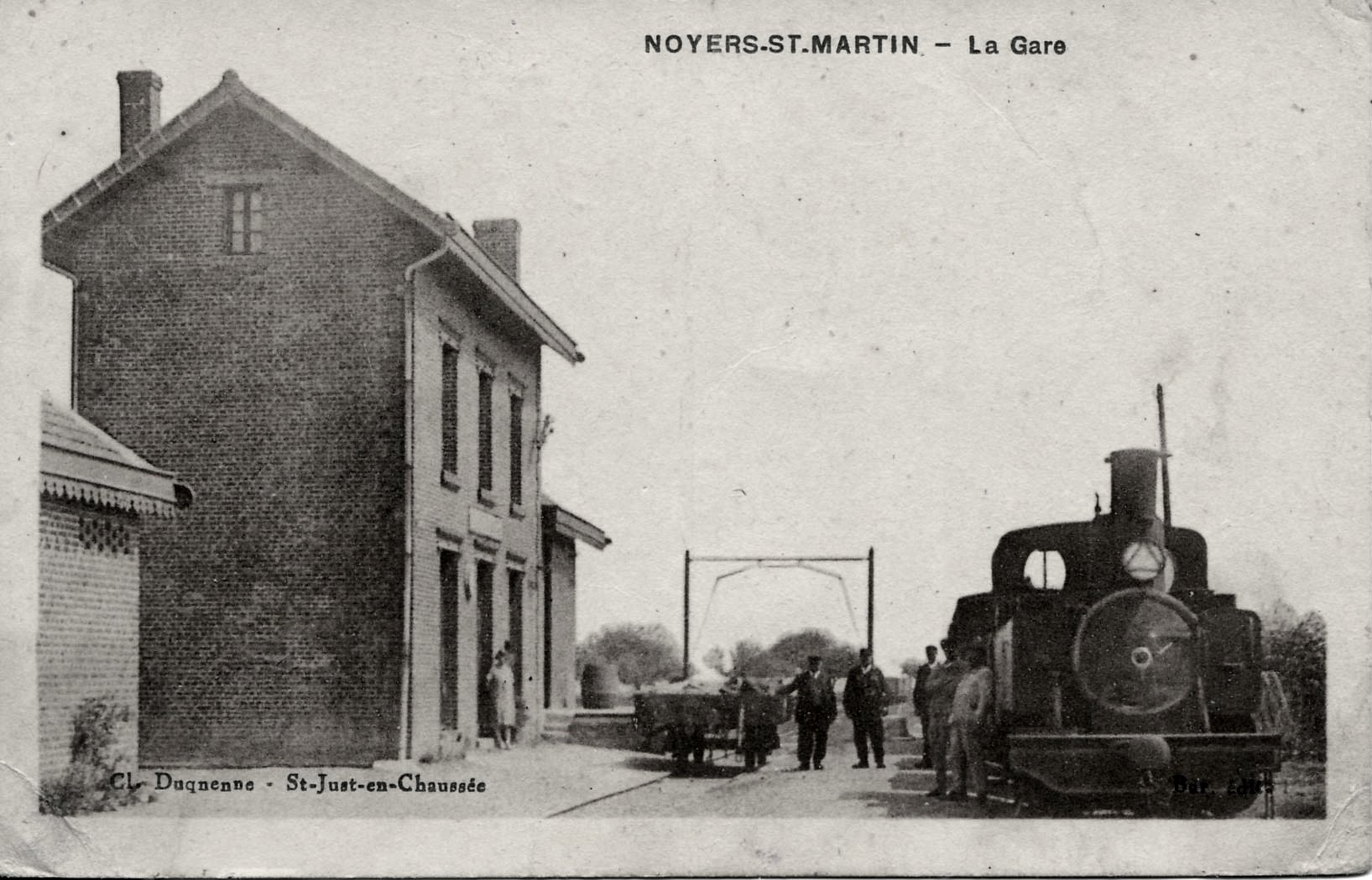
Corpet-Louvet du réseau de l'Oise, gare de Noyers-St-Martin.

## Histoire

### Origine: 1855-1867 Anjubault Paris
Auguste Anjubault (1820-1868) est âgé de 35 ans, lorsqu'il crée en 1855, une société de construction mécanique et machines à vapeur, qu'il installe au 4 de la rue Keller à Paris. Ce projet est certainement bien préparé puisqu'il expose la même année une locomotive à l'exposition universelle qui a opportunément lieu à Paris.
Cette locomotive, une des deux premières de la jeune entreprise, est particulière puisqu'elle est le fruit de la rencontre de ce jeune entrepreneur avec deux ingénieurs Jean-Claude-Républicain Arnoux et Jean-Jacques Meyer. Cette aventure pleine des promesses du système Arnoux et des débuts de la future ligne de Sceaux est sans lendemains du fait de l'abandon de ce système.
Auguste Anjubault oriente ensuite sa production vers des machines de chantier très demandées durant cette période de création du réseau de voies ferrées et de compagnies de chemins de fer. Quelques années plus tard il embauche le jeune ingénieur Lucien Corpet pour diriger l'entreprise, et décède peu de temps après à 50 ans.

### 1868-1889: L. Corpet Paris

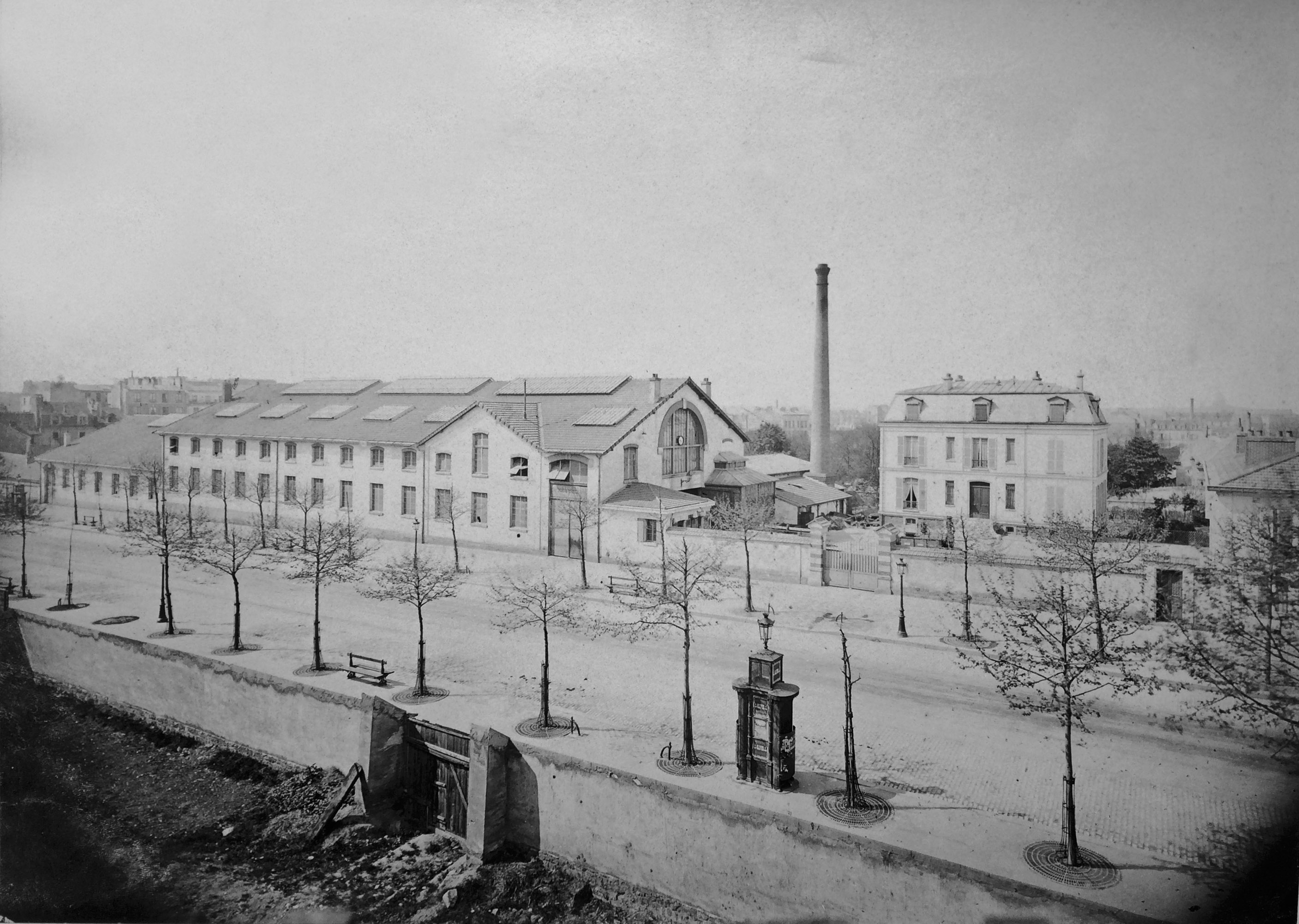
Les ateliers et la maison d'habitation, dans les années 1870.

Charles Joseph Lucien Corpet (1846-1889), est né à Paris au 367 de la rue Saint-Denis, domicile de ses parents. Son père, Alphonse Corpet, est marchand de laines, cotons et soies. En 1864 il entre à l'école centrale des arts et manufacture de Paris, et en sort diplômé ingénieur, promotion 1867. Après un passage au Polytechnicum de Zurich, il est engagé par Anjubault pour en prendre la direction. Après le décès de son patron, il rachète l'entreprise Anjubault et les ateliers de la rue Keller, et ouvre un nouveau registre de production de locomotives, sur lequel il recopie de sa main la production de la maison Anjubault. La rue Keller, dans le quartier de la Roquette, près de la place de la Bastille, n'est pas d'un accès facile, du fait de sa largeur et de son encombrement, notamment par les charrettes des charbonniers. Dès 1870 il transfère, la production puis les bureaux, dans une usine plus vaste qu'il a fait construire sur un terrain jouxtant la maison bourgeoise, récemment construite, où il est domicilié, avenue Philippe-Auguste. Cette nouvelle usine borde les larges trottoirs de l'avenue, proche de son croisement avec la rue de Charonne, la Chaudronnerie étant située de l'autre côté de la voie qui mène du Cimetière du Père-Lachaise, tout proche, à la place de la Nation. L'entête du papier à lettres de la nouvelle entreprise indique : « Anciennement Maison Anjubault L. Corpet, Ingénieur mécanicien. Successeur. 117 avenue Philippe-Auguste ». Il se marie le 15 juin 1872 avec Céline Doublet fille de Gustave Doublet, armateur au Havre et beau-frère de Jean-François Cail. Cette union sera courte car Lucien a 27 ans lorsque le 21 juin 1873 Céline meurt en mettant au monde leur fille Marguerite. Quelques années après, écoutant les conseils de sa fille, il épouse le 20 octobre 1881 Fanny Doublet, la jeune sœur de Céline. De cette union vont naître trois enfants : Lucien, Jean et Yvonnes. Il n'en profitera pas pendant de longues années puisqu'il décède brutalement le 1er avril 1889 à l'âge de 43 ans.
Après cet épisode familial, revenons à l'entreprise. De cette période de vingt ans entre le décès d'Auguste Anjubault et celui de Lucien Corpet, il nous manque la vision d'ensemble des événements et n'avons que le fil rouge que constitue le répertoire des locomotives. Cependant quelques éléments non reliés mais intéressants apparaissent dans des ouvrages de l'époque et ont été repris dans des articles de la presse ferroviaire du XXe siècle. Lucien Corpet poursuit l'orientation donnée par Anjubault en produisant des petites 020T de chantiers, on note cependant une évolution vers des machines plus importantes de type 030T, le tout étant plutôt de conception simple et robuste, en opposition avec le foisonnement de machines lourdes, puissantes et rapides caractérisant la production qui définit les grands constructeurs. Néanmoins cette relative stabilité dans le créneau des machines « modestes », est entrecoupée de livraisons plus originales révélant l'esprit d'innovation et de recherche qui devait animer Lucien Corpet Ingénieur des Arts et Manufactures.

### 1889-1912 Veuve Corpet & L. Louvet Paris
À la mort de son mari, Fanny Corpet, associée avec son gendre Lucien Louvet, ingénieur des chemins de fer, prend la direction de l'entreprise. À l'exposition universelle de 1900 à Paris, l'entreprise qui porte le nom de « Veuve Corpet et L. Louvet », expose la locomotive no 818 construite pour les chemins de fer économiques du Sud-Est (no 54). Le rapport du jury lui consacre un paragraphe intitulé « Locomotive-Tender, 3/3, à simple expansion, no 54, des chemins de fer économiques du Sud-Est », avec un schéma de la machine (fig. 74 de l'ouvrage), et une mention sur la bonne qualité de la construction.

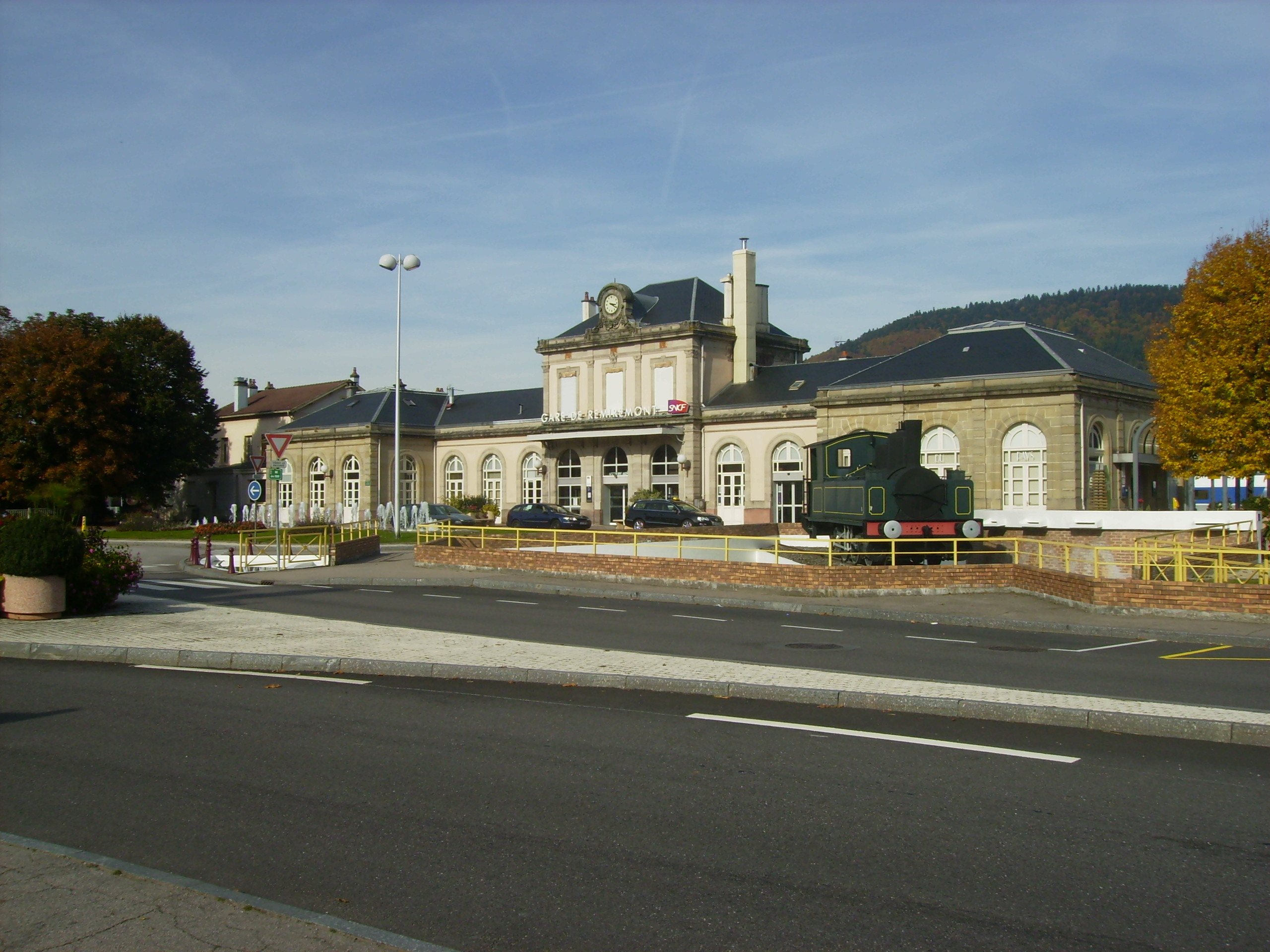
no 544 de 1891, voie normale, exposée devant la gare de Remiremont.
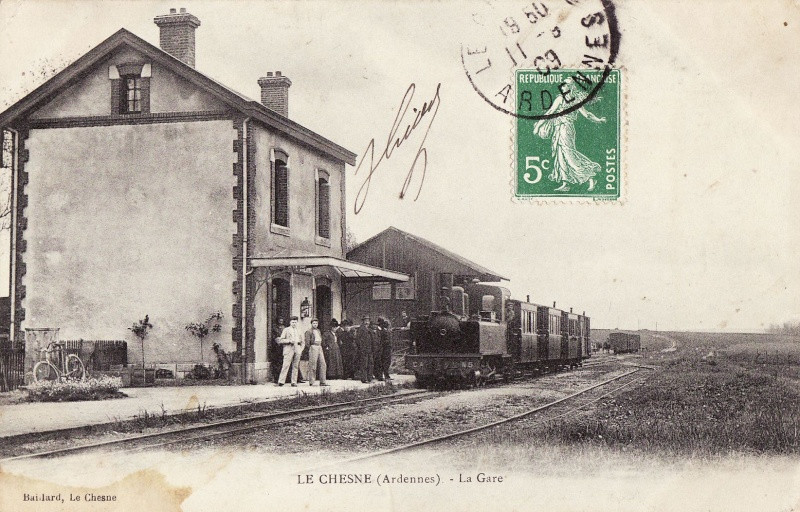
no 633, voie de 0,80, de 1895, no 5 des  Chemins de fer départementaux des Ardennes.
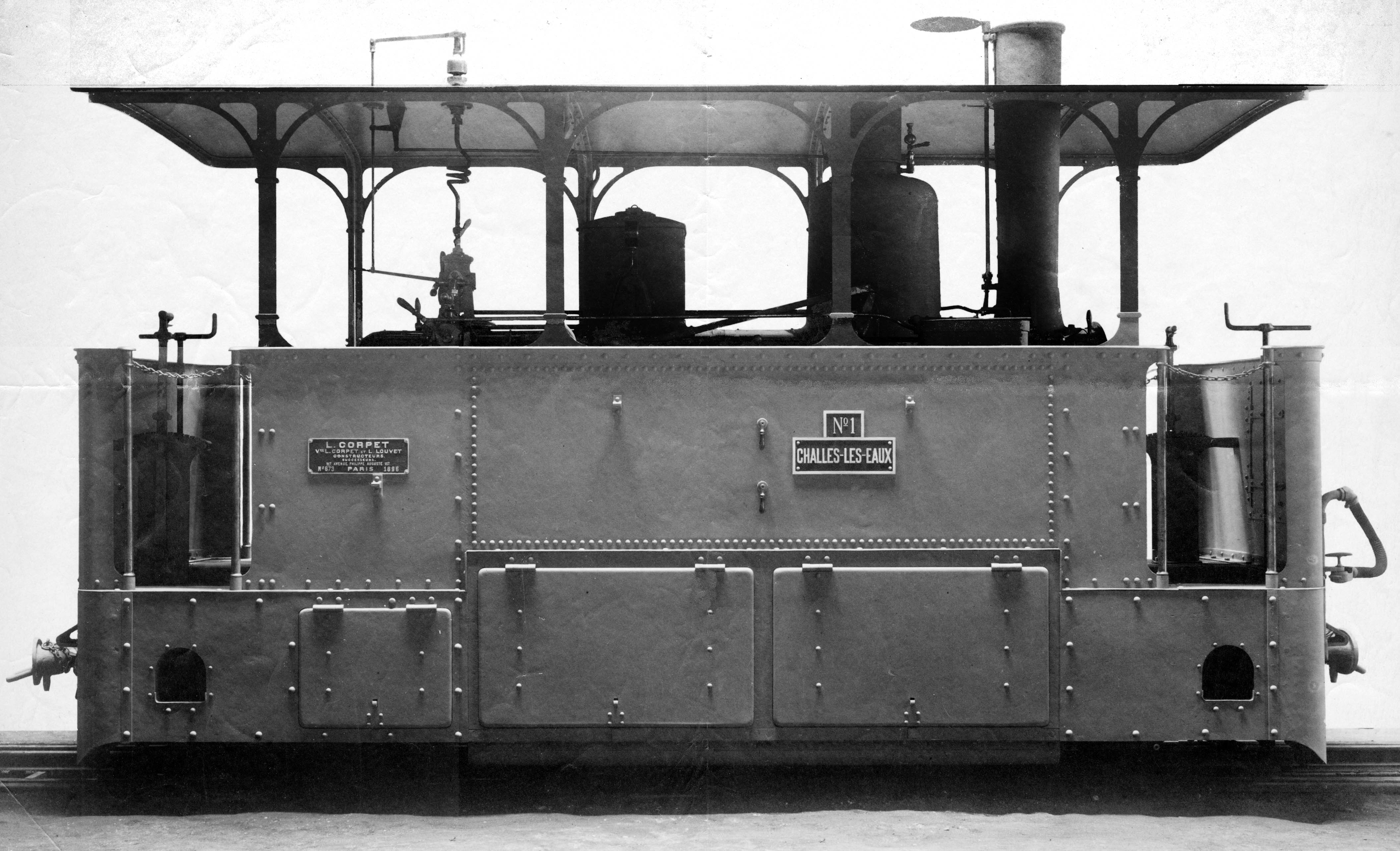
no 673, voie de 0,60, de 1896, no 1 « Challes-les-Eaux », Tramways de Savoie.
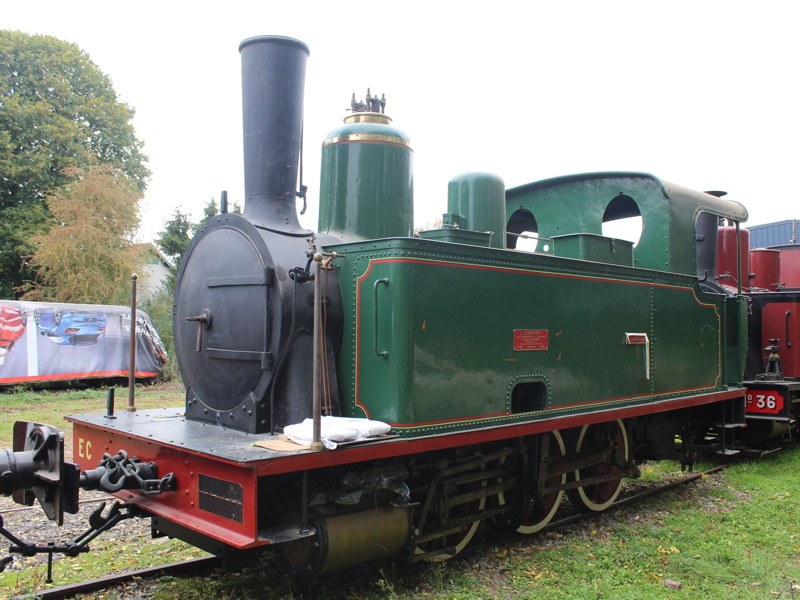
no 691, no 14 des Chemins de fer départementaux de la Drôme.
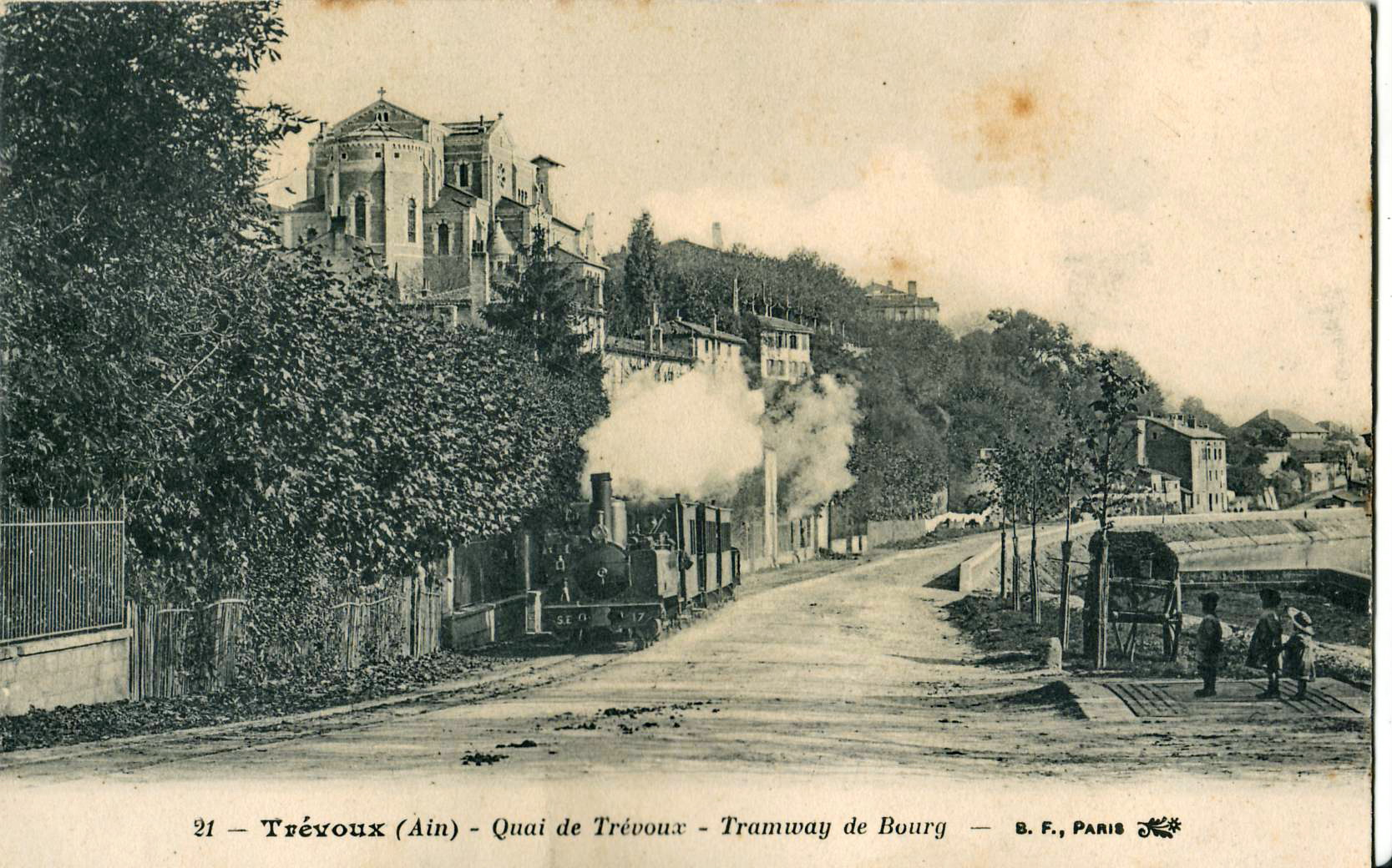
no 694, voie métrique de 1898, no 17 des Tramways de l'Ain
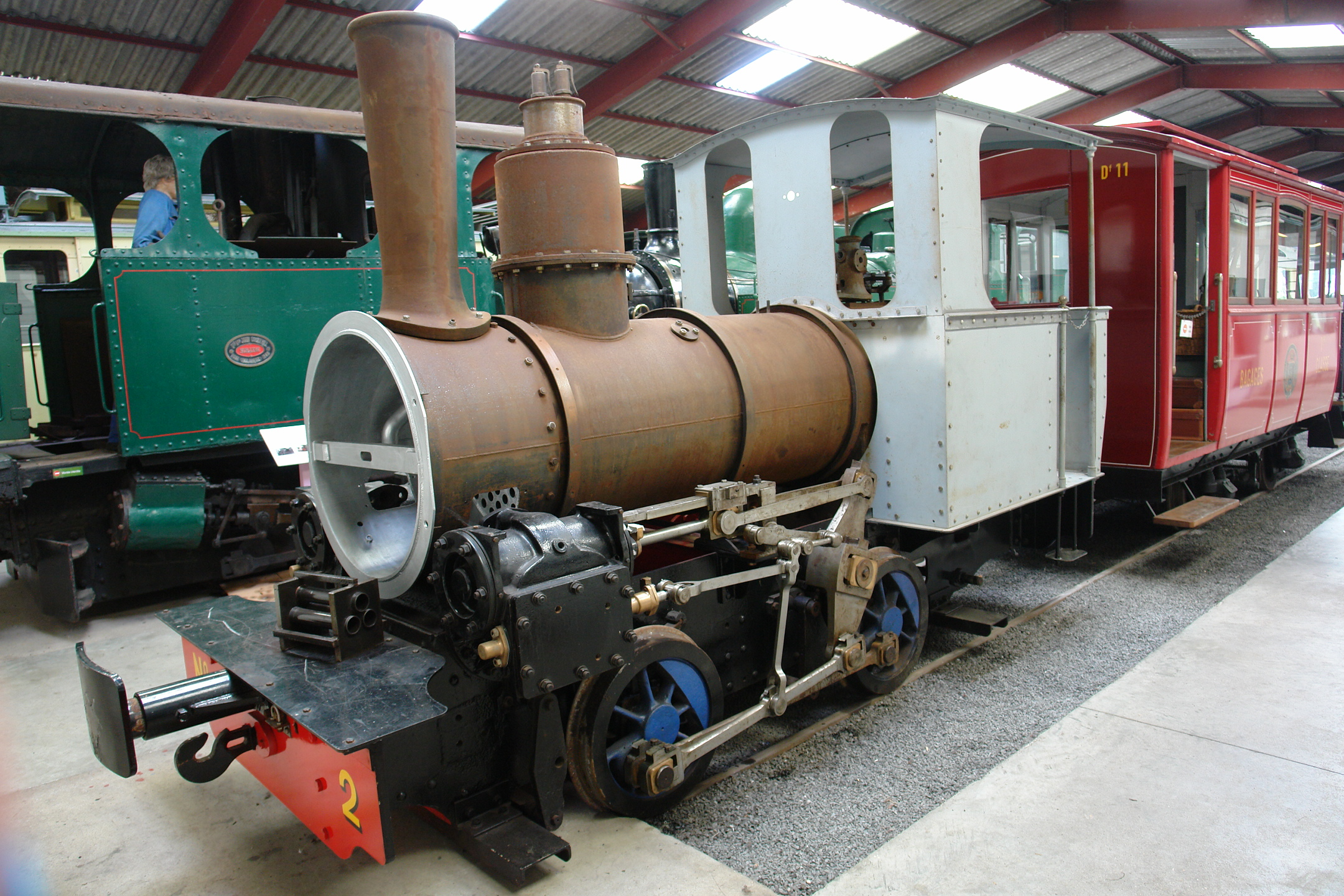
no 710 de 1898, 020T, système Brown du MTVS.
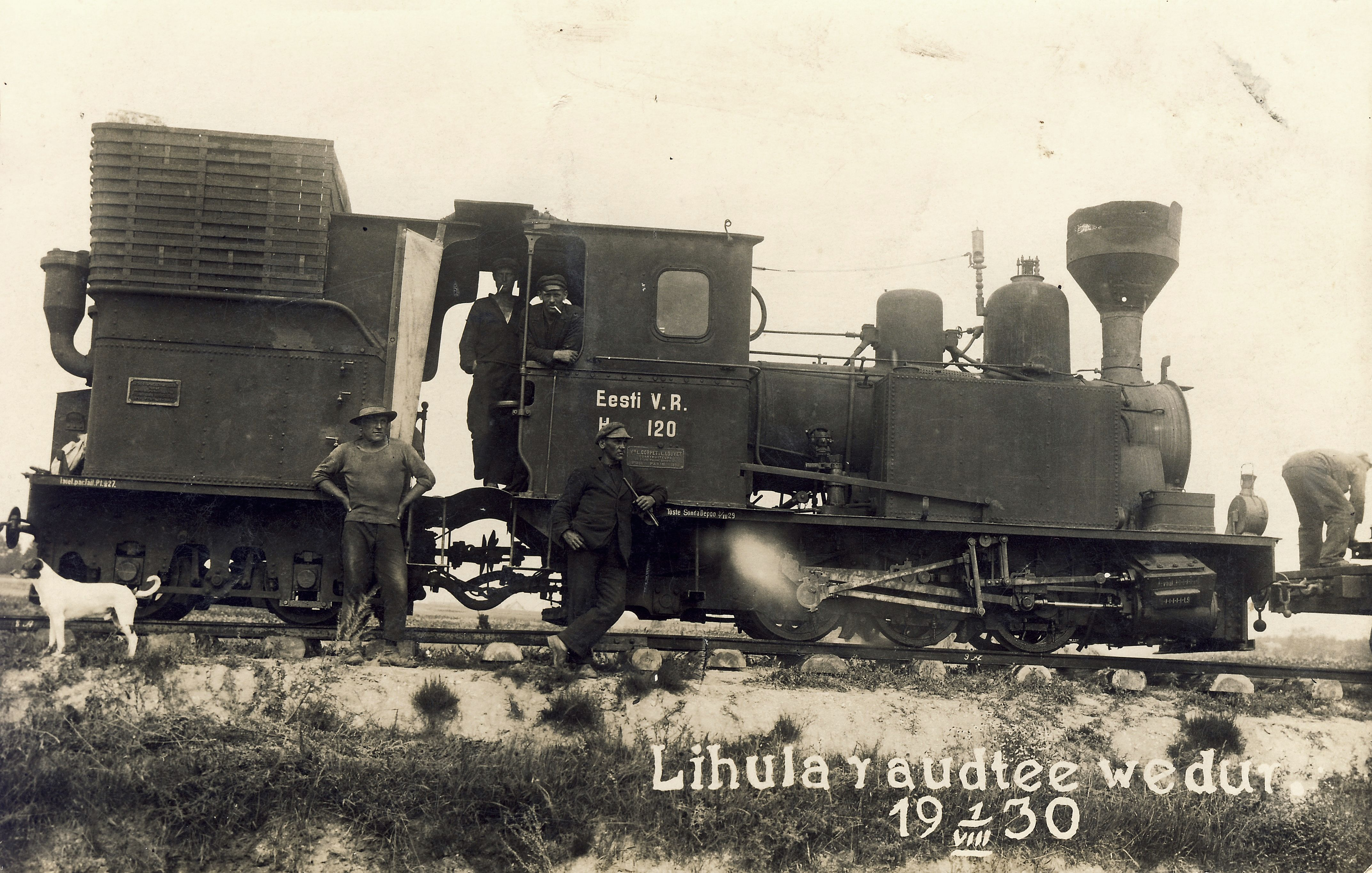
030 no 1059 de 1906, livrée au gouvernement russe pour l'Estonie.
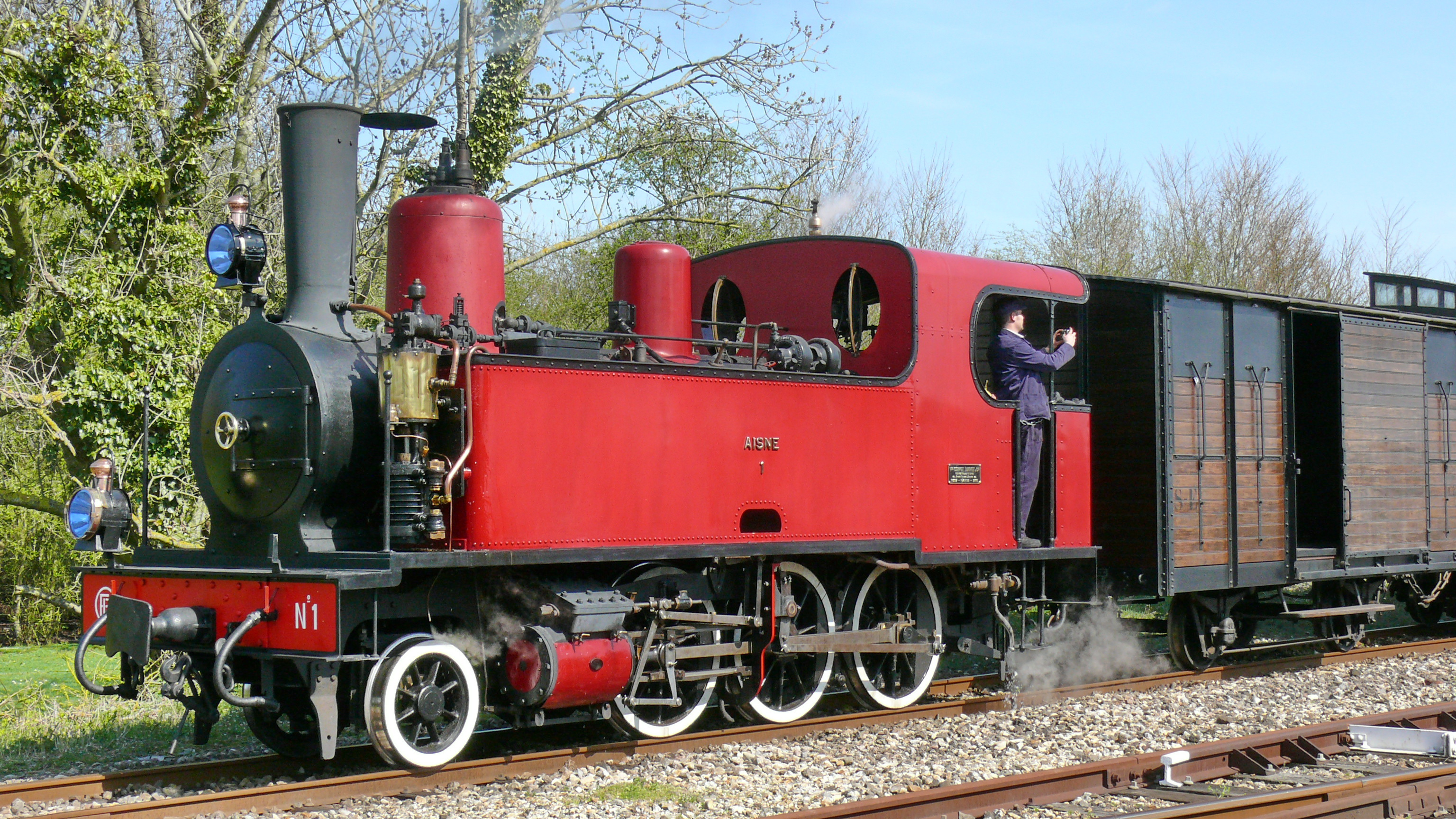
130T no 1097 de 1906, no 1 des compagnie des chemins de fer départementaux de l'Aisne, préservée au CFBS.
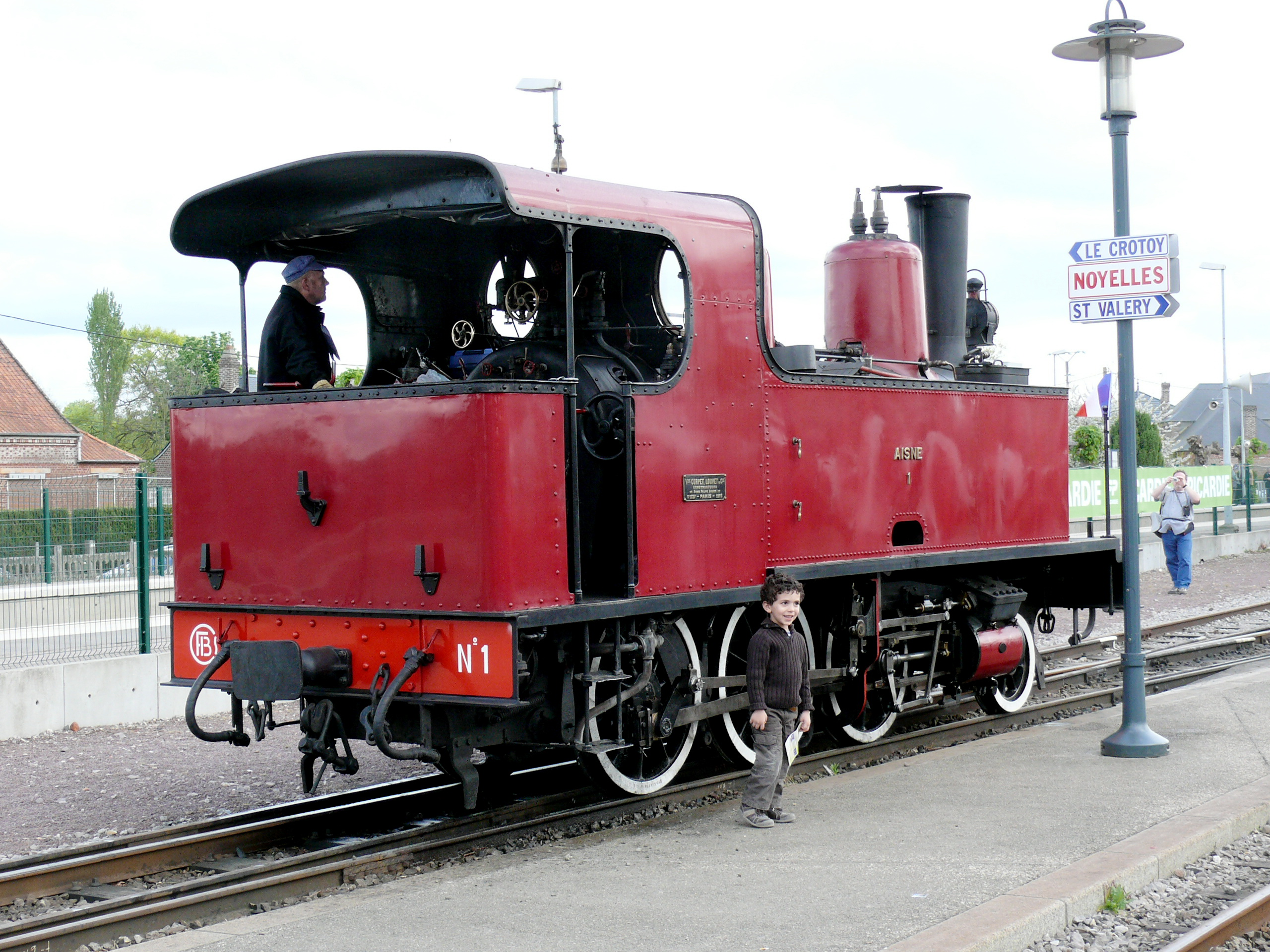
130T Corpet Louvet  (1097/1906).
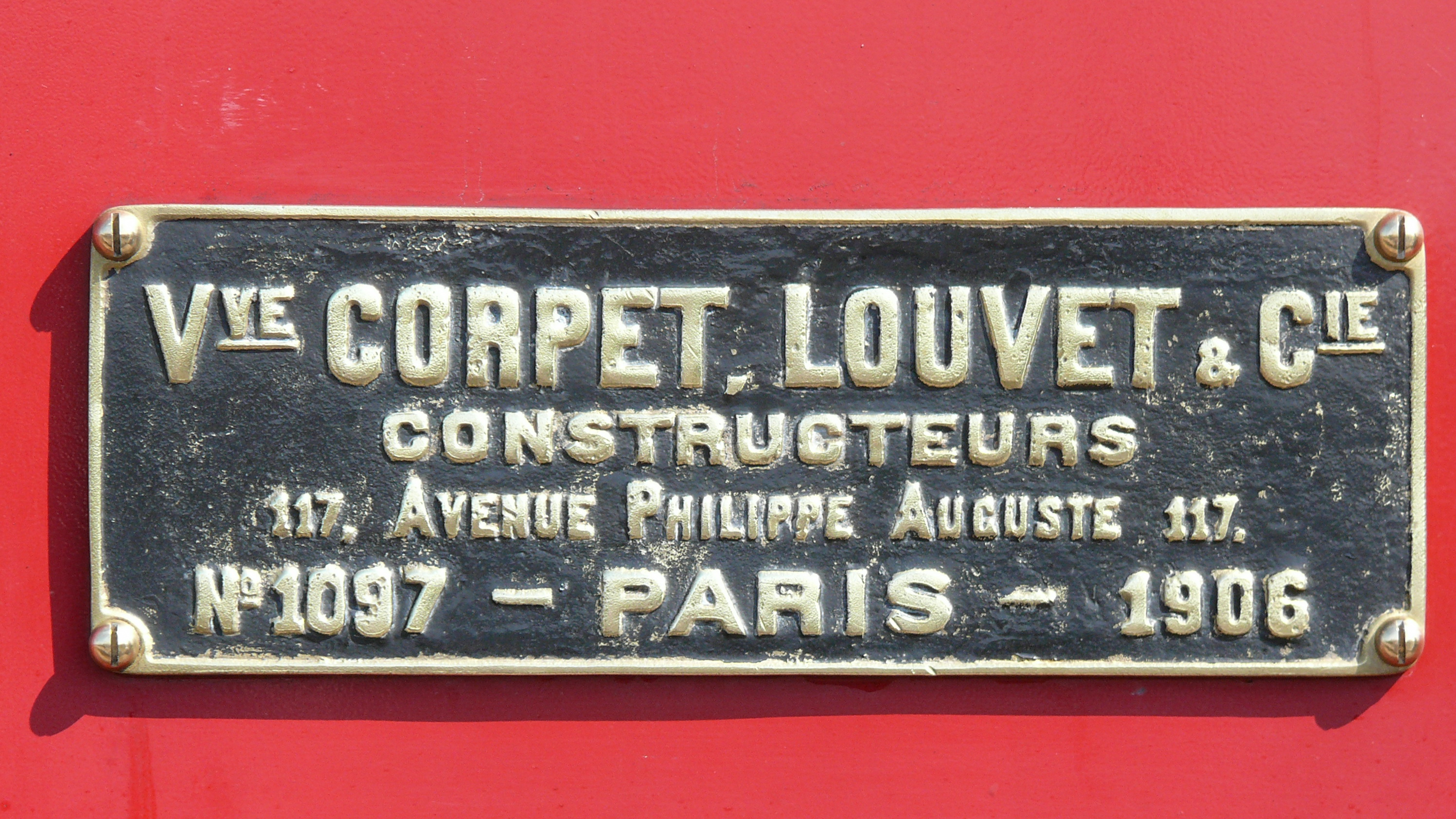
Plaque de constructeur de la locomotive type 130T no 1097 du constructeur. no 1 des Chemins de fer départementaux de l'Aisne, préservée au CFBS.
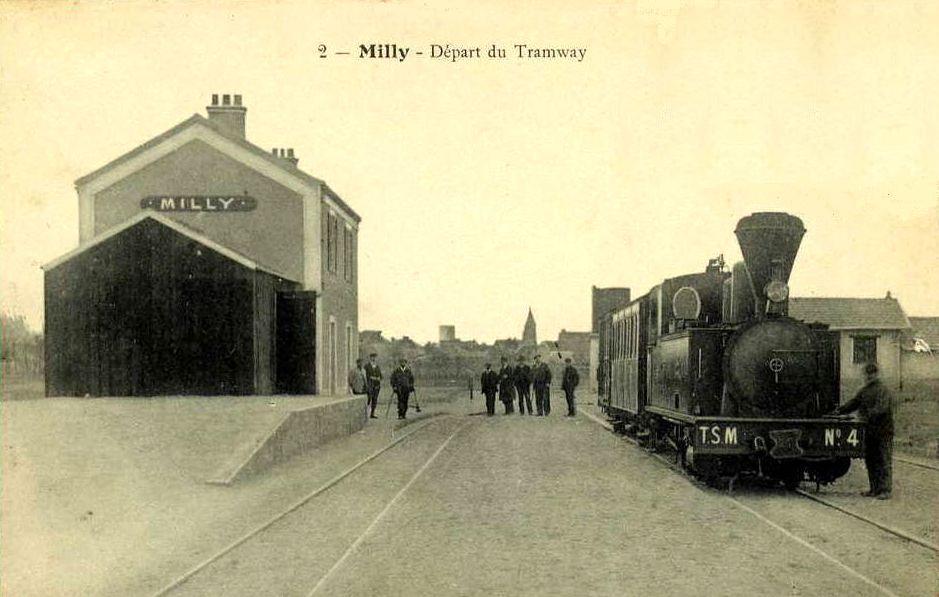
030 t no 1177 du Tramway Sud de Seine-et-Marne
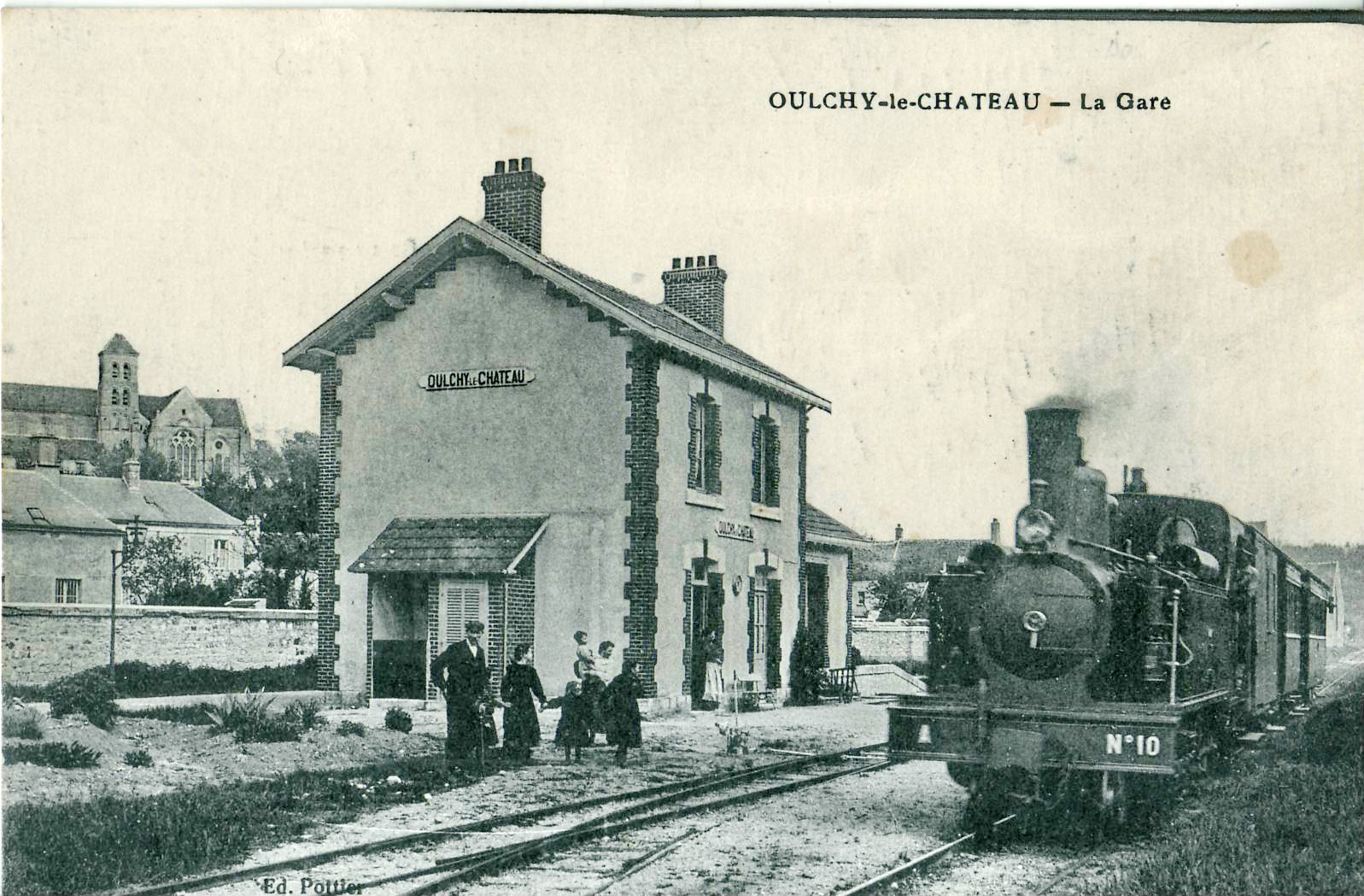
130T no 1182 de 1906, no 10 des compagnie des chemins de fer départementaux de l'Aisne.
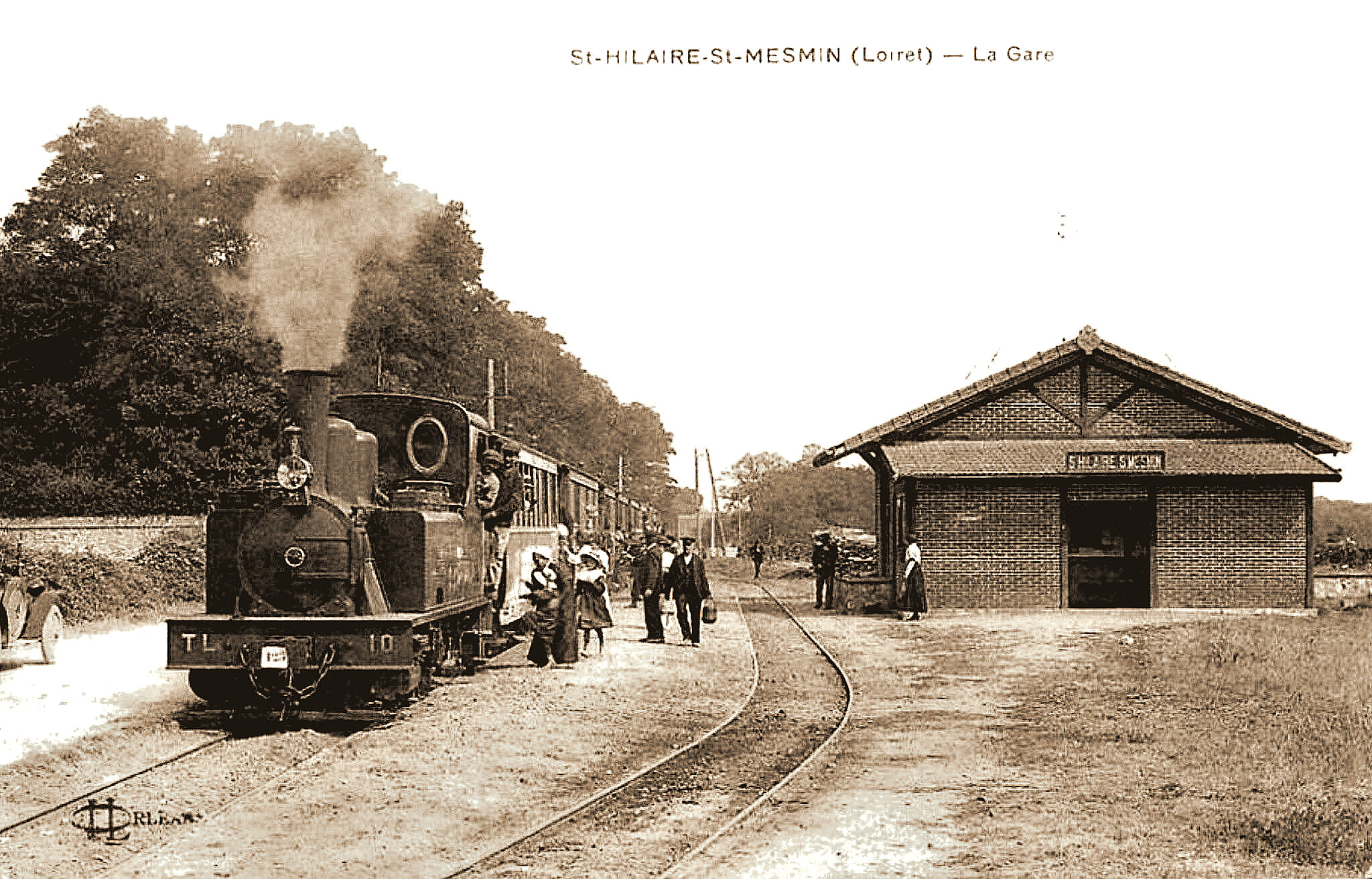
030T no 1207 de 1910 de la compagnie des tramways du Loiret
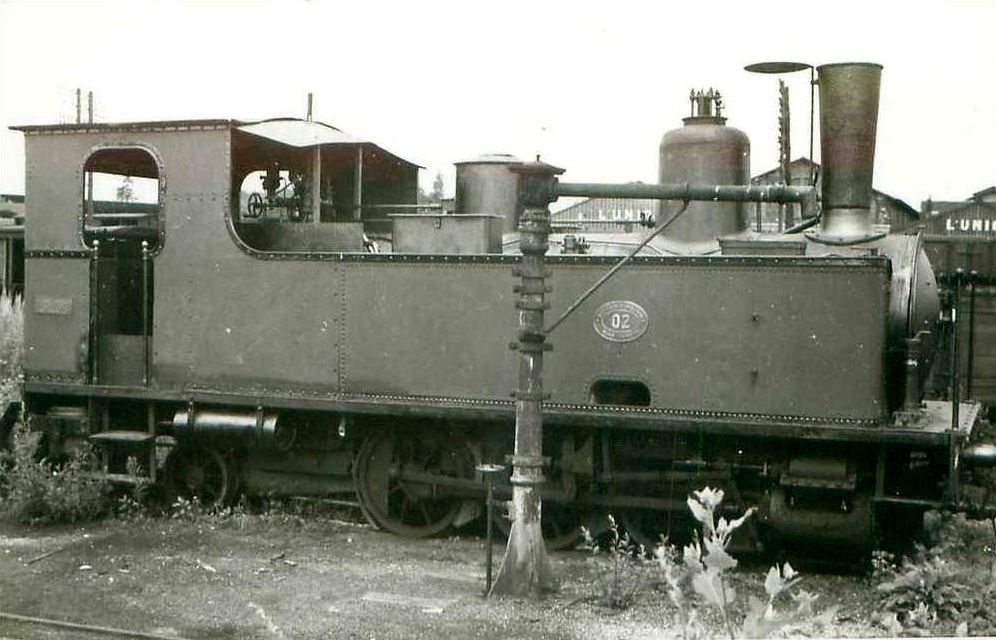
031T no 1211 ex Tramway de Meaux à Dammartin.
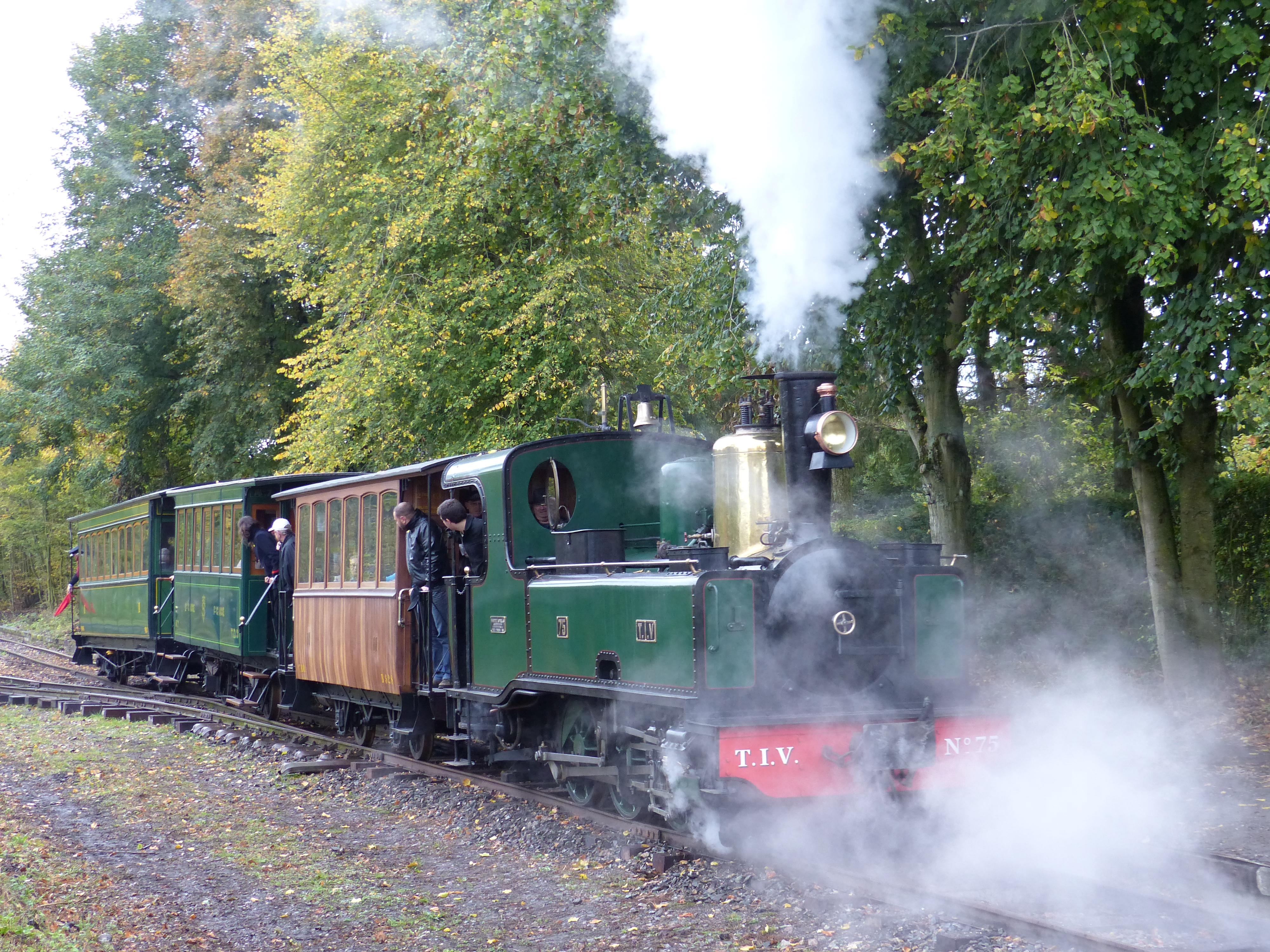
030T no 1234 ex TIV, restaurée par le MTVS.
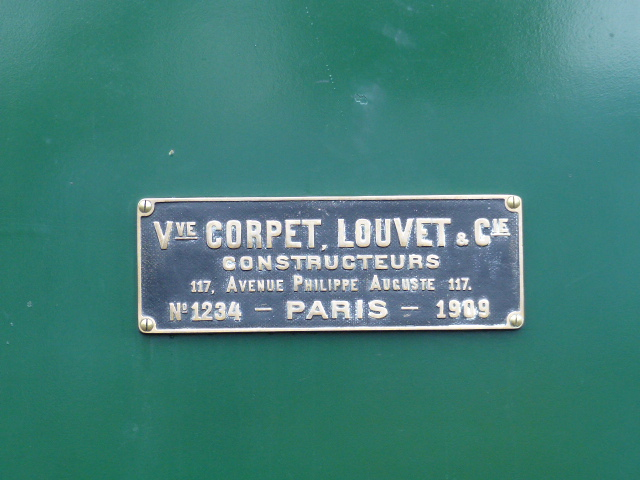
Plaque de constructeur de la 030T 75 ex-TIV
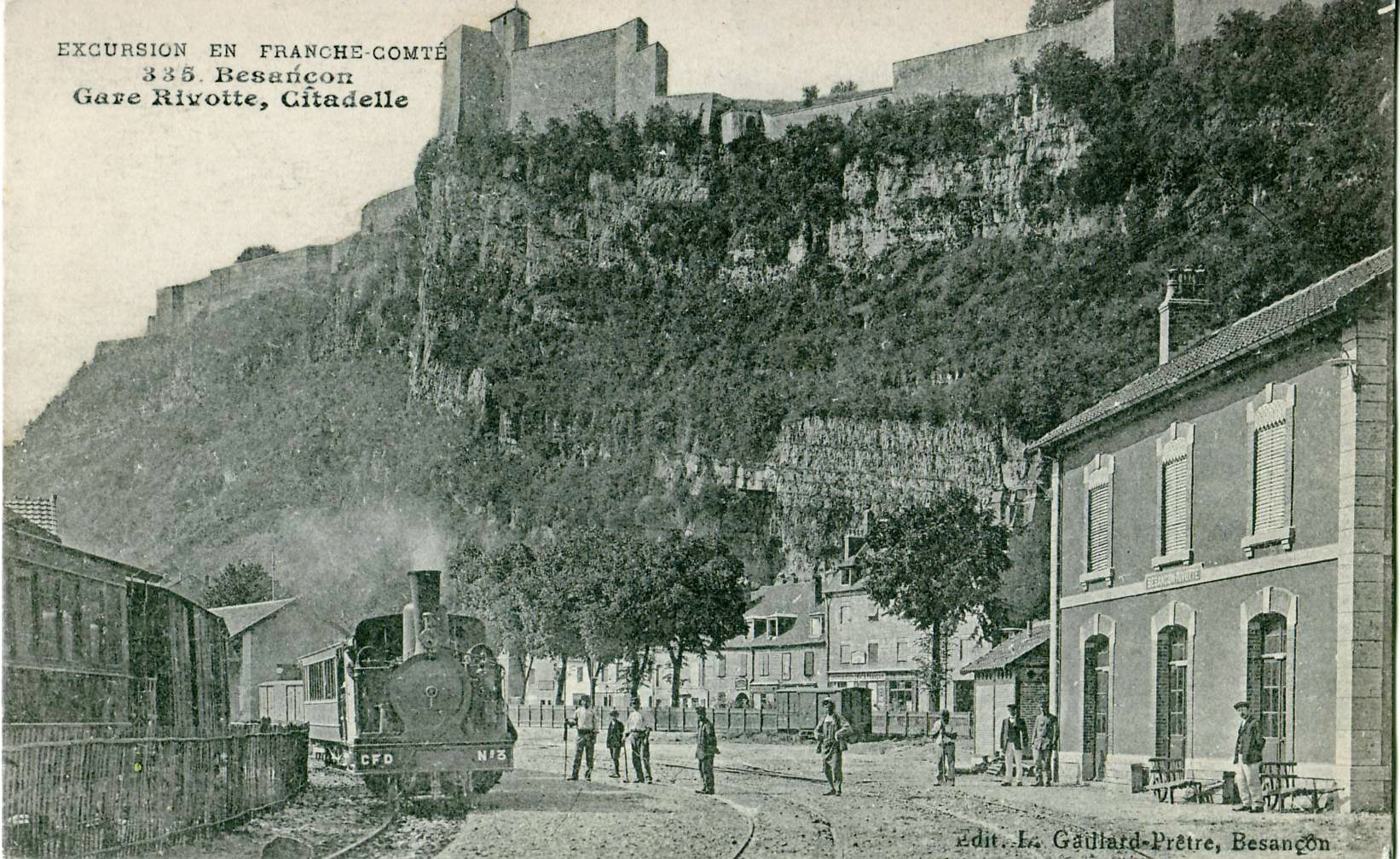
130T no 1277 de 1910, no 3 des Chemins de fer du Doubs en gare de Besançon.

### 1912-1952 Corpet-Louvet & Cie La Courneuve

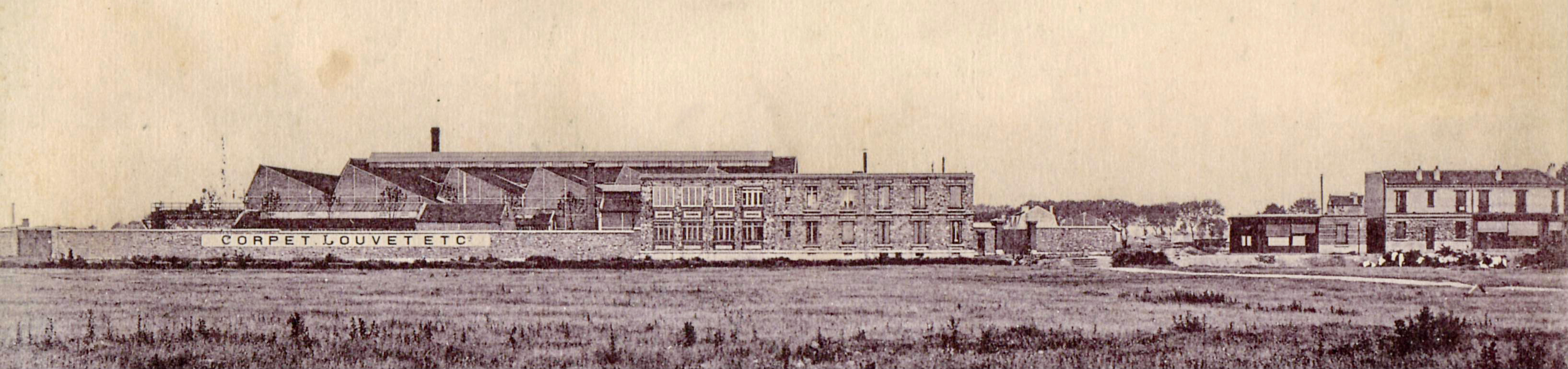
L'usine de La Courneuve.

En 1912 la société, trop à l'étroit, quitte ses ateliers du 115, avenue Philippe-Auguste pour un espace plus vaste, en lien avec le réseau. Siège et usine étaient situés 6 rue Gambetta à La Courneuve, le long de la ligne Paris - Soissons. Les nouveaux ateliers permettent la production de machines plus importantes et de locomotives à voie normale. La production est diversifiée avec la construction de locomotives diesel, la construction mécanique et de la chaudronnerie. La dernière locomotive est livrée en 1952.
Ses responsables seront successivement : Lucien Corpet et Jean Corpet (fils de Lucien), André Louvet ; Pierre Corpet (fils de Jean) Michel Corpet (fils de Lucien et gendre de Marcel Neuville, polytechnicien et président de la chambre de commerce et d’industrie du Havre) et Gérard Louvet (fils d'André), qui reconvertiront l'entreprise dans la fabrication de machines-outils et de matériel de chantiers sous licence Caterpillar.

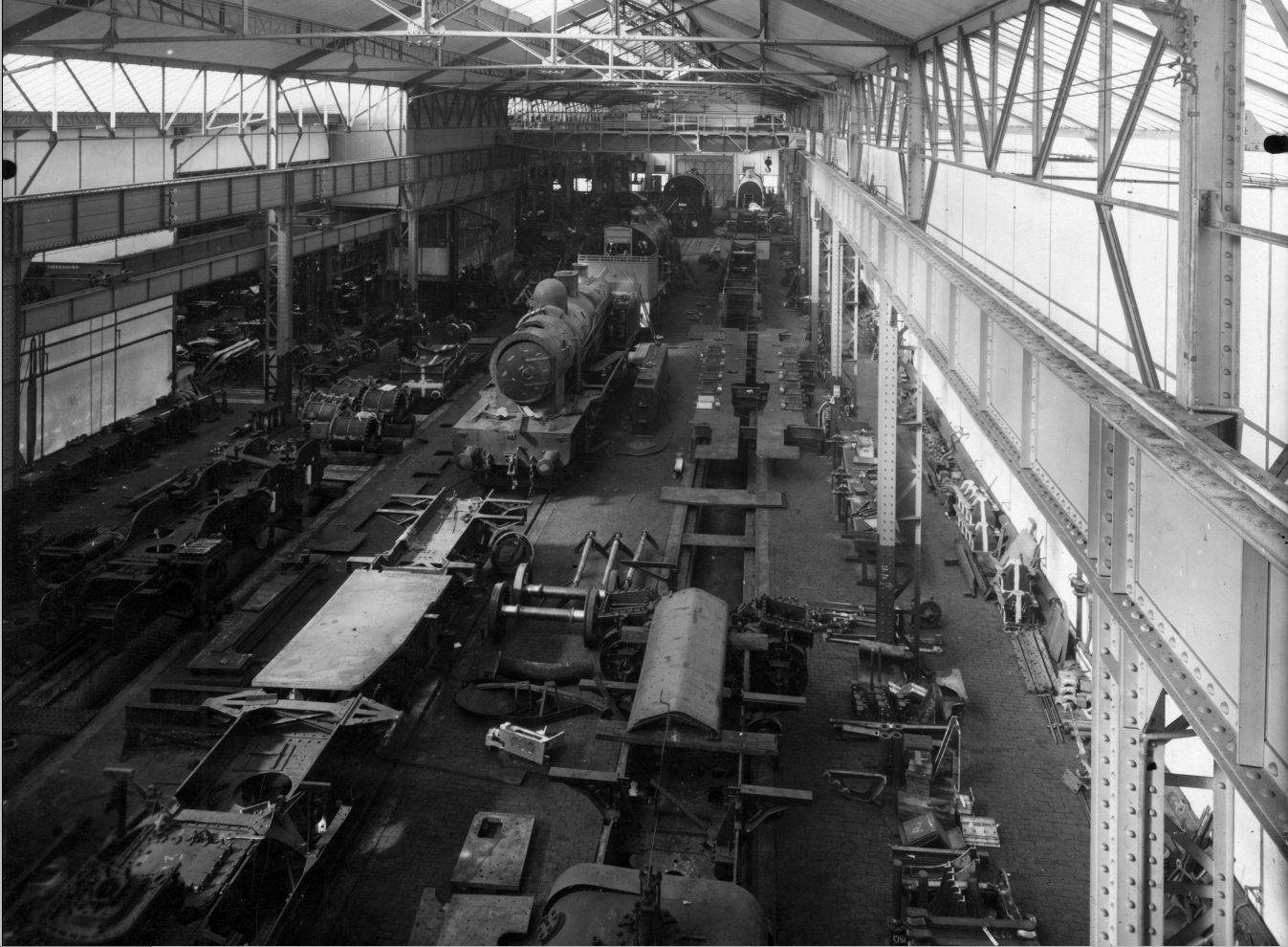
Corpet-Louvet, grand atelier, locomotives à vapeur en construction (vers 1930).
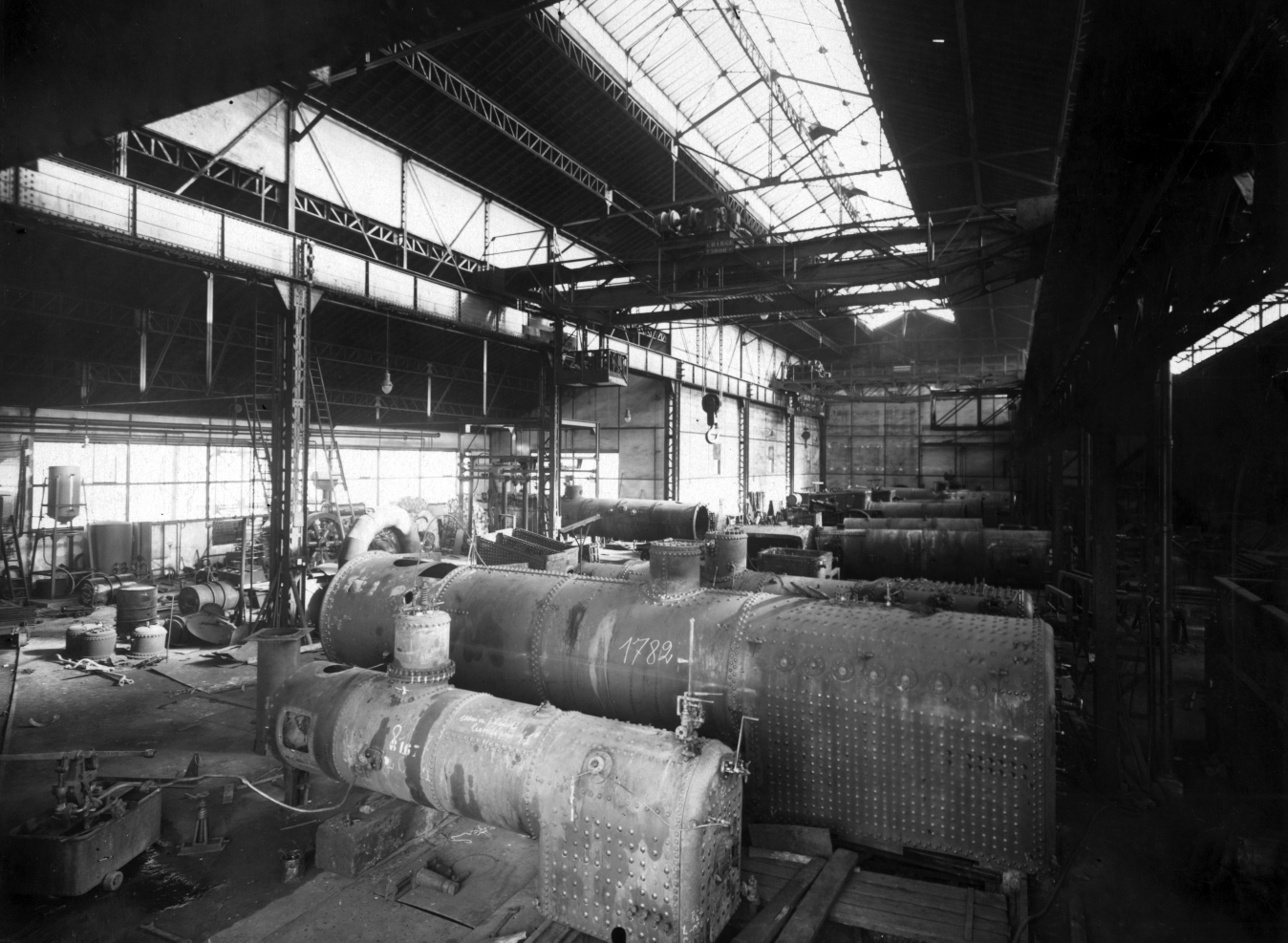
Corpet-Louvet, atelier des chaudières (vers 1930). 0n aperçoit la chaudière de la machine no 1782, destinée au chemin de fer de Ceinture et livrée en 1934.

### 2000: des plans d'origine au MTVS
2000 : Des archives, notamment de nombreux plans, sont données au Musée des tramways à vapeur et des chemins de fer secondaires français

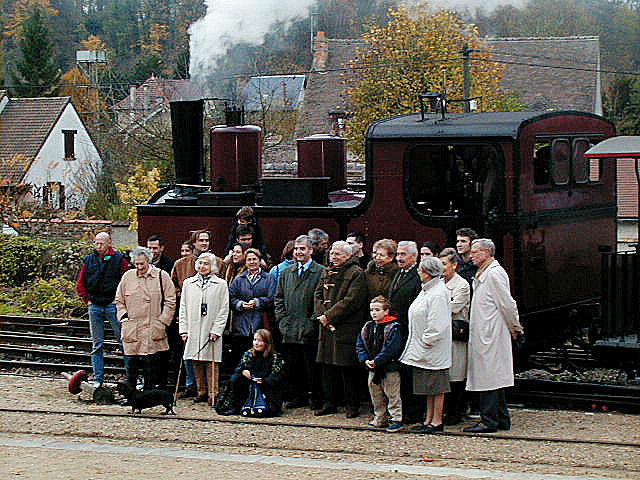
Descendants Corpet et Louvet devant Lulu au MTVS (2000).
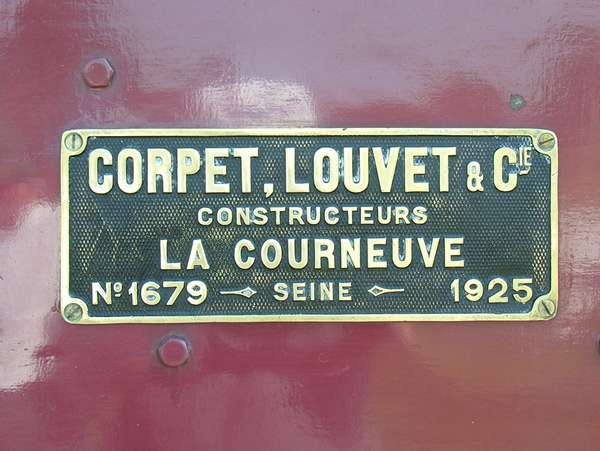
Plaque constructeur Corpet-Louvet no 36 Lulu.
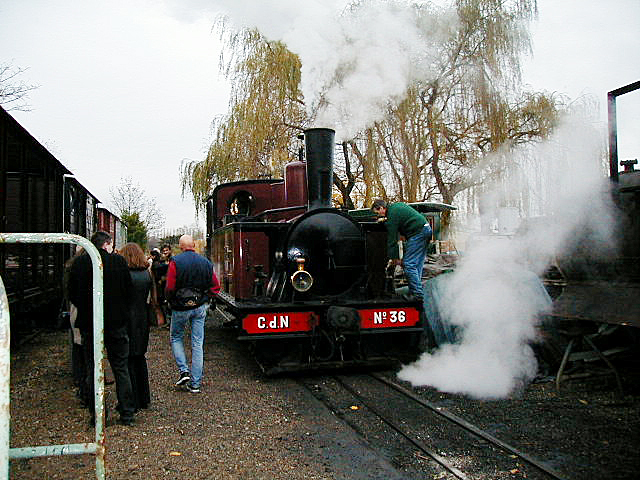
Descendants Lucien Corpet et Lulu au MTVS (2000).
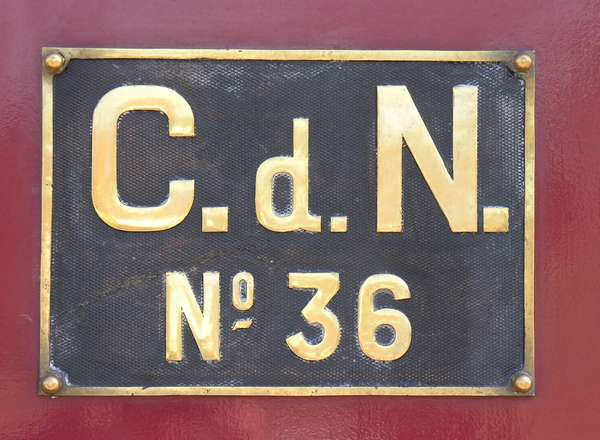
Plaque de la locomotive Corpet-Louvet no 36 Lulu.

## La production de locomotives à vapeur
Depuis 1855 et jusqu'à 1952, l'usine a produit 1962 locomotives. La majorité d'entre elles sont à voie métrique et de type tender. La production Anjubault est comprise dans cet effectif.

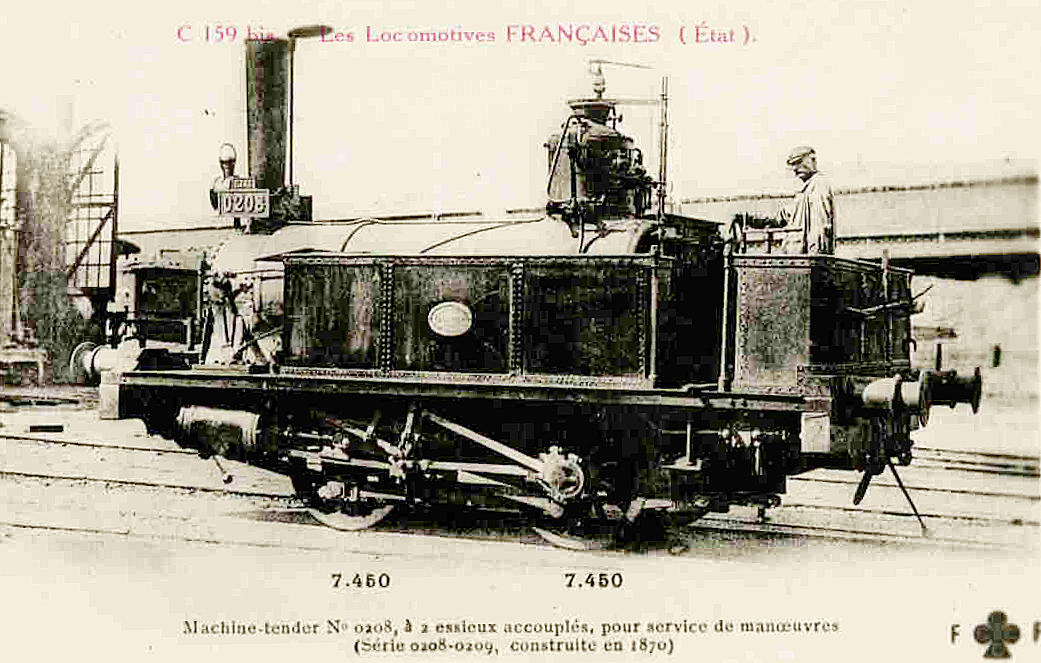
Locomotive L. Corpet de 1870 livrée à la Compagnie des Charentes (no 153/1870).

### «L. Corpet»
Après la reprise de l'entreprise Anjubault l'entreprise produit des locomotives de service à voie normale, dont celle de la photographie ci-contre construite en 1870, no 153 du constructeur. Il s'agit d'une 020 T construite à quatre exemplaires pour les chemins de fer des Charentes où elle porte le no 501. Cette machine deviendra ensuite, lors de la fusion avec  les chemins de fer de l'État, la no 0208, puis 20 001, avant d'être réformée en 1919.

### «Corpet-Louvet»type classique
Une grande partie des locomotives produites consiste en séries de plusieurs unités pour des réseaux départementaux, tels les réseaux des Côtes-du-Nord, de l'Ain, de la Drôme, de la Vendée, du Morbihan, des Charentes, de l'Aude, d'Eure-et-Loir.
Ce marché était maîtrisé par les Ateliers du Nord de la France (ANF) à Blanc-Misseron, mais en 1912, cette firme  abandonne la construction des locomotives à voie métrique. La maison Corpet reprend alors le marché. Ainsi le cas des réseaux des Tramways d'Ille-et-Vilaine, du Loiret, de Loir-et-Cher.

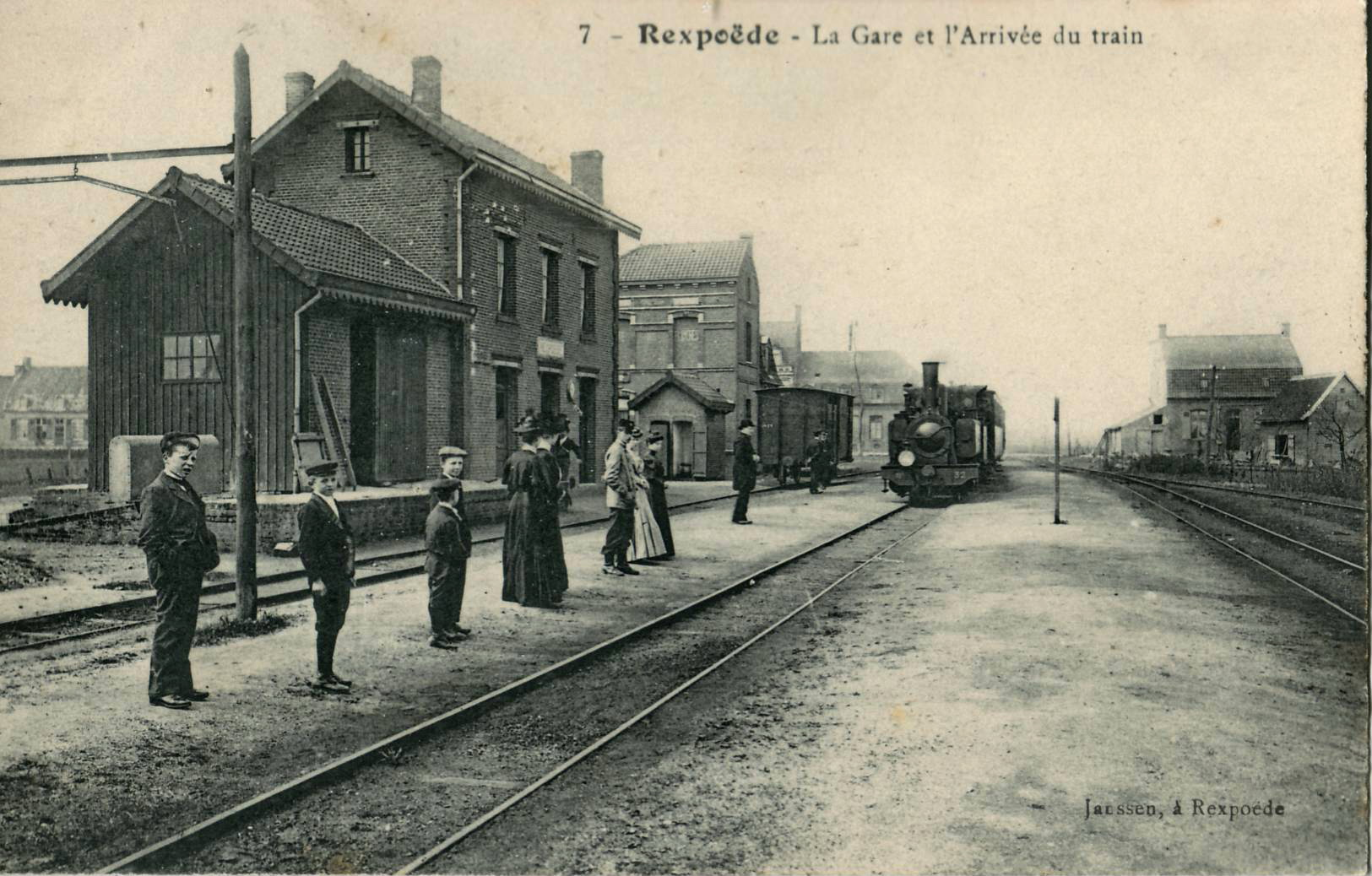
Corpet-Louvet (no 524 - 1891), no 32 de la compagnie des chemins de fer des Flandres
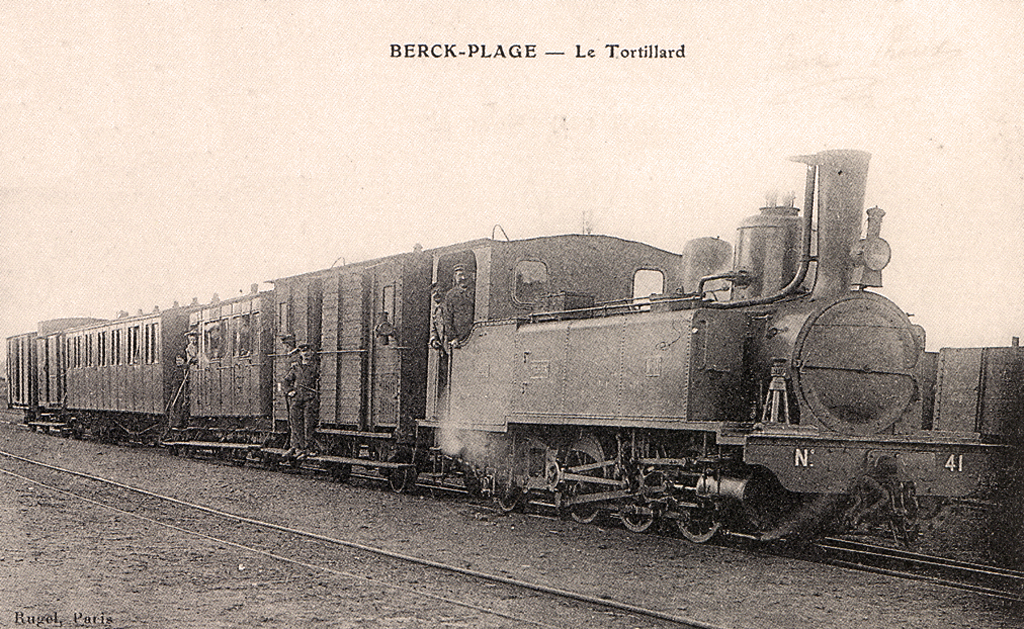
Corpet-Louvet (no 552 - 1892), no 41 de la Compagnie des Chemins de Fer d'Aire à Fruges et de Rimeux-Gournay à Berck (A.F.R.B.) à Berck-Plage au début du XXe siècle.
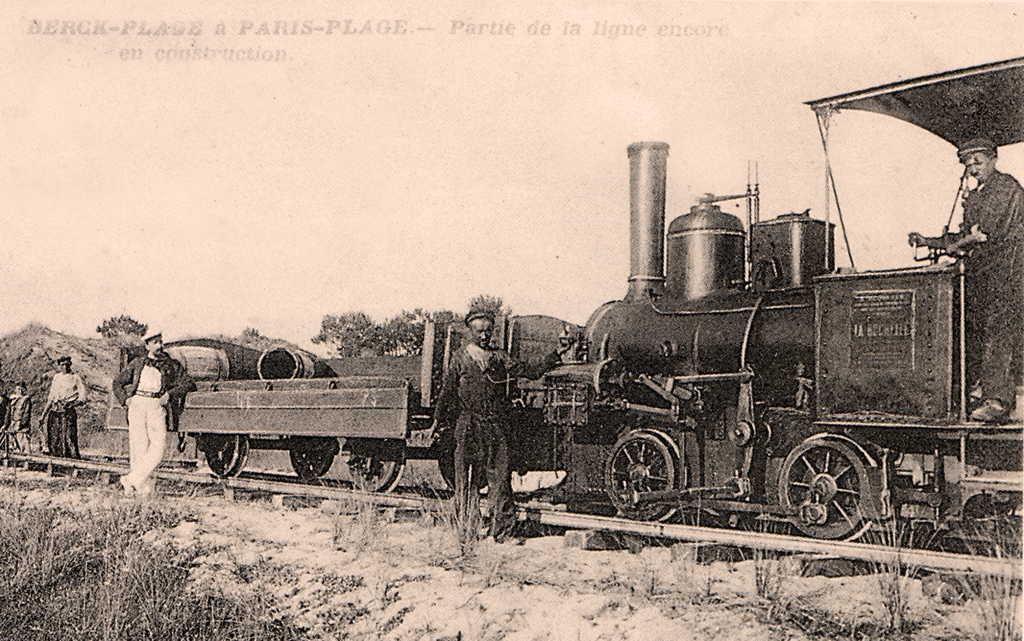
Corpet de chantier, type 020, distribution "Système Brown", ligne Berck - Le Touquet.
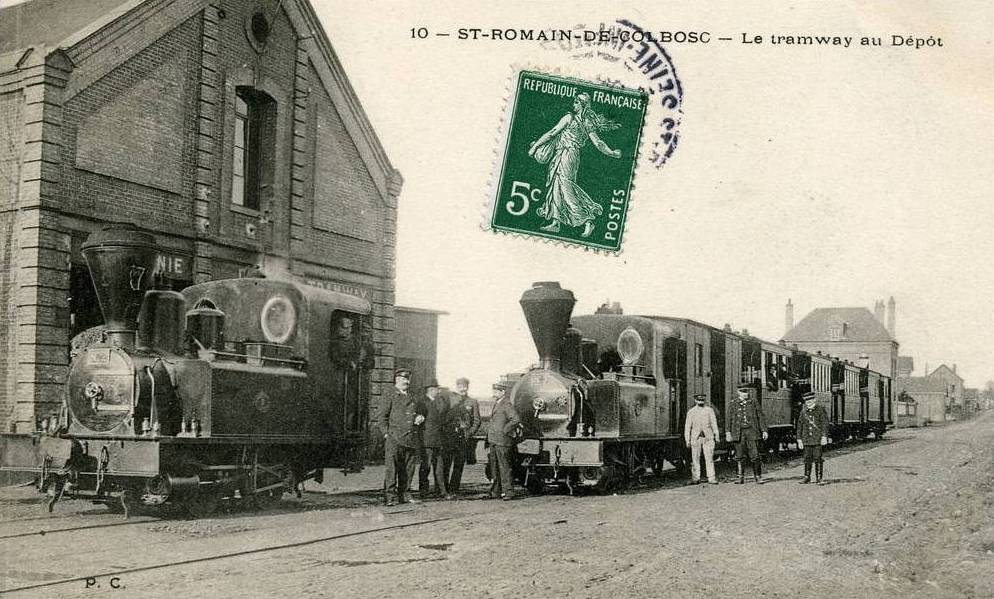
Corpet-Louvet (no 681 et no 682 - 1897), no 2 et 3 du tramway de Saint-Romain-de-Colbosc.
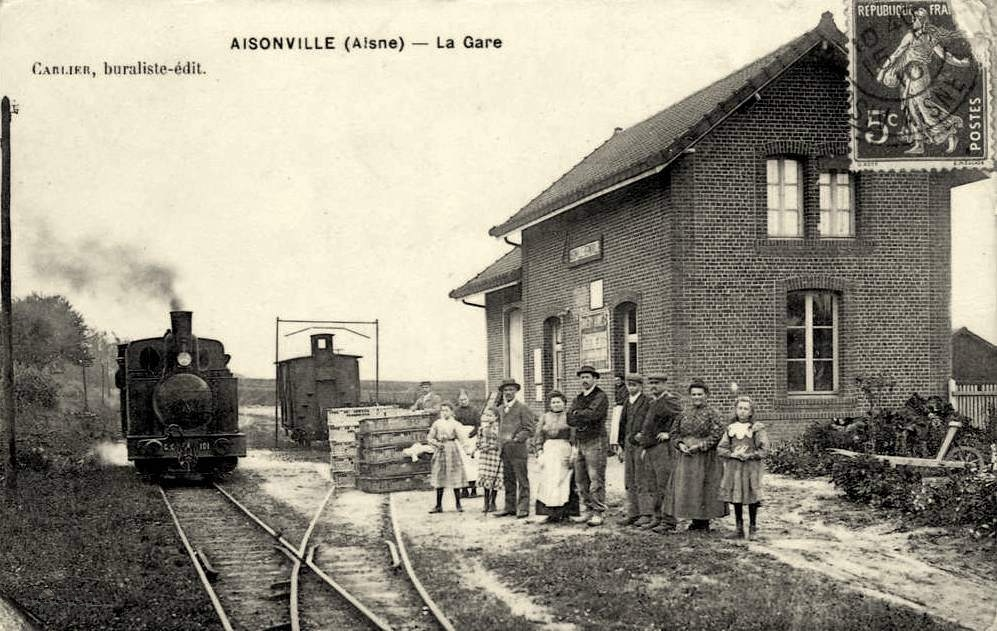
Corpet-Louvet (no 740 - 1899 ) du Chemin de fer de Guise au Catelet.
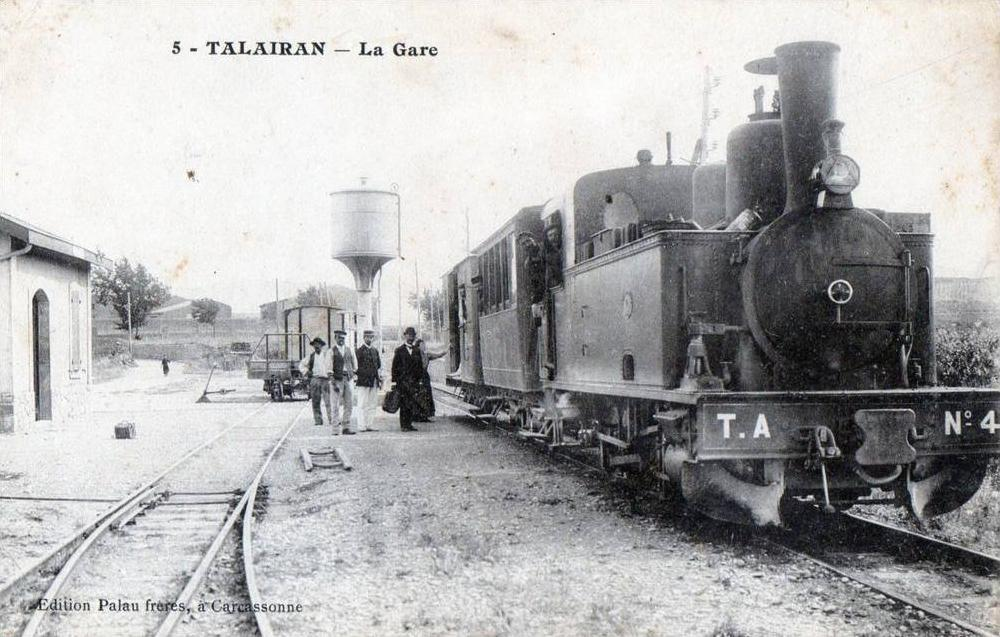
Corpet-Louvet (no 785-1899), no 4, des Tramways de l'Aude.
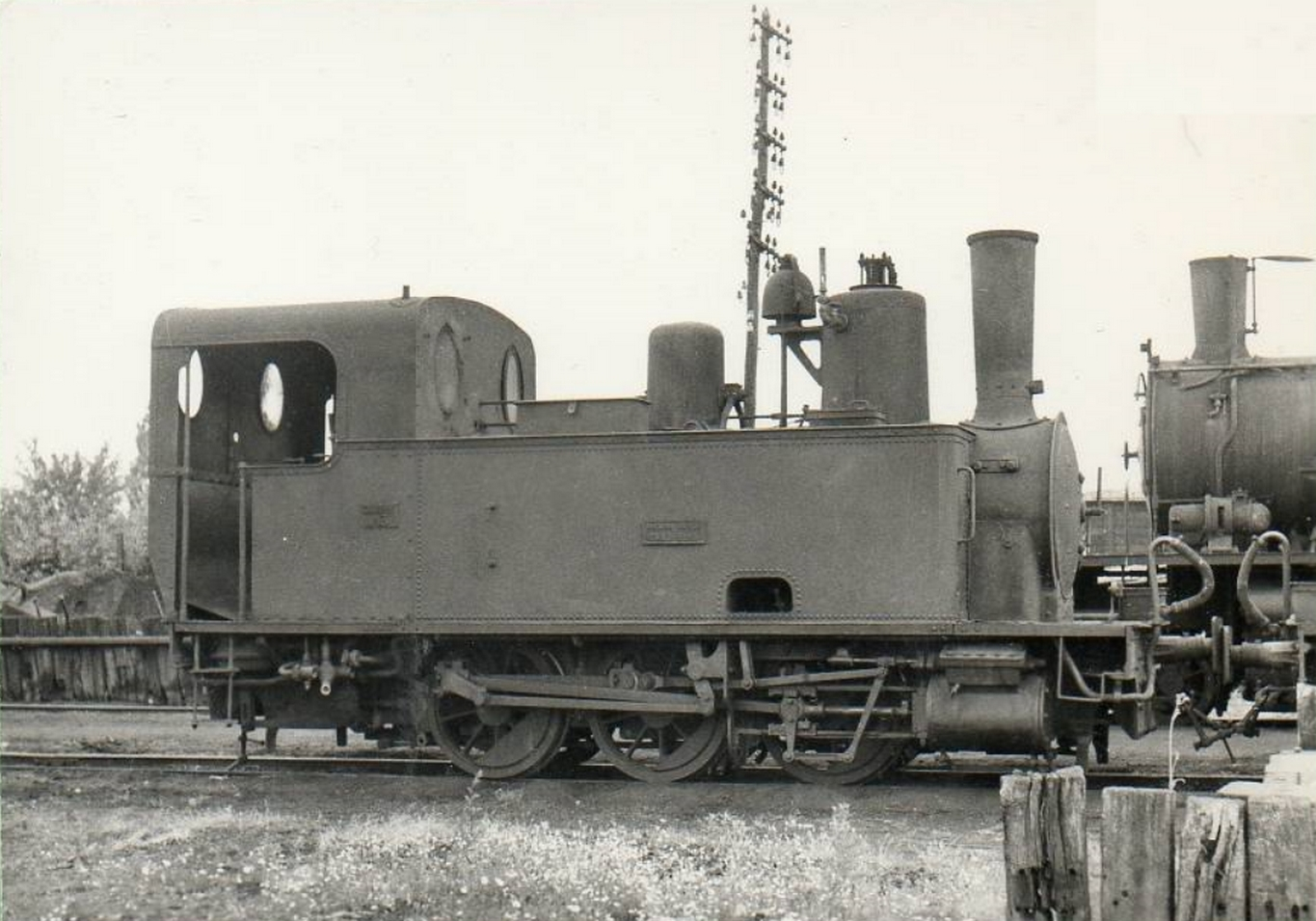
Corpet-Louvet (no 778-1899), no 13, des chemins de fer du Cambrésis.
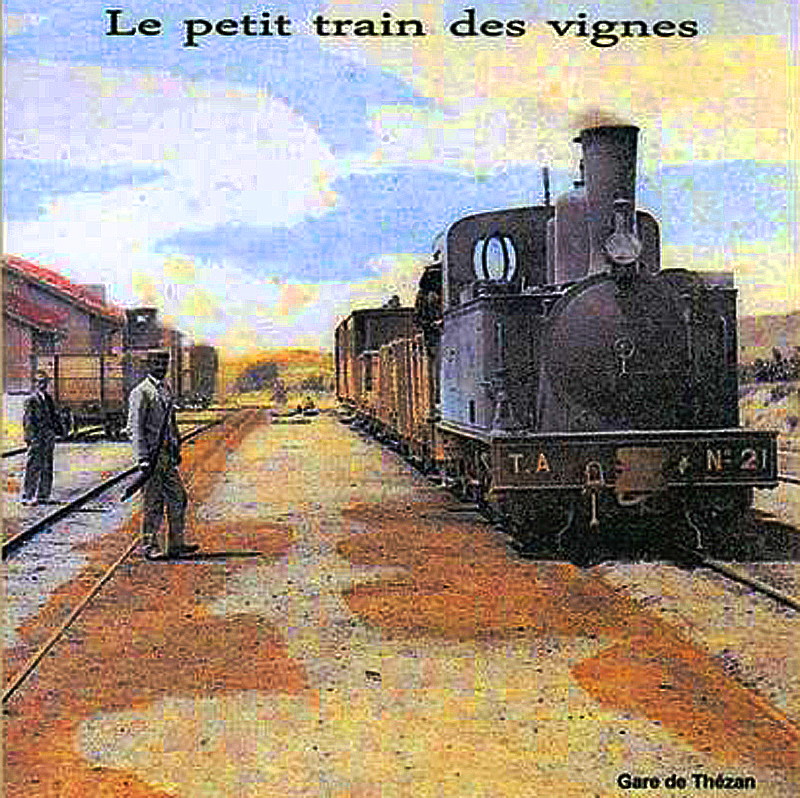
Locomotive no 803-1901 des tramways de l'Aude.
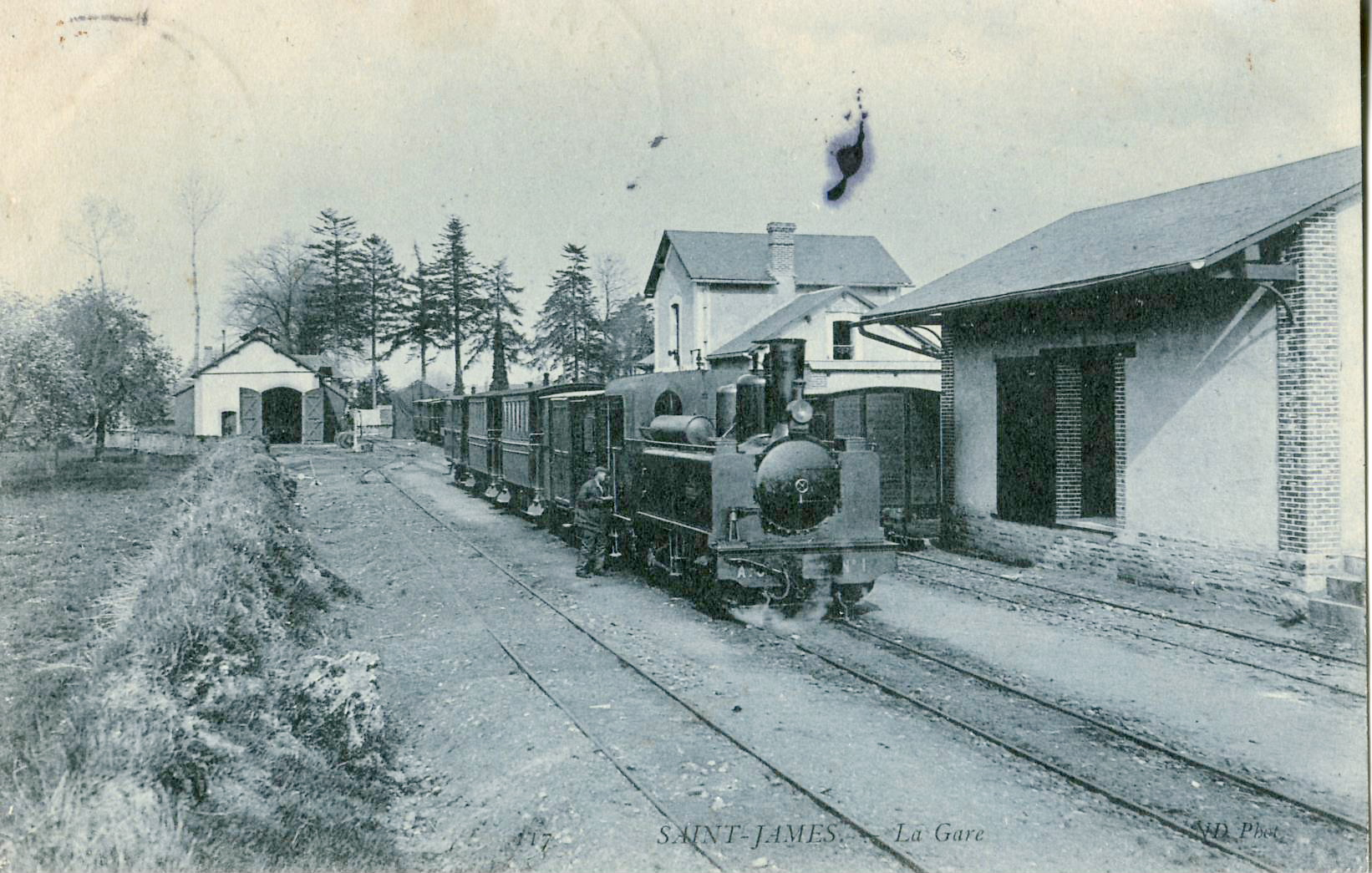
Corpet-Louvet (no 833 - 1901), no 1 du tramway d'Avranches à  Saint-James.
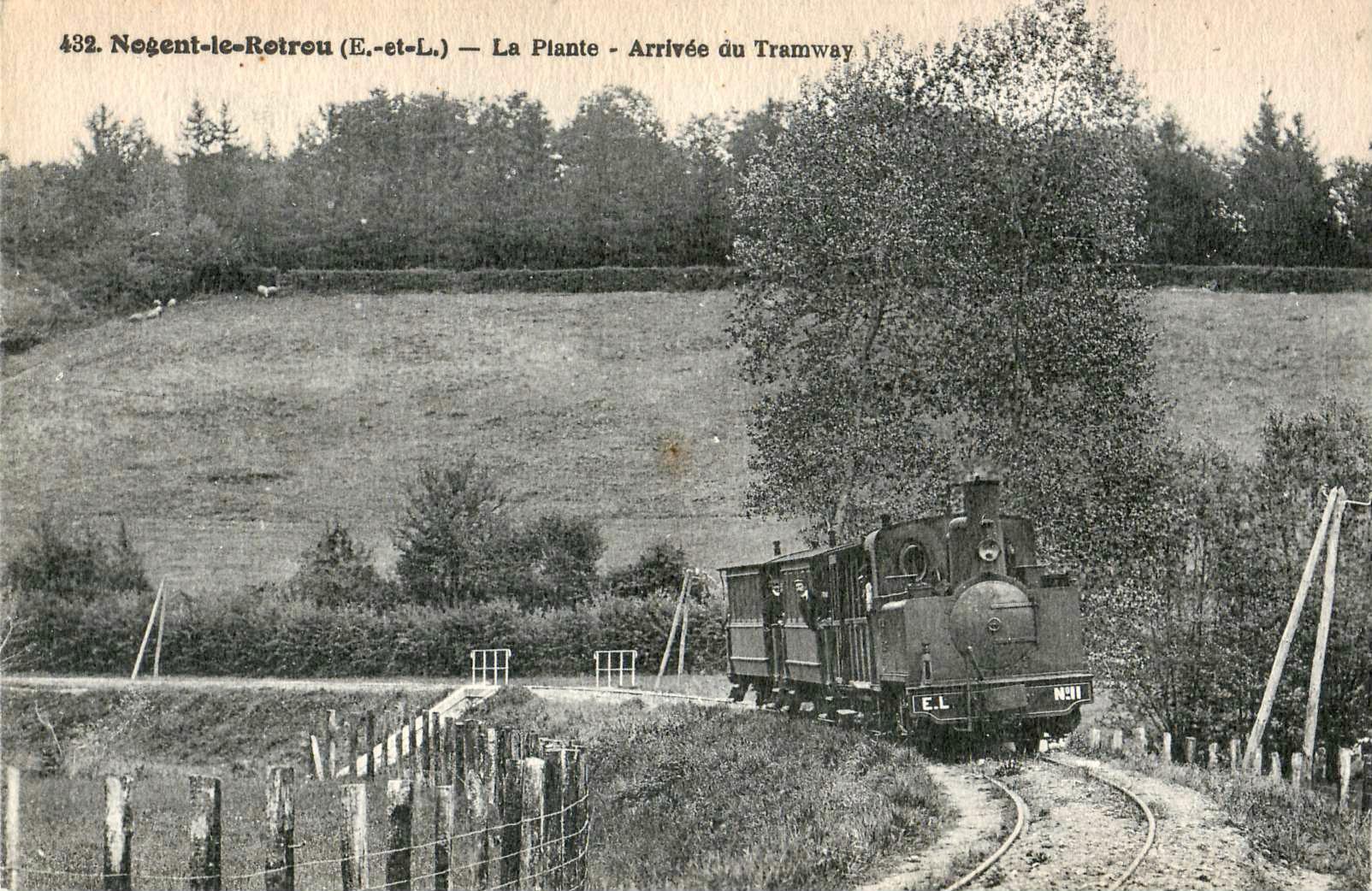
Corpet-Louvet (no 856-1901) no 11 "Mignières" des Tramways d'Eure-et-Loir.
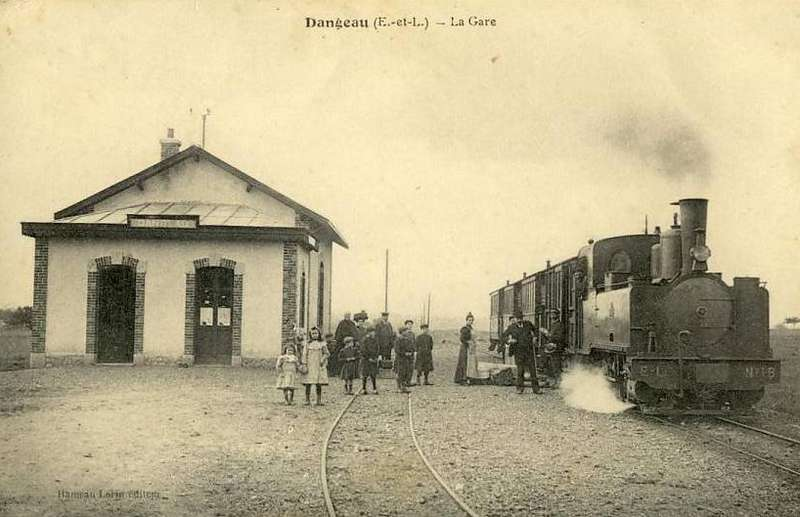
Corpet-Louvet (no 1085-1907), no 18 "Dangeau" des Tramways d'Eure-et-Loir.
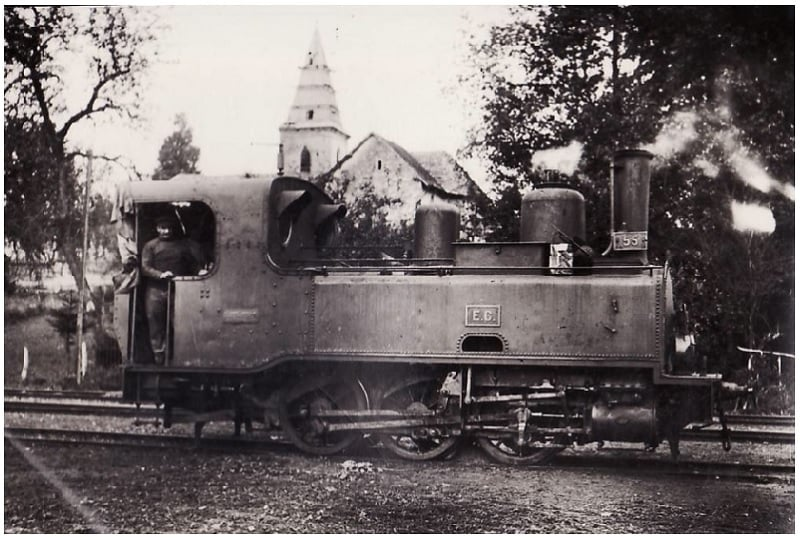
Corpet-Louvet (no 1253-1909), no 55, des Chemins de fer économiques des Charentes.
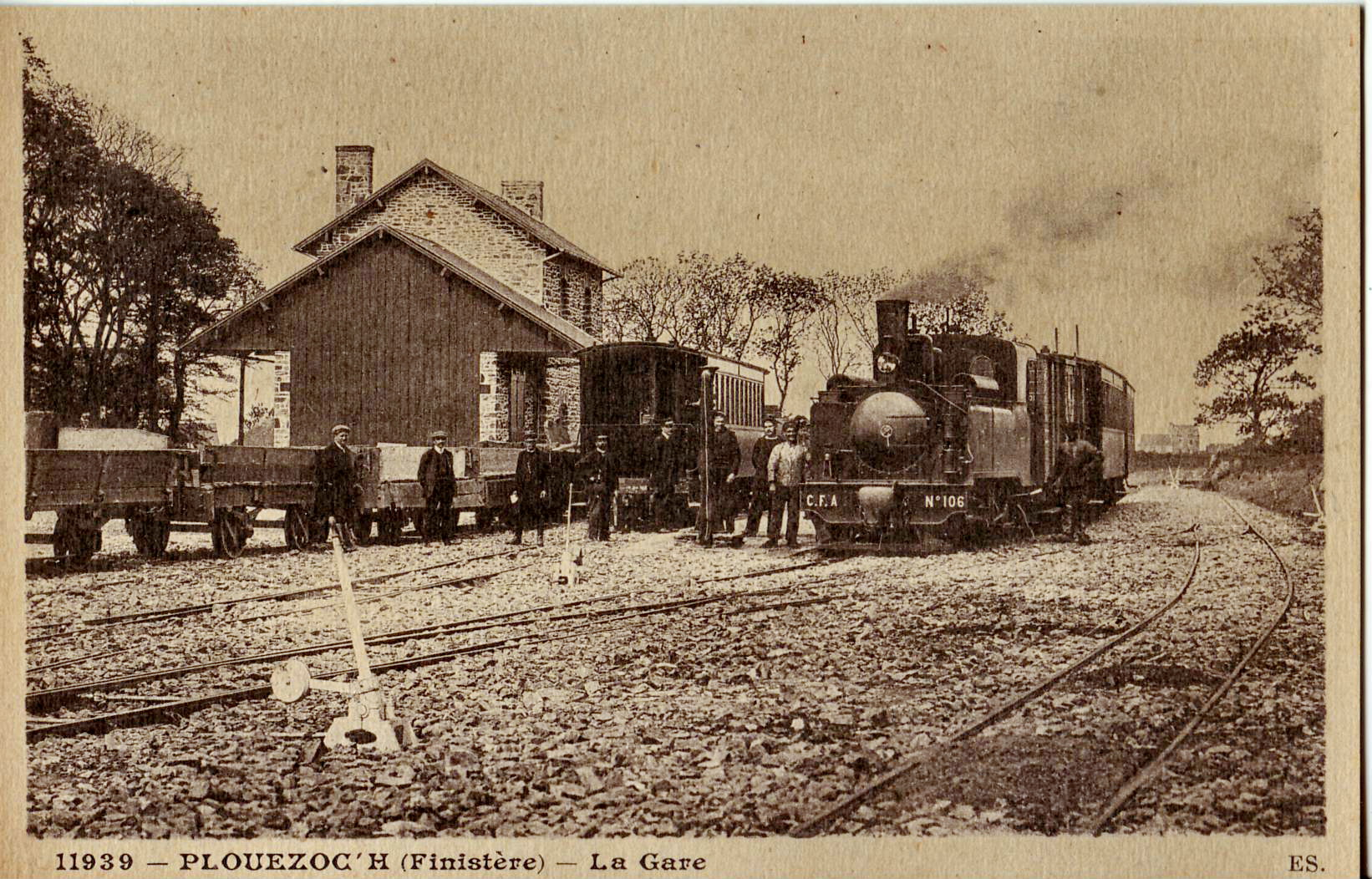
Corpet-Louvet (no 1349 - 1911), no 106 des Chemins de fer armoricains, à Plouezoc'h'.
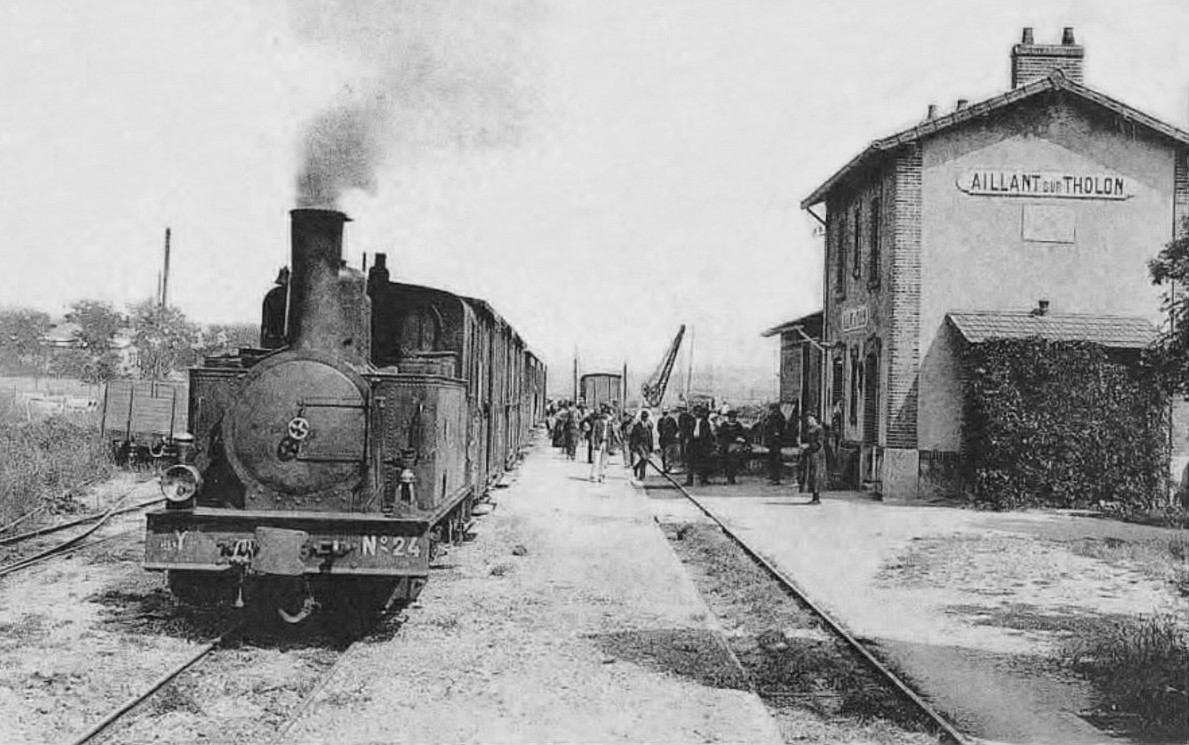
Corpet-Louvet (no 1427 - 1913), no 24 des Chemins de fer de l'Yonne
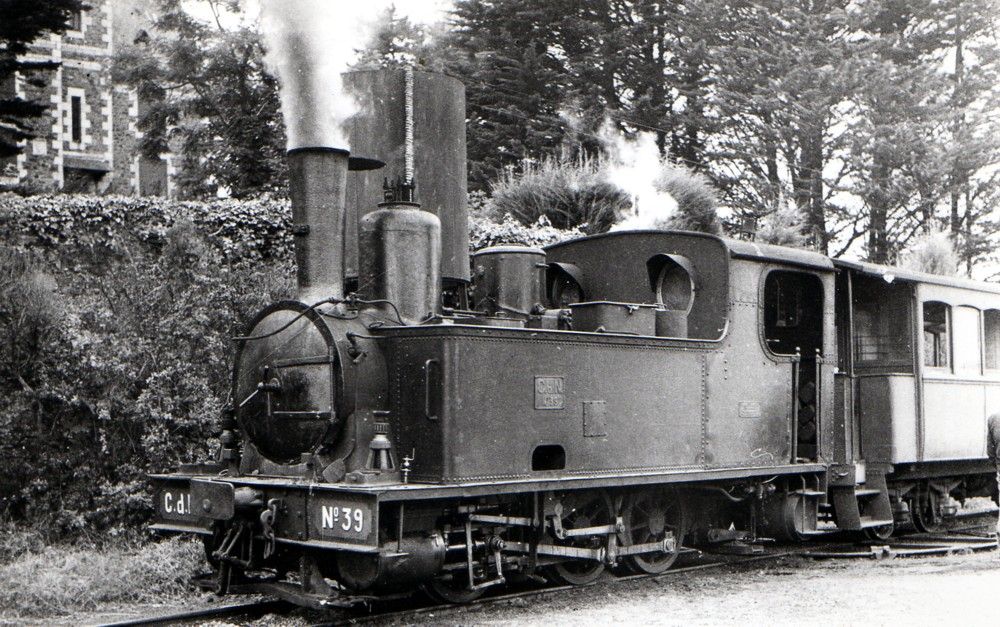
Corpet-Louvet (no 1682 - 1925), no 39 des Chemins de fer des Côtes-du-Nord, Saint Quay 1955.
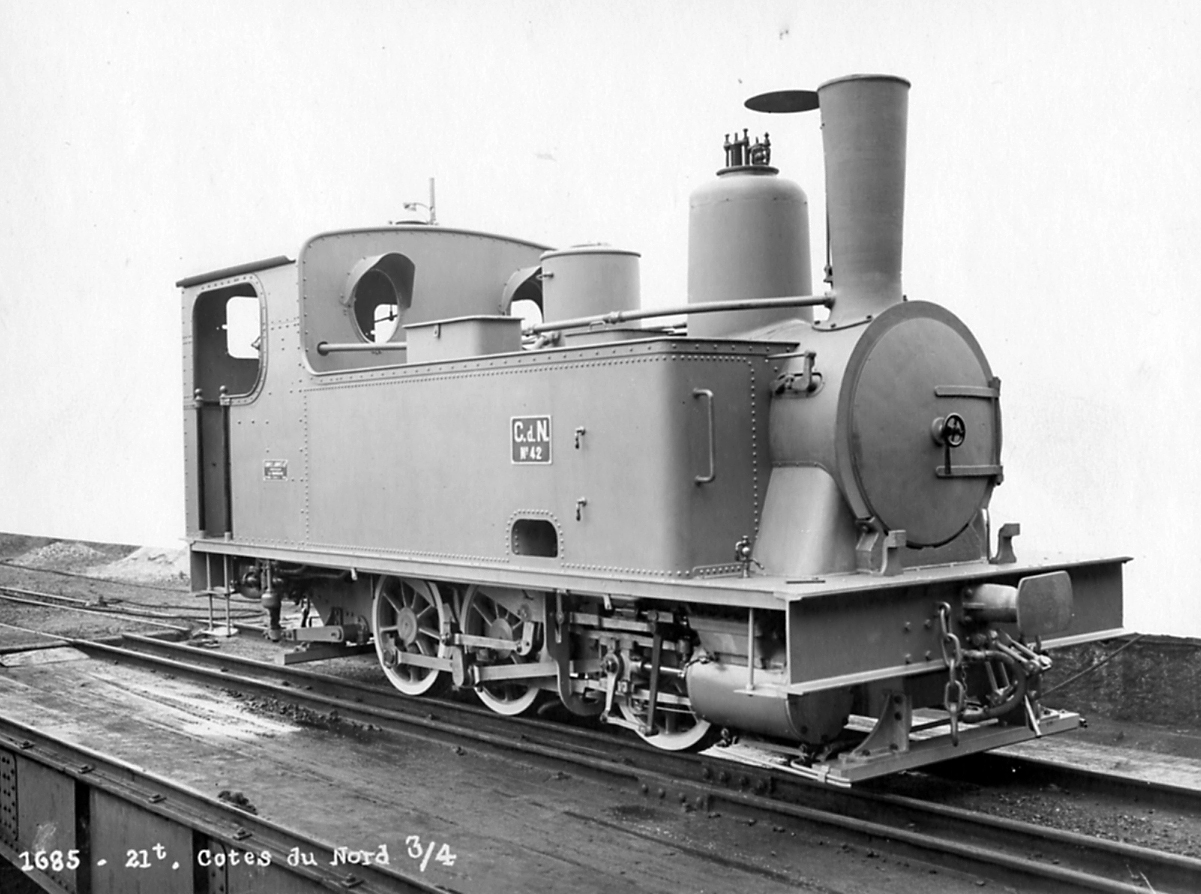
Corpet-Louvet (no 1685 - 1925), no 42  des Chemins de fer des Côtes-du-Nord.
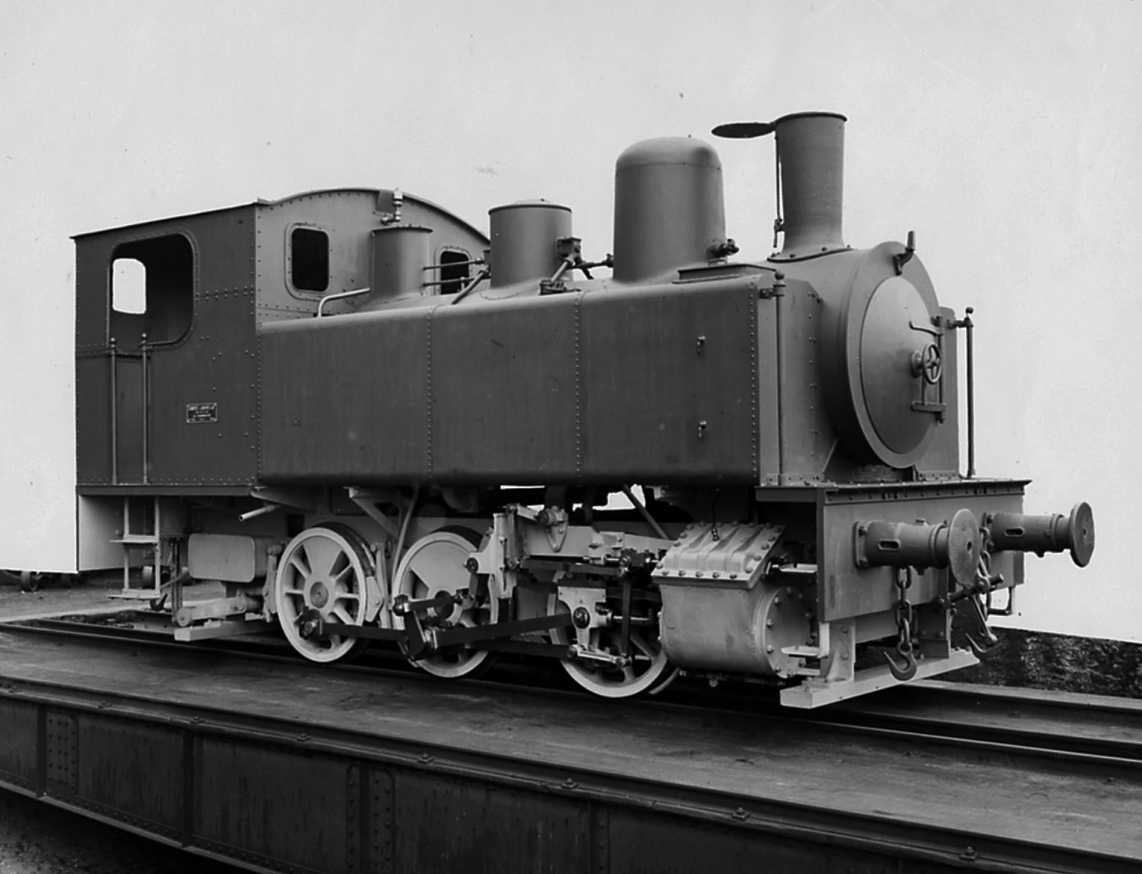
Corpet-Louvet (no 1752 - 1928), du Chemin de fer Caen à la mer.

### «Corpet-Louvet» pourgrands réseaux
Corpet Louvet a réalisé des machines à voie normale pour de grandes compagnies :

#### Société Ottomane des Chemins de fer Smyrne Cassaba et prolongements (SCP)
- En 1923, des 131 tender, pour le Chemin de fer Smyrne Cassaba et prolongements (SCP), no 1 à 6
- En 1926, des 150 pour le Chemin de fer Smyrne Cassaba et prolongements (SCP), no 81 à 88

Cette société créée le 18 février 1893, reprend le "Smyrna Cassaba Railway", concession anglaise. Elle exploite le réseau ferré de l'Asie Mineure, en Turquie, à la voie légère. Elle commandera deux séries de locomotives à la firme Corpet Louvet. Le 1er juin 1934, le SCP est intégré aux chemins de fer nationaux turcs. Les locomotives Corpet-Louvet, rouleront jusqu'aux années 80.

#### Chemins de fer du Nord
- En 1930, une série de 040 tender est livrée à la Compagnie des chemins de fer du Nord, no 4.2036 à 4.2045
- En 1937, une deuxième série de 040 tender est livrée à la même Compagnie, no 4.2076 à 4.2085

Ces machines de manœuvre font partie d'une série de 80 locomotives, la moitié construites par Corpet-Louvet, l'autre par Blanc Misseron.

#### Chemins de fer de Ceinture
- En 1930, une série de 151 tender, est livrée pour les chemins de fer de Ceinture, no 5002 à 5012.

Ces machines sont conçues pour remorquer des trains de marchandises lourds.

#### SNCF
- En 1940, une série de 151 tender sont livrées à la Société nationale des chemins de fer français : les 151 TQ 1 à 10
- En 1949-1952, une deuxième série est livrée : les 151 TQ 11 à 22.

La 151 TQ 22 sera la dernière locomotive à vapeur livrée à la SNCF par Corpet-Louvet.

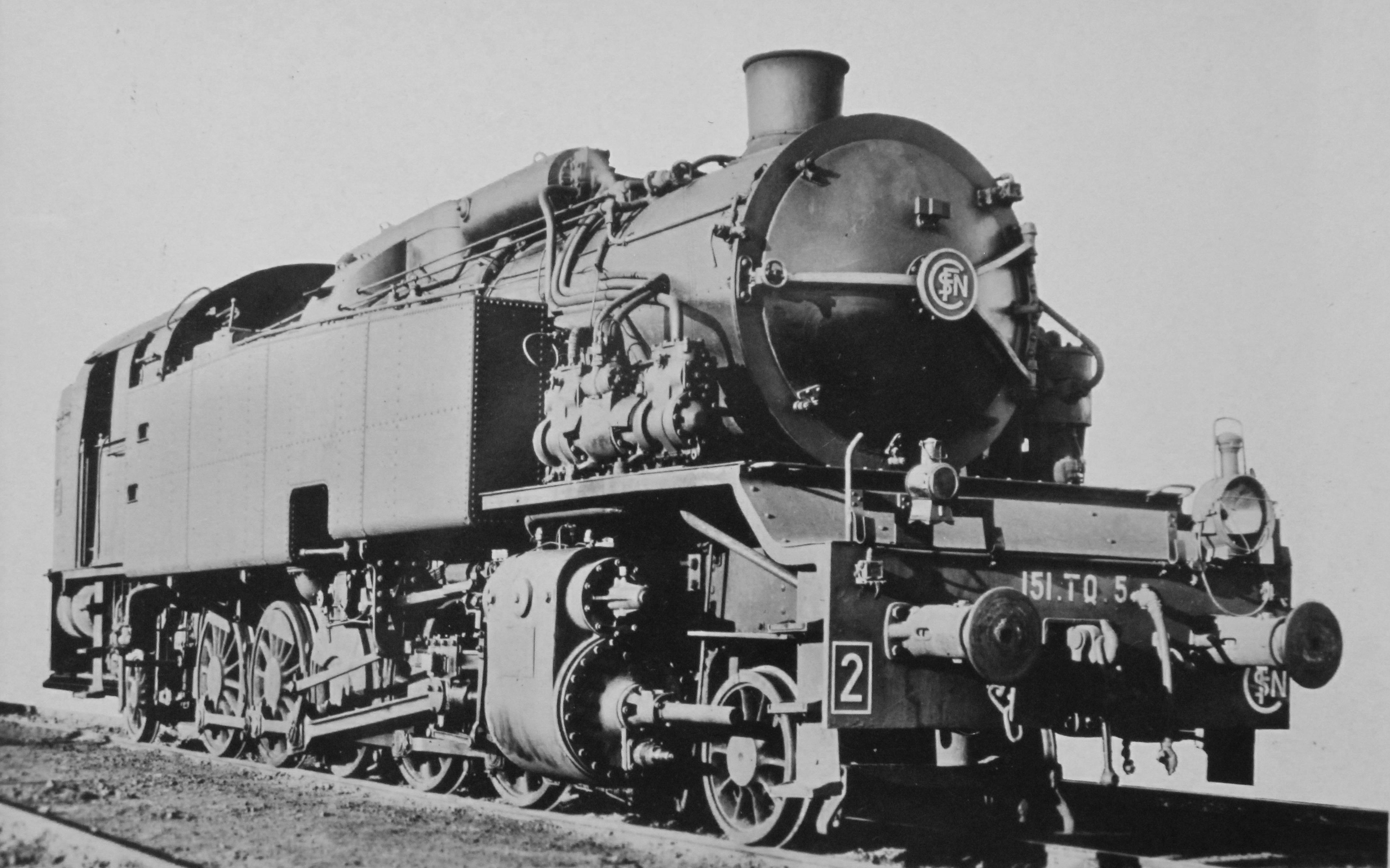
Locomotive 151 TQ 5 (1837-1941) de la SNCF.

### «Corpet-Louvet»  autres types

#### Les locomotives système Brown
L'ingénieur anglais Charles Brown (1827-1905) fonde en octobre 1871 la société suisse pour la construction de locomotives (devenue SLM Winterthur), à Winterthur, et développe un système de sa conception concernant la chaudière et la distribution.
- la chaudière : La chaudière est courte, mais se développe verticalement par un dôme de grand diamètre et très haut. Le niveau d'eau peut varier sans danger, ce qui est un avantage car cela nécessite moins de surveillance de la part du mécanicien qui peut alors se concentrer sur la conduite.
- la distribution : Les cylindres sont situés sur le tablier de la locomotive, à environ un mètre du sol et placés horizontalement. La poussée de la bielle motrice est transmise aux roues par l'intermédiaire d'un renvoi d'angle. Cette distribution simplifiée puisque sans mécanisme au niveau des roues, se révélera très adaptée aux locomotives pour tramways où l'embiellage est protégé de la poussière par des panneaux, et aux locomotives de chantier, circulant dans des milieux poussièreux.

La firme Corpet a acquis le brevet du Système Brown et va construire plusieurs locomotives de ce type, de type 020 et 030 à plusieurs écartements, entre 1880 et 1925. Les premières locomotives de ce type construites étant les quatre 020 destinées aux Tramways de la Sarthe en 1880. Une grande quantité de machines à distribution Brown sera livrée aux Antilles, sur les réseaux sucriers.

#### Locomotives de typeMallet
Entre 1897 et 1926, trois modèles de Corpet-Louvet de type Mallet sont conçus pour des petites séries, 12 locomotives livrées. Les deux premiers lots sont pour des réseaux à voie métrique. Livré en 1897, le premier concerne les no 676 à 679, des locomotives de type Mallet 020+020T  pour les Tramways d'Ille-et-Vilaine : 101 « Rennes », 102 « Fougères », 103 « Plélan » et 104 « Châteaugiron ».
Le deuxième lot, no 1409 à 1413, livré, en 1913 à la Société des Chemins de fer du Centre (CFC), no 101 à 105, est d'une conception inhabituelle : ce sont des locomotives de type Mallet 030+030T de 40 tonnes à vide, les roues ont un diamètre de 1 010 mm, les cylindres haute pression font 350 mm de diamètre et  500 mm de course, et les cylindres basse pression 530 mm par 500 mm. Ces machines, sans doute trop grandes, lourdes et puissantes, ne donnent pas satisfaction sur ce réseau au rail léger. De nombreux déraillements les rendent impopulaires chez les cheminots, elles ne sont finalement utilisées que sur une  partie du réseau, entre Roanne et Vichy. Avant 1931 elles sont retirées du service et remisées au dépôt de Saint Germain Laval, puis vendues. Elles ont ensuite plus de réussite sur d'autres réseaux plus adaptés à leurs caractéristiques.
La troisième commande tout aussi particulière, concerne les no 1690 et 1691. Ce sont des locomotives de type Mallet 030+030T pour voie normale, d'un poids de 62 tonnes à vide, avec des cylindres de 460 mm par 540 mm et un diamètre de roues de 1 200 mm. Ces machines étaient non compound, les 4 cylindres de même diamètre.
Elles sont livrées en 1926 et 1928 à la Société du Gaz de Paris pour être affectées, no 454 et 455, au service à l'usine à gaz du Nord de Paris, Cornillon et Landy à la Plaine Saint-Denis. Ces deux machines sont utilisées jusqu'à leur remplacement par des diesels en 1958. Les photos des machines, ci-dessous, sont prises sur la plaque tournante située à la sortie des ateliers dans l'enceinte de l'usine à La Courneuve.

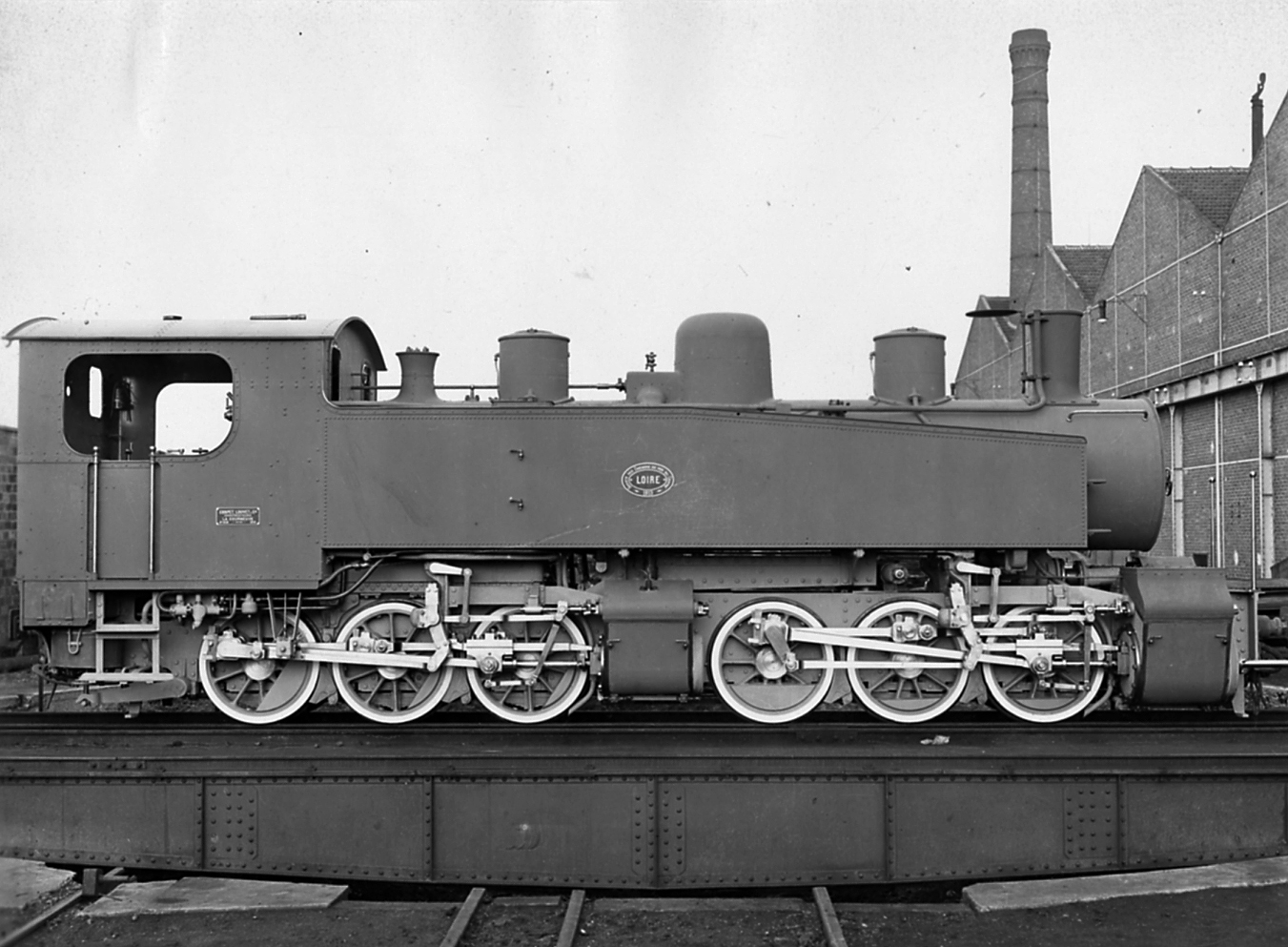
Corpet-Louvet 1913, Mallet no 1418.
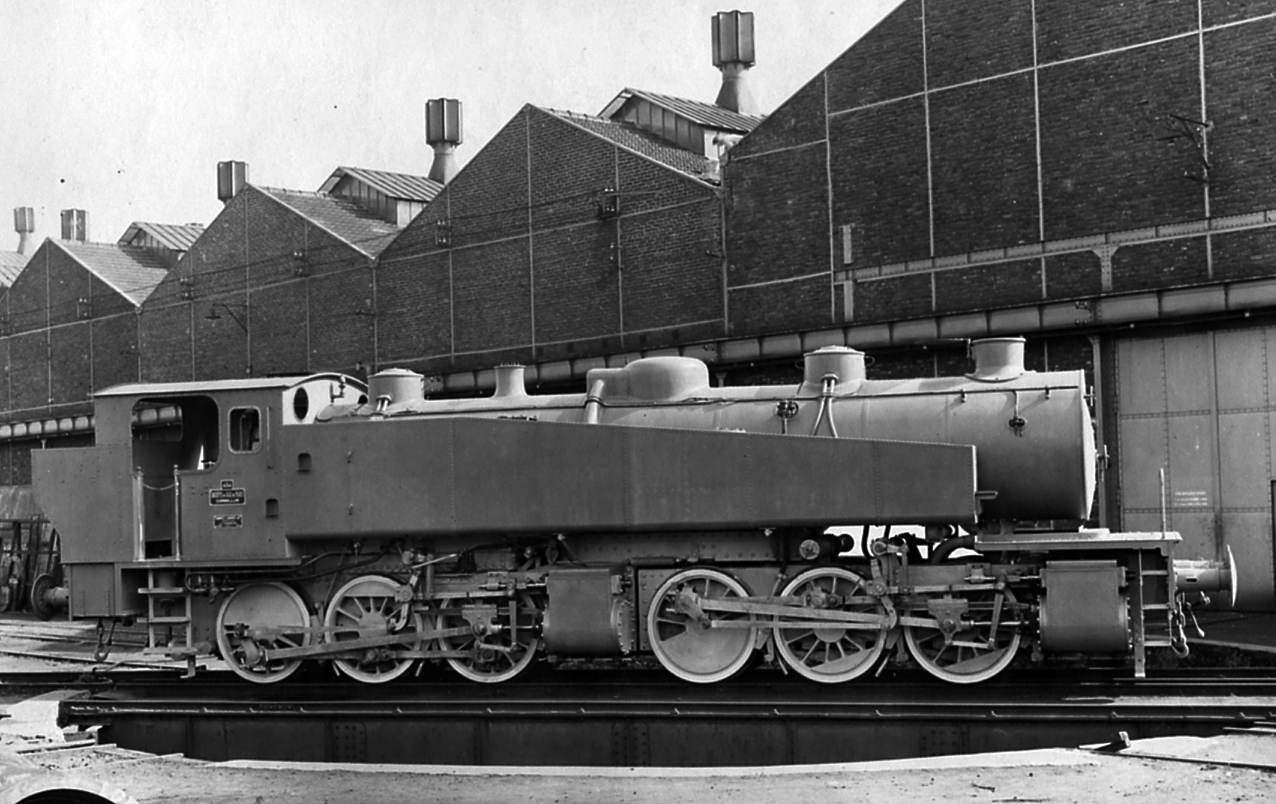
Corpet-Louvet 1926, Mallet no 1690.

#### La 232 U 1

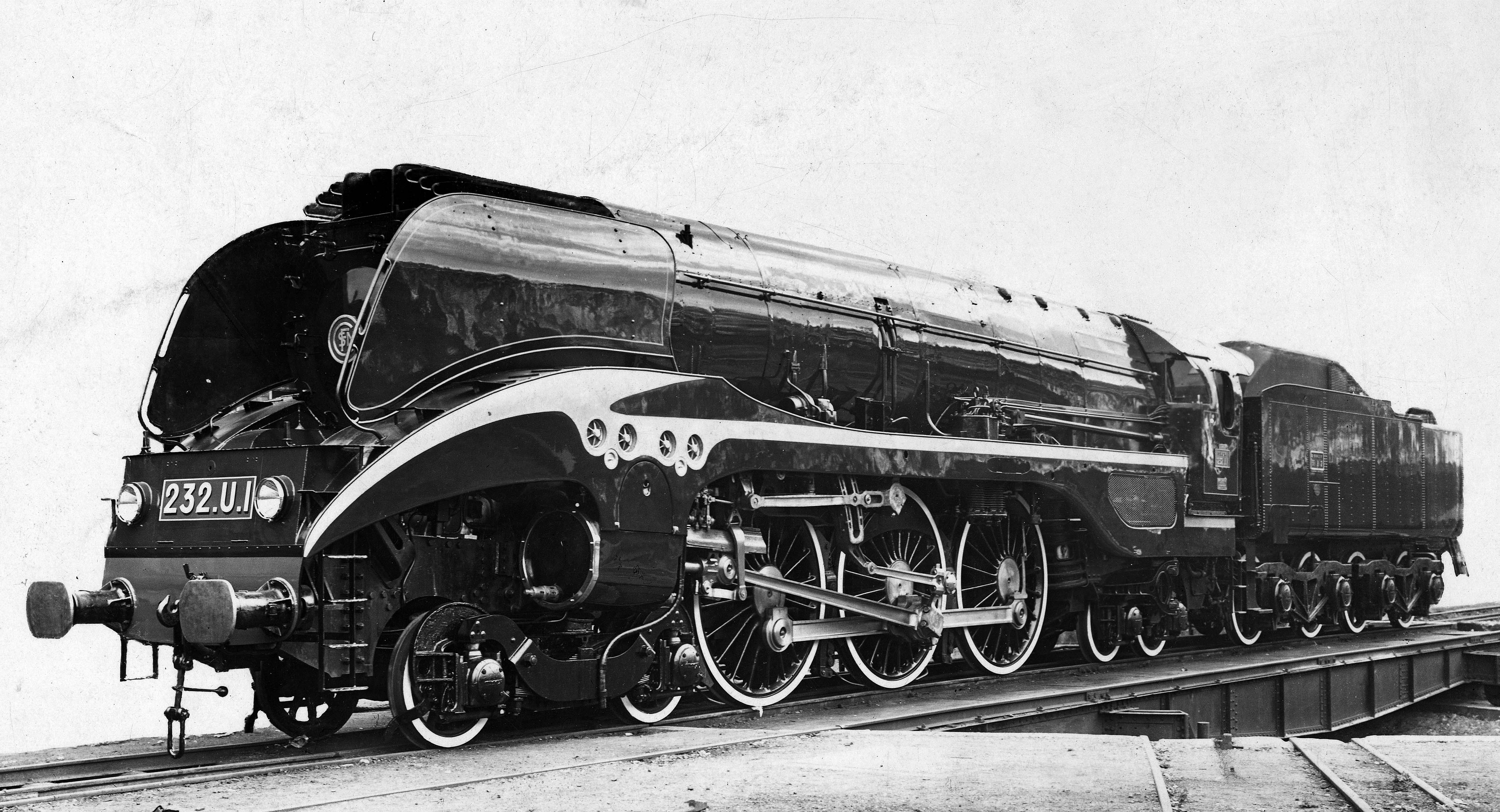
La 232 U 1 sur le pont tournant de l'usine à La Courneuve. À sa sortie des ateliers en mai 1949.

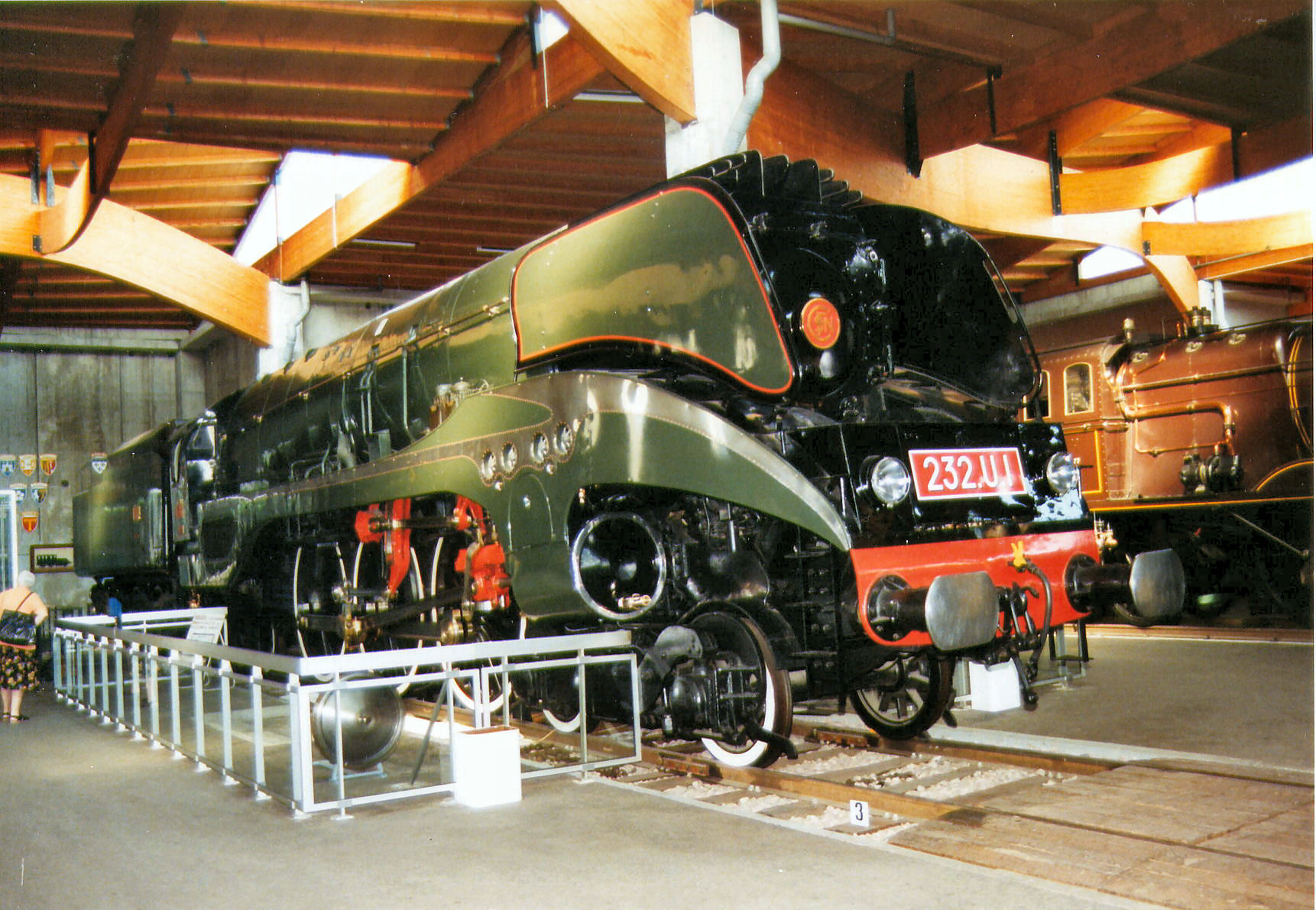
La locomotive 232 U 1, préservée à la Cité du train.

En 1937, la Division des études des locomotives de la SNCF (DEL), sous la direction de Marc de Caso, projette un type de locomotive rapide pour la Compagnie des chemins de fer du Nord. Deux séries de quatre machines, de type 232 ou Hudson, sont construites par la Société alsacienne de constructions mécaniques à Illkirch-Graffenstaden. Les 232 A et B.
En 1938 la SNCF est créée et le programme est limité à 7 machines car la huitième devait être produite en tant que 232 T 001, et être équipée d'une turbine (système suédois "Lungstrom"). Pour échapper aux allemands les 7 locomotives sont livrées entre 1940 et octobre 1941, et terminées aux ateliers de La Chapelle. Sur ces 7 locomotives, on trouve : 
- Trois machines à simple expansion et 3 cylindres et numérotées 232 R 001 à 3.
- Quatre machines compound 4 cylindres et numérotées 232 S 001 à 4.

La huitième machine restera à l'état de châssis et de chaudière et elle sera transportée à la Courneuve dans les usines Corpet Louvet pour être terminée. Elle sera techniquement différente des précédentes. Elle devait s'appeler 232 T 001, et être équipée d'une turbine (système suédois "Lungstrom") comme vu plus haut, mais ce projet est abandonné et la machine devient alors une machine compound à 4 cylindres : la 232 U 1.
Le choix des usines Corpet, fait par Marc de Caso, vient du fait que cet ingénieur a déjà travaillé avec cette firme, pour la construction des systèmes de distribution "Cossart" à pistons et valves, équipant les 4-1200 du Nord et les 3-1249 et 50 (devenues : 2-141 TC 1 à 72 et 2-231 D 1 et 2 ). 
Un certain nombre de choix originaux ont fait de cette locomotive un chef-d'œuvre technique :
- La chaudière possède un surchauffeur Houlet contrairement au R et S qui sont équipées d'un surchauffeur Schmidt.
- Le châssis a été modifié pour permettre le montage des essieux sur boîtes à rouleaux, .
- La distribution est classique de type Walschaerts, les R et S étant équipées d'une distribution Dabeg à cames rotatives et soupapes.
- L'embiellage est monté sur roulements à rouleaux ou à aiguilles.
- Il est possible au démarrage de s'affranchir du système compound et de démarrer en simple expansion.

La 232 U 1, est essayée le 27 mai 1949. À cette époque son concepteur, Marc de Caso, ne se fait guère d'illusions sur l'avenir de la vapeur et la 232 U sera "la dernière" : le long du carénage, est dessinée une longue bande symbolisant le chant du cygne de la traction vapeur.
Signalons enfin que cette machine possède deux numéros de constructeur:
- un numéro SACM (usine de Graffenstaden) : 7759
- un numéro Corpet Louvet : 1908

La 232 U 1 sera retirée du service, comme les 232 R et les 232 S, le 30 septembre 1961. Elle assurera le dernier train pour la Belgique en traction à vapeur depuis la gare du Nord.

## Locomotives «Corpet-Louvet» préservées
Liste (non exhaustive, mais vous êtes invités à la compléter) des locomotives Corpet-Louvet préservées. Les locomotives sont classées en ordre chronologique et par périodes de l'entreprise (figurant sur les plaques). Pour chaque machine nous trouvons : le n° constructeur, la date de la 1re livraison, le nom de l'actuel propriétaire ou gestionnaire, son emplacement (lieu/pays) et une information sur son état. Après chaque n° constructeur, une note donne un complément d'information. On y trouve notamment la liste des propriétaires, la relation d'événements intéressants pendant ce parcours ou au sujet de la préservation, et un lien permet de voir rapidement la locomotive dans son état actuel.

### Production Ets Anjubault Paris
- 7x[L 1], 1862, 021T, voie 1 672 mm, « Ramgotty » Musée National du rail de New Delhi, restaurée statique. Inde
- 105[L 2], 1865, 021T, voie 1 672 mm, « Léonito » avenue Libertad, Cordoba, Andalousie, en l'état monument. Espagne

### Production Ets L.Corpet Paris

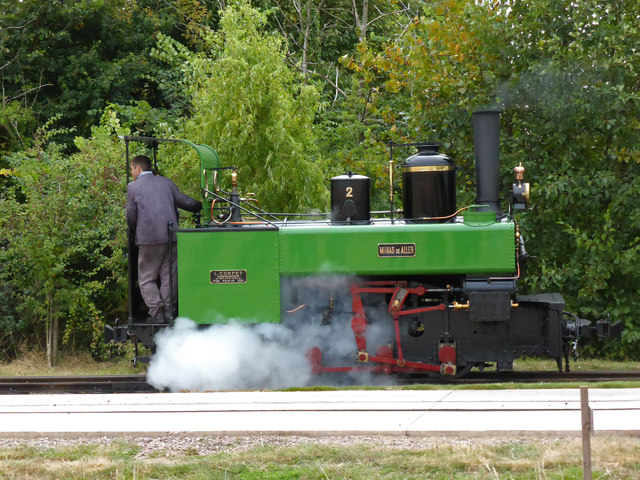
Locomotive N°439 de 1887, en service au Statfold Barn Railway en Angleterre

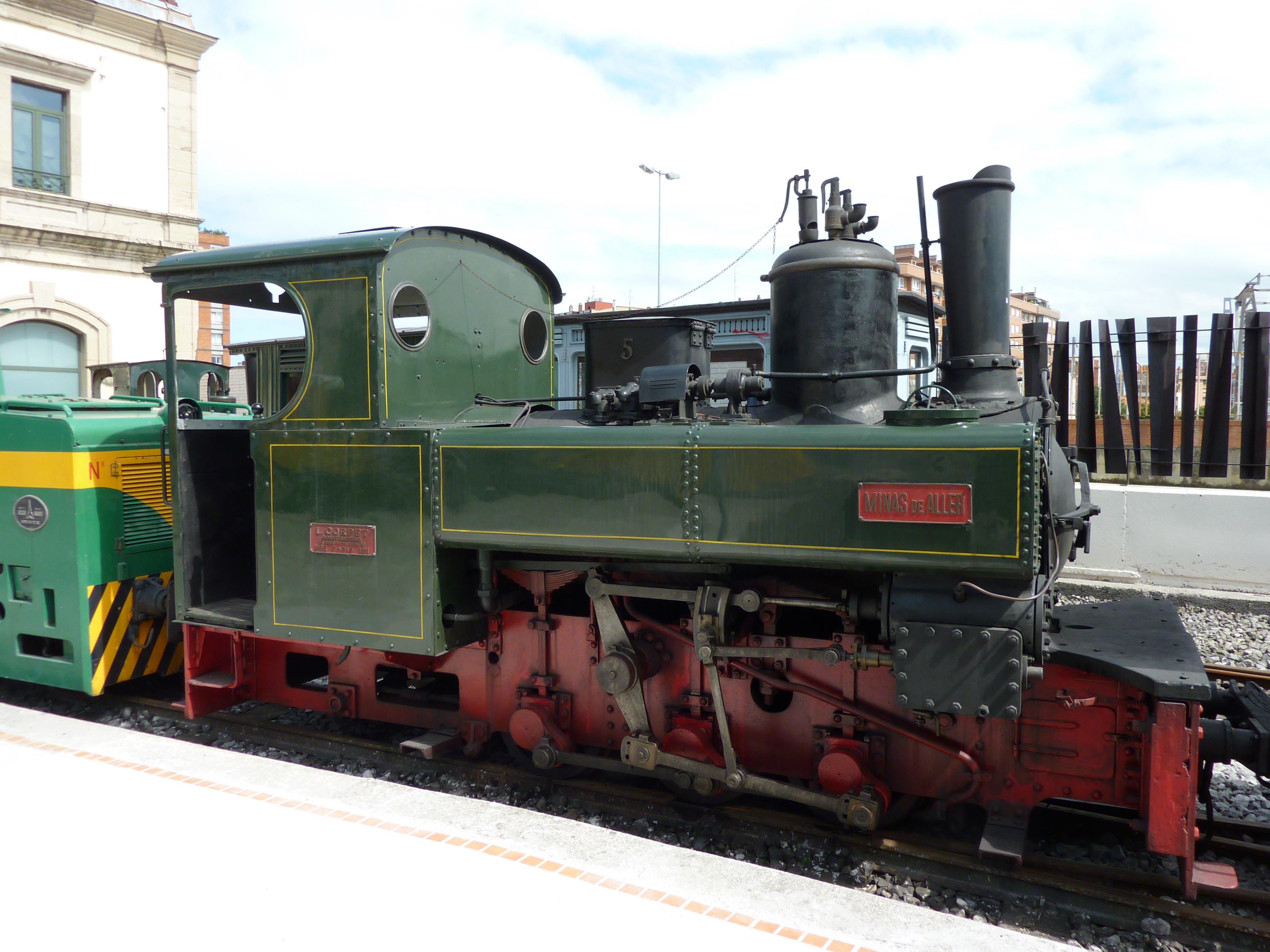
Locomotive N°542 de 1888, ex Mines de Aller préservée au musée de Gijon en Espagne

Les trois locomotives au 1:5 ont été réalisées dans l'usine de l'avenue Philippe-Auguste en respectant fidèlement l'échelle pour toutes les pièces, sauf les manomètres qui sont un petit peu plus grands. Elles étaient utilisées comme vitrine de la production, et parfois mises en chauffe sur un circuit disposé dans le jardin jouxtant les ateliers. Les deux petites 030 système Brown (439 & 467) ont un parcours peu ou pas connu avant ce retour à la lumière, la 467 étant encore loin d'avoir livré tous ses secrets, puisque nous ne connaissons pas son propriétaire et qu'elle porte une plaque constructeur identique à la 542 du musée de Gijon. Le conservateur anglais de la 493 remarque qu'elle serait une des rares locomotives à vapeur françaises ayant travaillé en Grande-Bretagne, nous pouvons également souligner que « Cambrai » est, à ce jour, la plus ancienne Corpet, en voie métrique préservée… au monde.
- 393 [L 3], 1882, 030T, voie 200 mm, modèle réduit échelle 1:5, L. Corpet, Paris, en état. France
- 415[L 4], 1883, 030T, voie 200 mm, modèle réduit échelle 1:5, L. Corpet, Paris, en état. France
- 436[L 5], 1885, 130T, voie 200 mm, modèle réduit échelle 1:5, L. Corpet, Paris, en état. France
- 439[L 6], 1885, 030PT[19], voie 600 mm, « no 2 Minas de Aller », Particuliers, Mataros, Catalogne, en restauration. Espagne, puis Statfold Barn Railway (Grande Bretagne)[20].
- 467[L 7], 1887, 030PT, voie 600 mm, « no 3 Minas de Aller », Particulier, Mines de Lousal, repeinte statique. Portugal
- 493[L 8], 1888, 030T, voie métrique, « Cambrai », Musée du rail, Irchester, restaurée statique. Grande-Bretagne

### Production Ets Veuve Lucien Corpet Paris

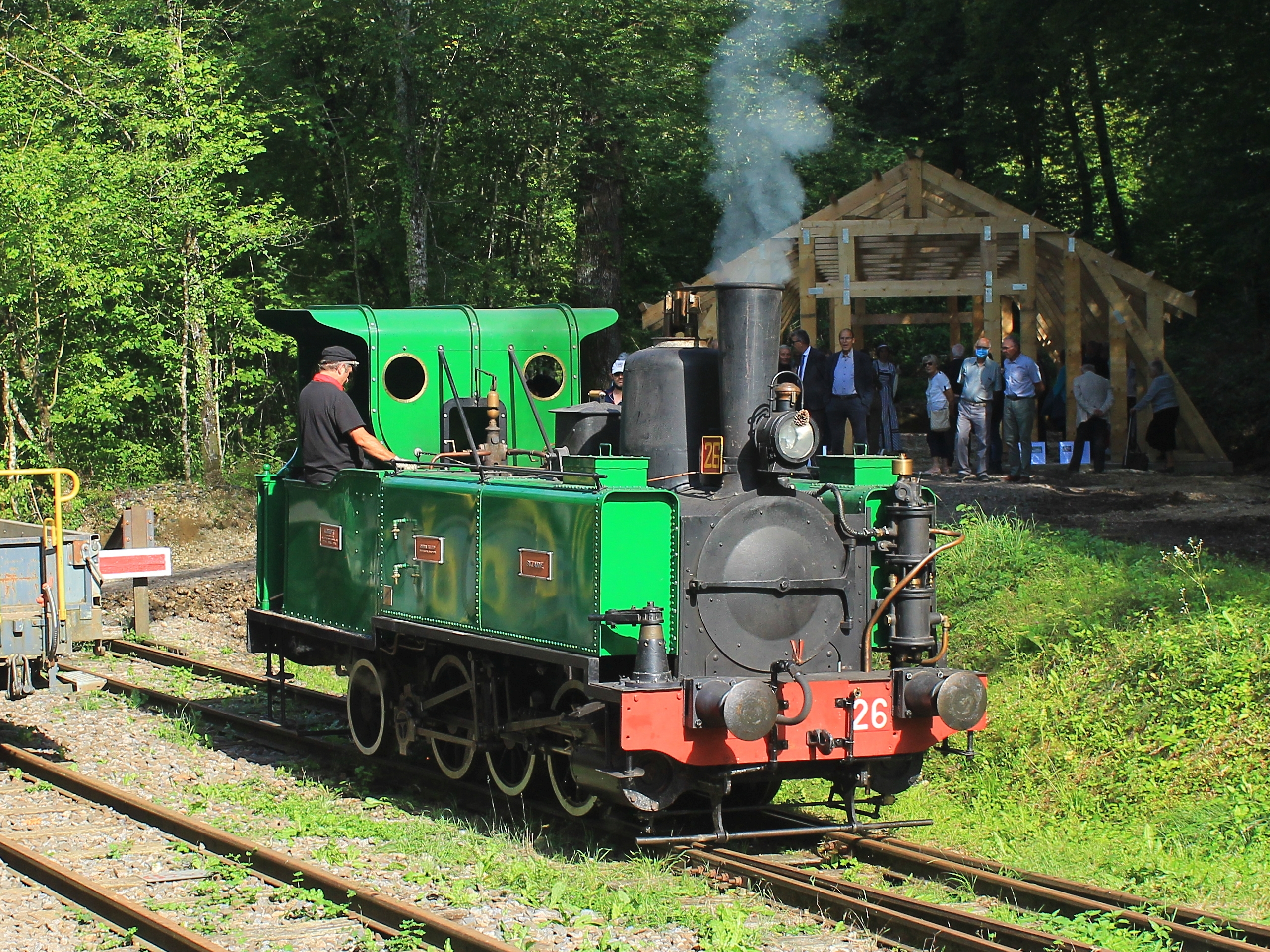
La 031T « Suzanne » no 534 de 1890.

La « Suzanne », glorieuse participante du Meusien à la bataille de Verdun a été remise en service en 2008. La petite 542 du musée de Gijón a peut-être la solution de l'énigme des deux machines, portant le même n° sur leur plaque constructeur, car elle est datée entre 1885 et 1891, cela peut indiquer un doute, le musée utilise une fourchette qui correspond aux livraisons des Corpet à Minas de Aller. Elle est la seule système Brown en service en Espagne.
- 534[L 9], 1890, 031T, voie métrique, « La Suzanne », association La Suzanne, Bar-le-Duc, restaurée roulante. France
- 542[L 10], 1891, 030PT, voie 600 mm, « no 5 Minas de Aller », Musée du rail des Asturies, Gijón, restaurée roulante. Espagne
- 544[L 11], 1891, 030T, voie normale, « 030T Corpet-Louvet », gare, ville de Remiremont, restaurée statique. France

### Production Ets Veuve Corpet Louvet & cie Paris
Avec la « Vénus » (710), système Brown, le  MTVS a entrepris une rénovation longue et difficile pour redonner vie à cette locomotive venant de l'entreprise des carriers Piketty, famille qui a entretenu des liens très étroits avec les dirigeants successifs de Corpet-Louvet. La « Scarpe » (1087) est la première, par l'âge, des 7 locomotives Corpet préservées ayant appartenu à l'entreprise de travaux publics Paul Frot, elle est préservée au CFBS.
- 691[L 12], 1897, 030T, voie métrique, « CF la Drôme no 14 », Musée des tramways à vapeur et des chemins de fer secondaires français à Crèvecœur-le-Grand. France
- 710[L 13], 1898, 020T, voie métrique, « Venus », MTVS, restauration en cours, programme "Culture 2000". France
- 927[L 14], 1906, 030T, voie métrique, « CF Charentes no 47 », Particulier, épave préservée, Somme. France
- 946[L 15], 1903, 030T, voie métrique, CFD7 1947 devient locotracteur Montmirail « CFD102 » MTVS, en attente de restauration. France
- 1087[L 16], 1906, 030T, voie métrique, N°24 « La Scarpe », Chemin de fer de la baie de Somme (CFBS) partiellement démontée, en attente de restauration . France
- 1097[L 17], 1906, 130T, voie métrique, « CFBS no 1 », restaurée roulante. France
- 1104[L 18], 1907, 030T, voie métrique, « Lunéville Ainville 1104 », particulier, épave préservée, Somme, France
- 1108 à 1112, 1907, 130T, voie métrique, exploitées de 1907 à 1952 sur la ligne d'Orange à Buis-les-Baronnies, France.

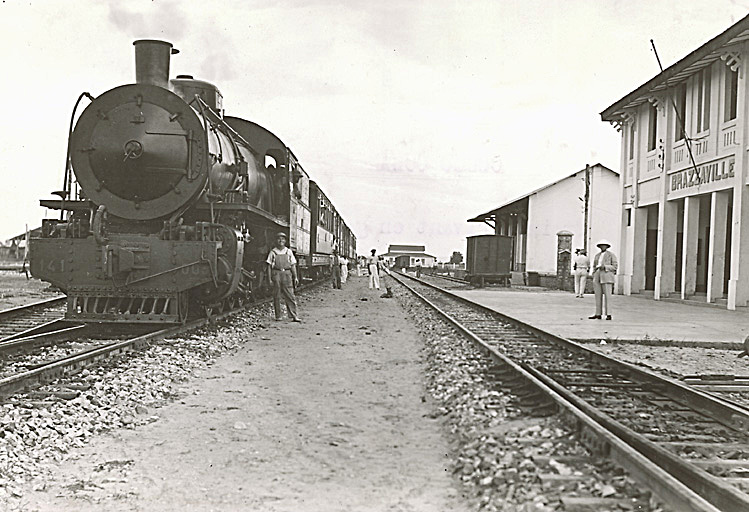
141-003 Corpet Louvet (1787/1931) en gare de Brazzaville.
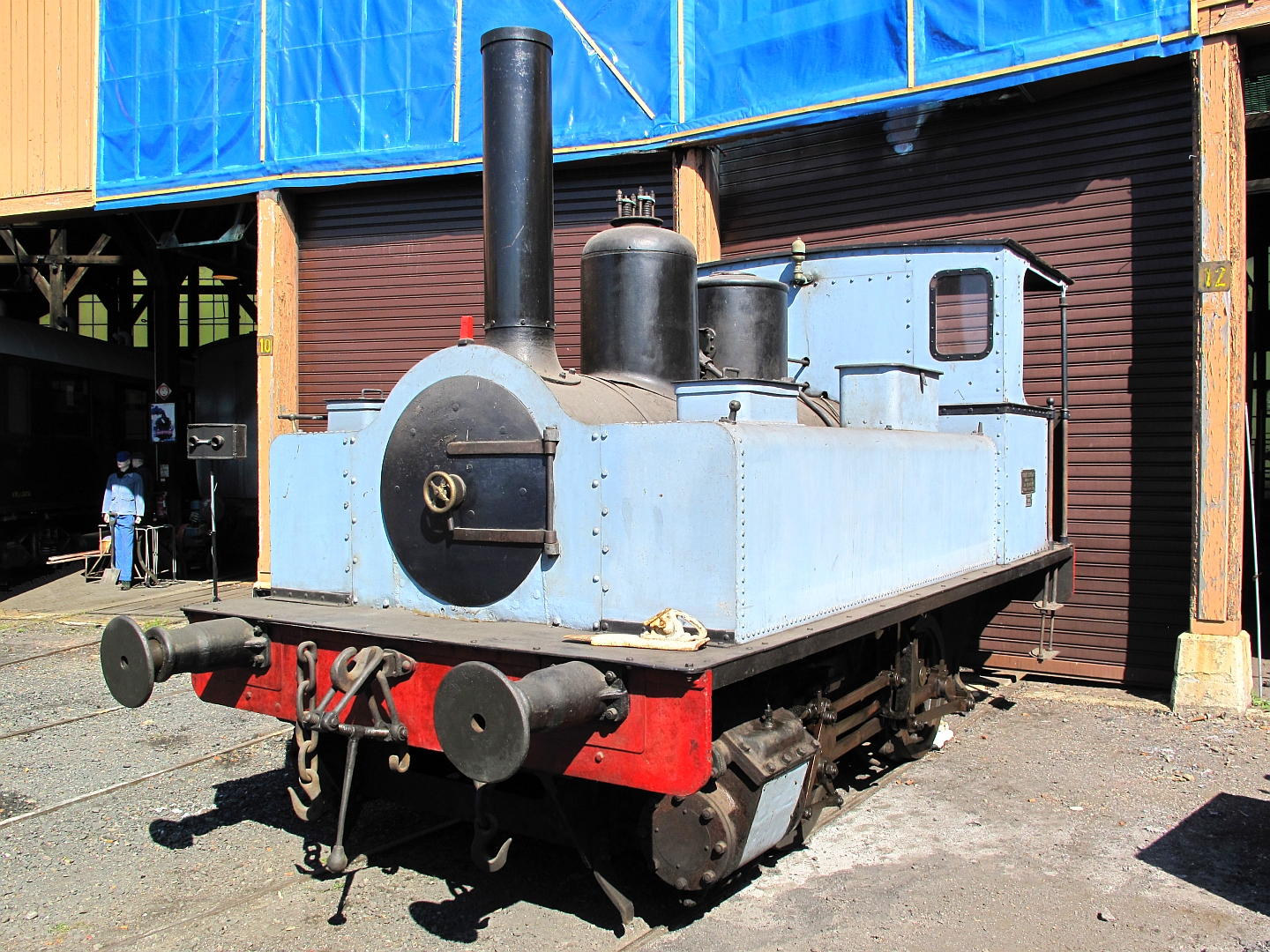
020T Corpet Louvet  (1546/1918), à Longueville.
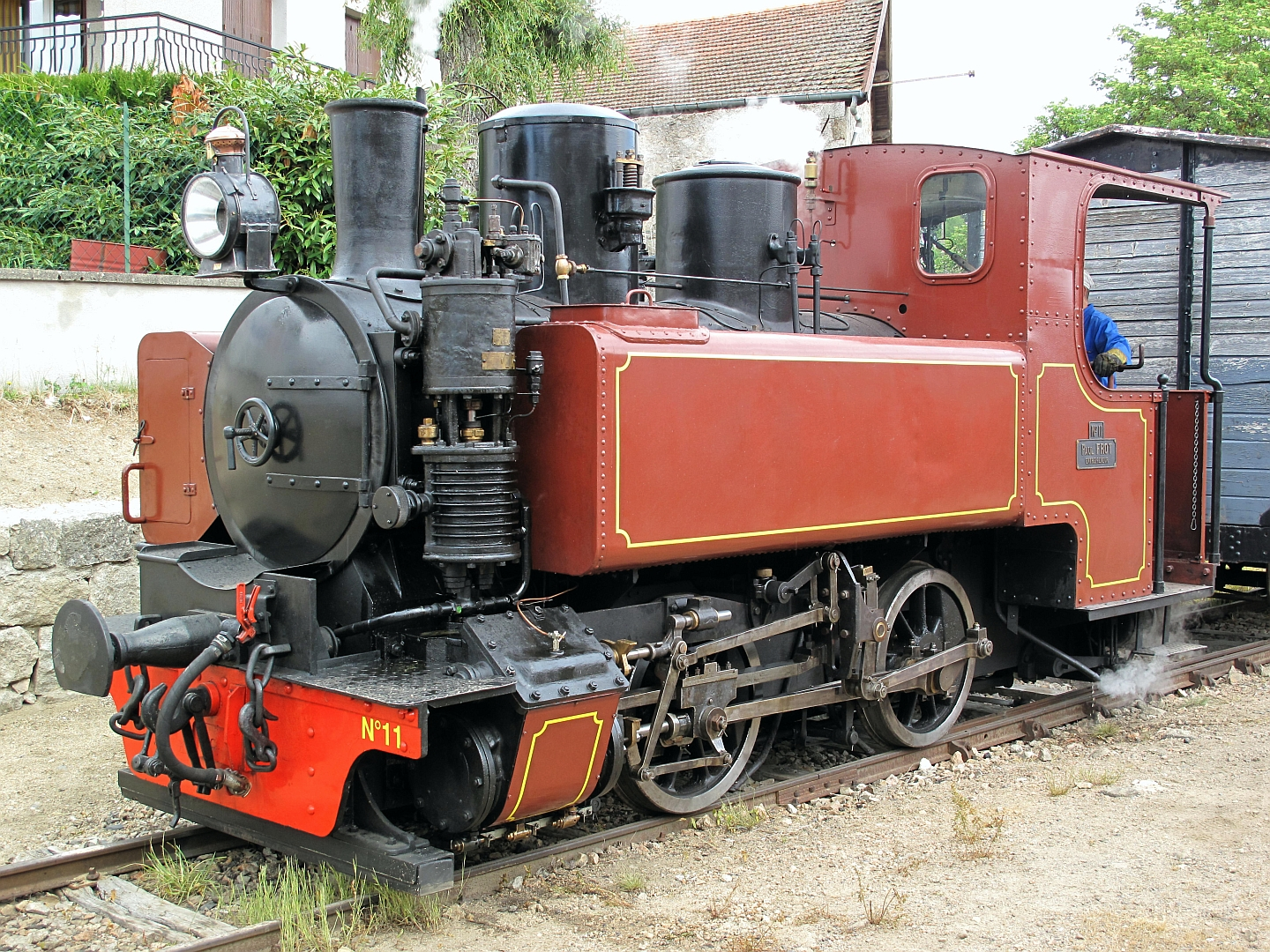
020T 11 (1589/22) Train du Bas Berry.
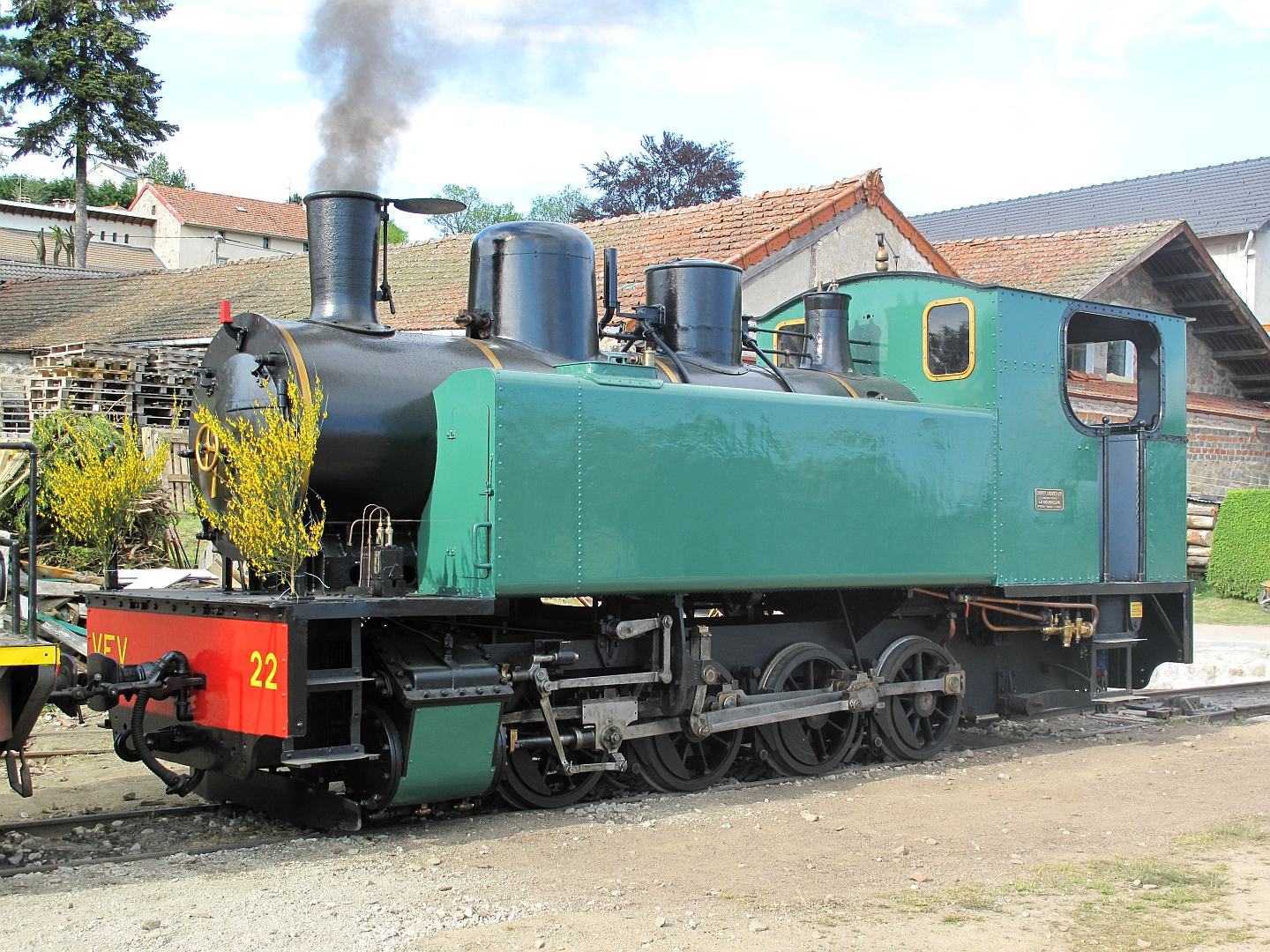
La 040 T 22 Corpet Louvet (1614/23) à Tence.
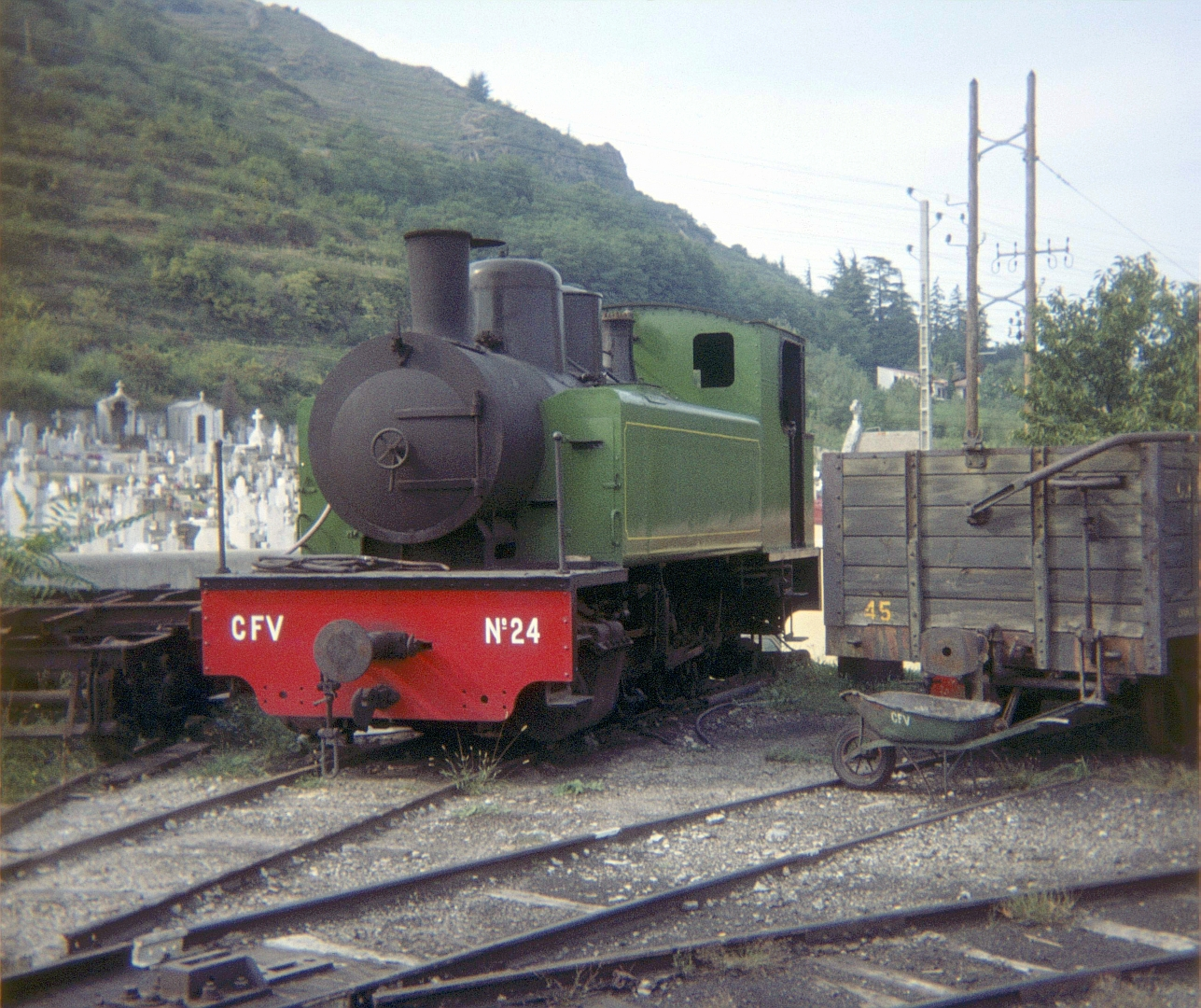
040 T 24 Corpet Louvet (1616/23), à Tournon.
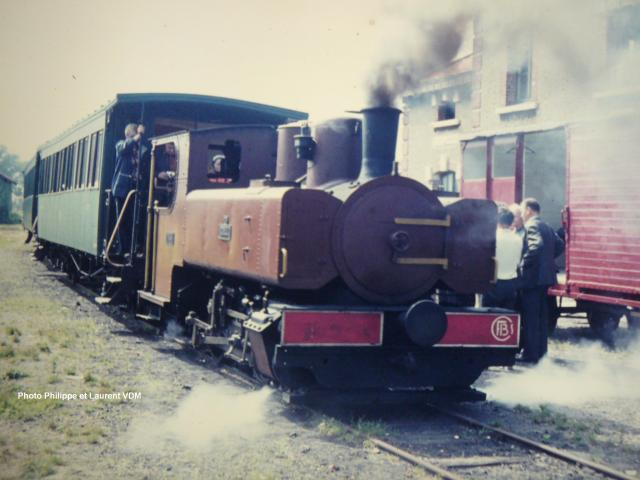
020T 15 Corpet Louvet  (1667/1925), au CFBS.
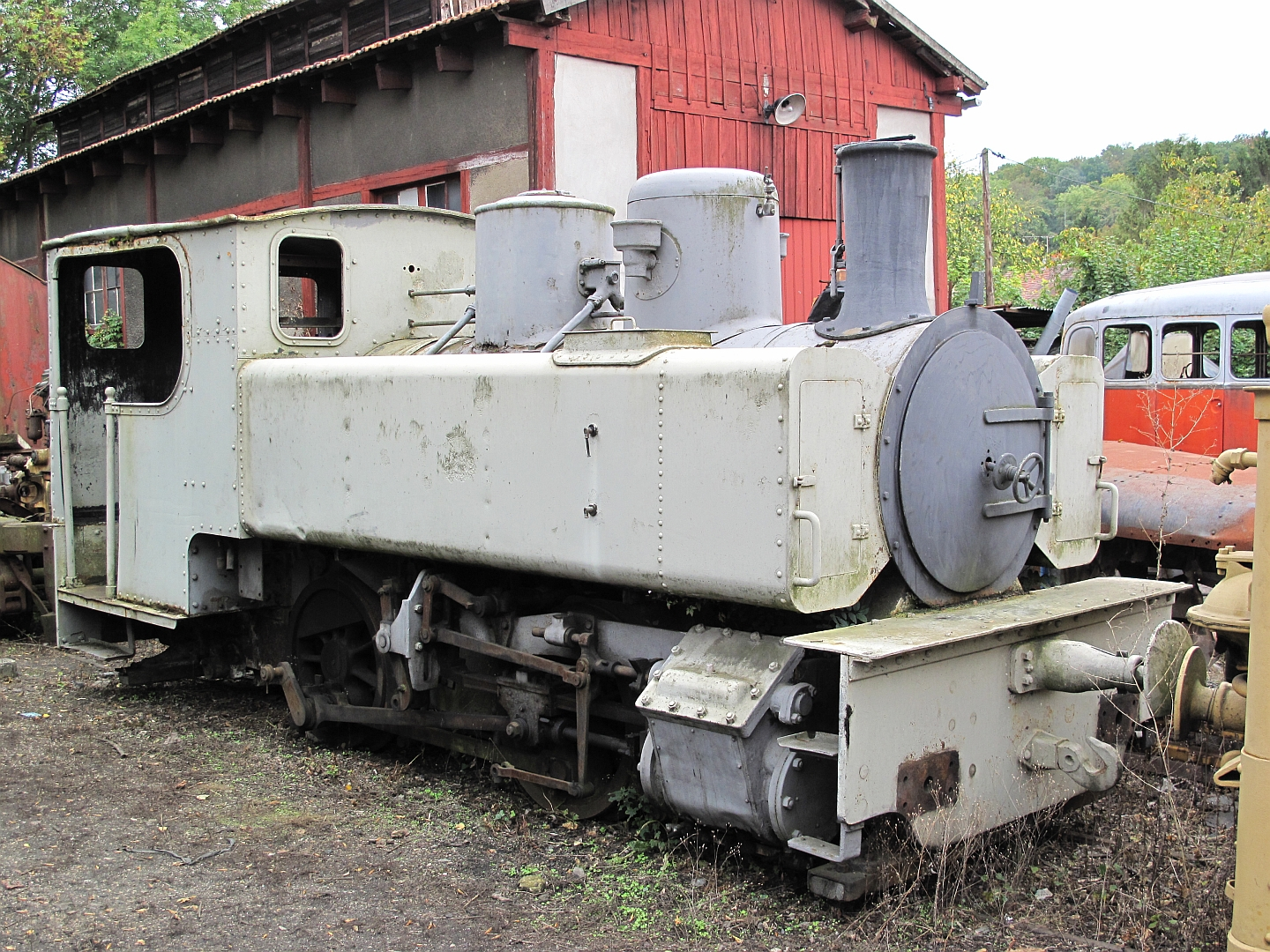
020T 26 (1673/27) MTVS.
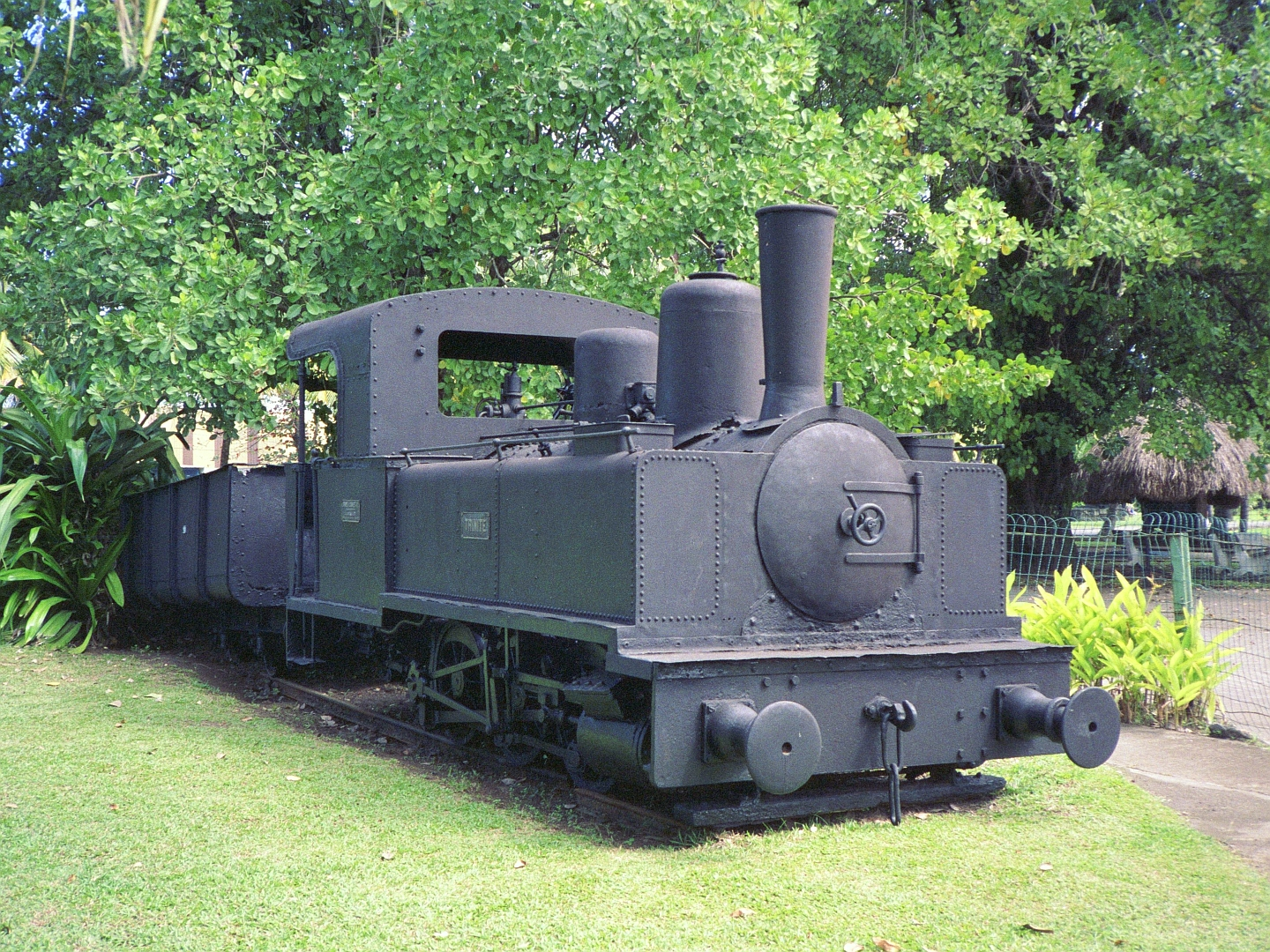
030 T Corpet Louvet (1701/25), sur l'île de la Martinique au Musée du rhum de Sainte-Marie.

### Production Ets Corpet-Louvet & Cie, La Courneuve
- 1234[L 19], 1909, 030T, voie métrique, « TIV no 75 », FACS[21], MTVS, en restauration. France
- 1276[L 20], 1910, 130T, voie métrique, 1947 CFD3, devient locotracteur Montmirail CFD103, MTVS, en service. France
- 1379[L 21], 1910, 030T, voie métrique, Usina Cinco Rios, São Sebastião do Passé, (Brésil), existence  confirmée inventaire de  M. Jorge du Brésil
- 1546[L 22], 1918, 020T, voie normale, « 020 Corpet » AJECTA Longueville, roulante. France
- 1589[L 23], 1921, 020T, voie métrique, « Paul Frot no 11 grise » FACS[21], Confiée au Train du Bas Berry, en service. France
- 1614[L 24], 1923, 040T, voie métrique, « Paul Frot no 22 », Voies Ferrées du Velay, FACS[21], en restauration. France
- 1616[L 25], 1923, 040T, voie métrique, « La Corpet no 24 », Train du Bas-Berry, FACS[21], restaurée roulante. France
- 1634[L 26], 1924, 030T, voie normale, « La Cheronne », no 9 CF Touristique de la Sarthe, restaurée roulante. France
- 1665[L 27], 1925, 030T, voie de 1 117 mm, distillerie des trois rivières, Saint James, Martinique. France
- 1667[L 28], 1925, 020T, voie métrique, « Paul Frot no 15 marron », CFBS[21]. France
- 1672[L 29], 1927, 020T, voie métrique, « no 25 verte », Chemin de fer de la baie de Somme CFBS, restaurée roulante. France
- 1673[L 30], 1927, 020T, voie métrique, « Paul Frot no 26 », confiée au MTVS, attente restauration. France
- 1679[L 31], 1925, 030T, voie métrique, « CdN no 36 Ar Breizh », surnom : « Lulu » MTVS, restaurée roulante. France
- 1701[L 32], 1925, 030T, voie de 1 170 mm, « Trinité » Musée du Rhum Saint James, Sainte Marie Martinique, statique monument. France
- 1705[L 33], 1926, 150, voie normale, « TCDD 56911 » gare de Nazili en plein air, statique entretenue monument. Turquie
- 1706[L 34], 1926, 150, voie normale, « TCDD 56912 » Alasehir, statique. Turquie
- 1708[L 35], 1926, 150, voie normale, « TCDD 56914 » Camlik Musée en plein air, statique entretenue « monument ». Turquie
- 1711[L 36], 1926, 150, voie normale, « TCDD 56917 » Camlik Musée en plein air, statique. Turquie
- 1718[L 37], 1926, 030, voie métrique, « initialement chez Usina do Una, après chez Usina Barreiro #6 "Coronel Othon". Brésil
- 1721[L 38], 1927, 040T, voie métrique, « Paul Frot no 23 », devient locotracteur  CFD Montmirail, «  51 » CF de Provence. France
- 1816[L 39], 1932, 030T, voie normale, Écomusée des Landes de Gascogne Sabres. Classée MH. France
- 1908[L 40], 1949, 232, voie normale, SNCF 232 U 1 « La Divine », Cité du train Mulhouse. France
- 1933[L 41], 1948, 030T, voie normale, « Léonie » no 8, FACS, Rotonde ferroviaire de Montabon, restaurée roulante. France
- 1943[L 42], 1950, 141, voie de 762 mm, gare de Nainpur, Bengal-Nagpur Railway, statique monument. Inde
- 1953[L 43], 1950, 141, voie de 762 mm, « 18 » devant la gare de Purulia, statique monument. Inde
- 1957[L 44], 1950, 131, voie de 762 mm, « ZB 72 » Indian Railways. Inde
- 1962[L 45], 1951, 020T, voie normale, particulier, Cannes quartier de La Bocca. France

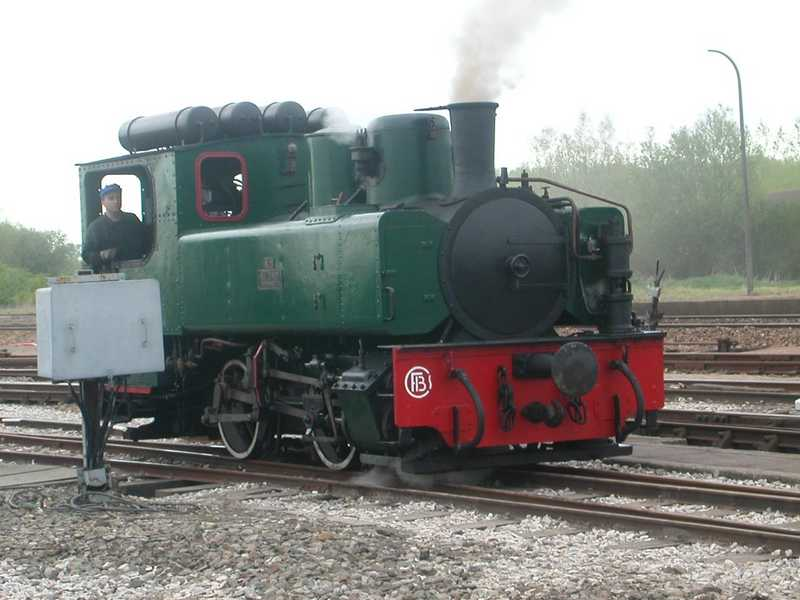
020T Corpet Louvet (1672/27).
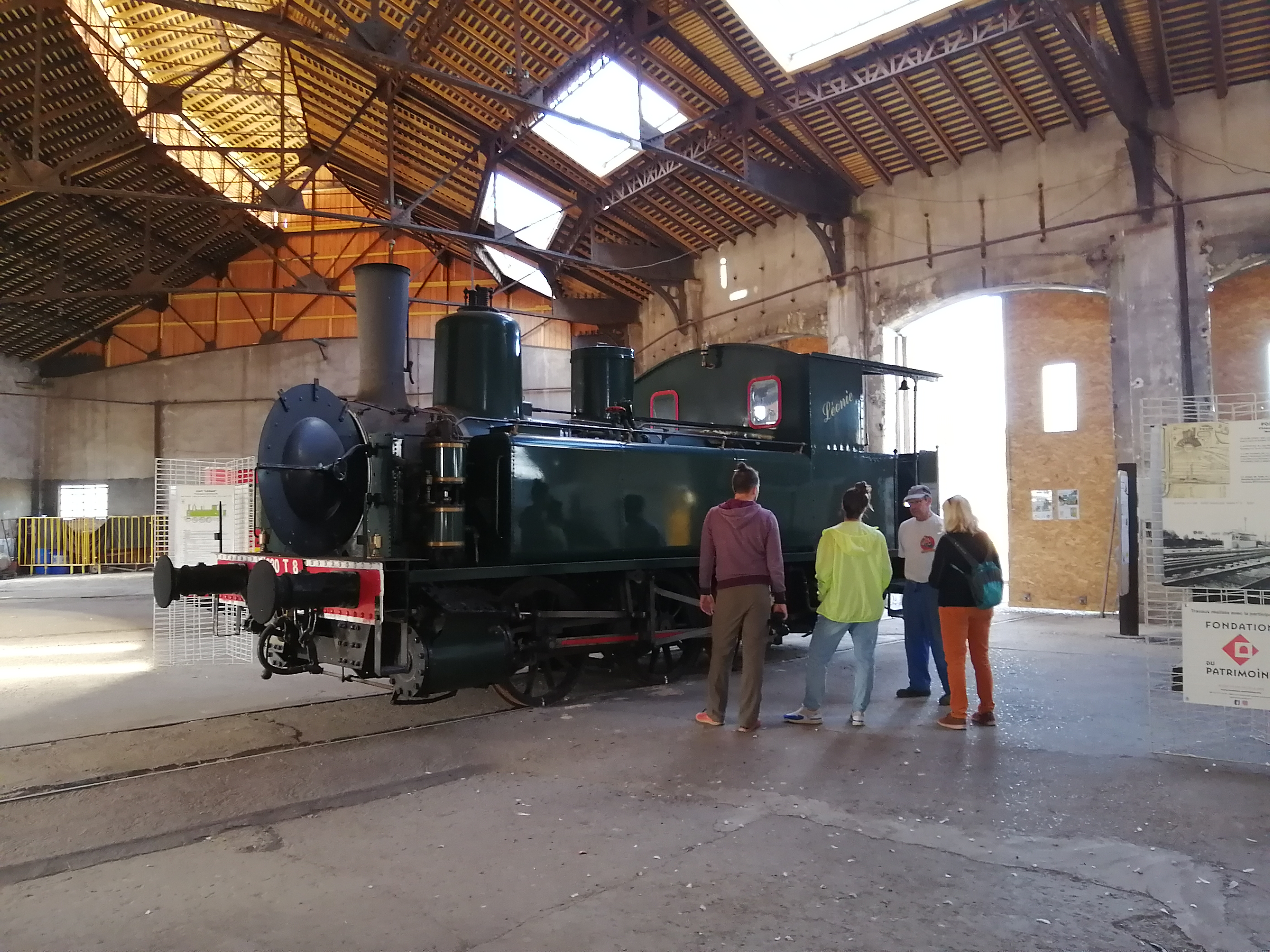
030T Corpet Louvet (1933/48).
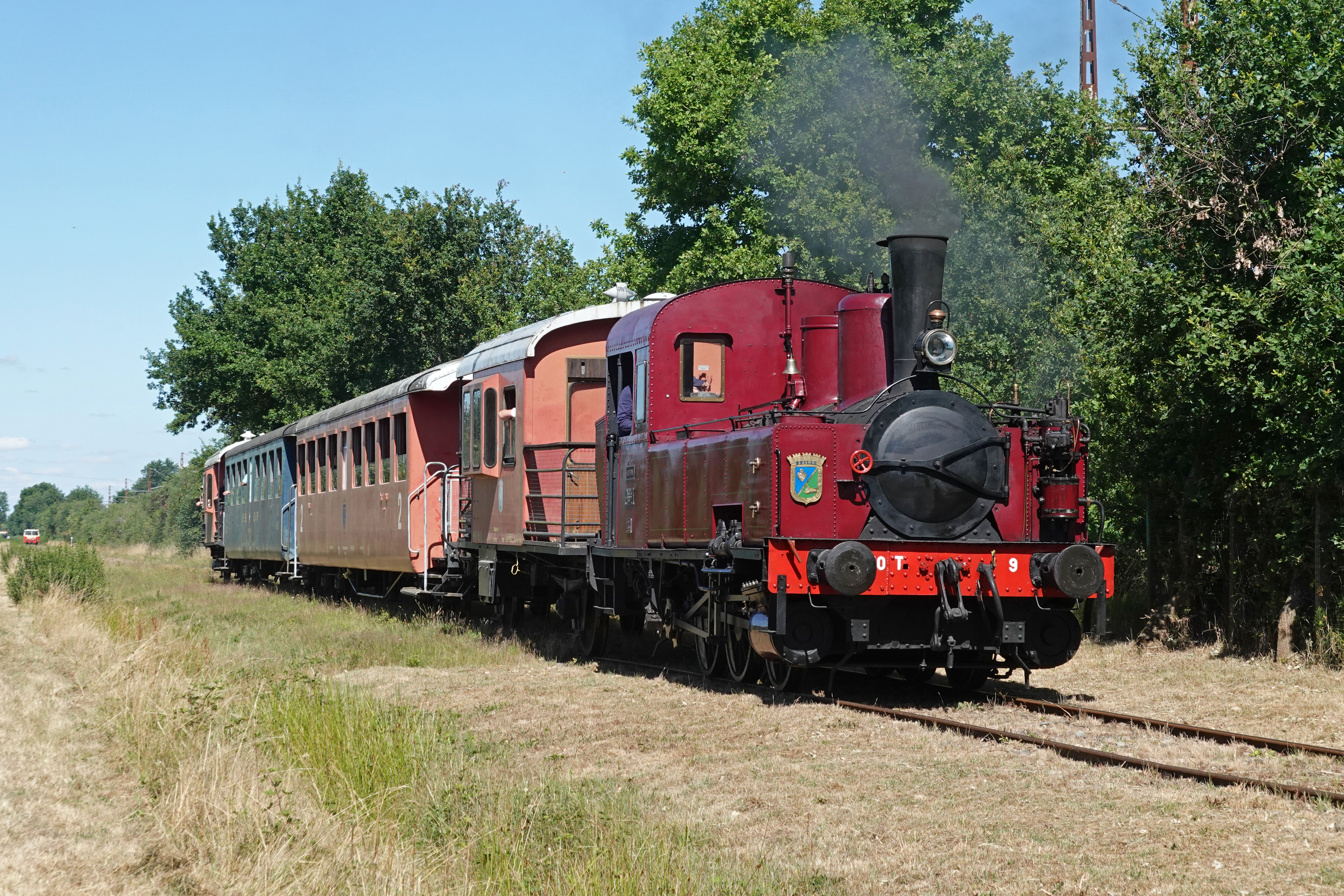
030T Corpet Louvet (1634).

### Dans le texte
1. ↑  Jean-Pierre Poussou,2000 (voir biblio), note 83 page 231 : Notons aussi la fondation en 1853 (…) des ateliers Corpet et Louvet (…) de la Courneuve. Cette maison nous a aimablement communiqué un registre qui donne sa production de locomotives depuis 1855. Mais nous ne l'avons pas ajoutée à celle des grands constructeurs, car cette firme se spécialisa rapidement dans les petites machines (moins de 20 tonnes) pour lignes à voie étroite…
2. ↑  Cimetière du Père-Lachaise : « Anjubault (Auguste), constructeur-mécanicien, né en 1820 à Ternay (Loir-et-Cher), décédé en 1868. (…) Sur les faces latérales du tombeau sont gravées au trait deux locomobiles. (65e div.) » (site Maillet)
3. 1 2  « (…) M. Anjubault, constructeur qui commence… »(voir biblio : Armengaud 1858)
4. ↑  Charles Joseph Lucien Corpet naît à Paris le 14 mars 1846, ses parents sont Alexandre Parfait Alphonse Corpet (39 ans) et Marguerite Éléonore Deschamps (30 ans). L'acte de naissance est une reconstitution qui se trouvait en 1963 aux Archives de la Seine, 30, boulevard Henri-IV, l'original ayant été brûlé pendant la Commune (Paris 1871).
5. 1 2 3 4  « Corpet, Jean (1884-1970) et sa famille (correspondancefamiliale) », sur ehess.fr, 15 avril 2016 (consulté le 31 octobre 2021).
6. ↑  L'école centrale des arts et manufacture de Paris est devenue l'École centrale Paris ou Centrale Paris : fondée sous le nom d’École centrale des Arts et Manufactures en 1829, l'école a pour vocation de former des ingénieurs généralistes pour l’industrie. En 1857, elle est cédée à l'État français et devient école publique.
7. ↑  À partir de 1862 l'école centrale des Arts et Manufactures de Paris délivre le titre d’« ingénieur des arts et manufactures » (source Centrale Paris).
8. ↑  Anne Corpet, article Rail Passion, indique qu'il recopie les n° de 150 machines. Cela contredit légèrement la liste de Sébastien Jarne qui indique 121 machines Anjubault. Au vu des dates 150 doit être plus proche de la vérité à quelques exemplaires près.
9. ↑  Les archives, de la Seine et de l'usine Corpet-Louvet, indiquent que des documents ont été signés jusqu'en 1871 dans les bureaux du 4 de la rue Keller. Il est probable que des machines soient encore sorties de la rue Keller durant cette période transitoire.
10. ↑  L'ensemble usine, maison, et jardin correspond aux immeubles actuels (construits en 1965 et 1970) no 103-113 et 115-117 de l'avenue Philippe-Auguste.
11. ↑  J.F. Cail est décédé en mai 1871, un an avant le mariage de Lucien Corpet avec Céline qui est sa nièce et sa filleule. Cette période transitoire entre Anjubault et Corpet demanderait à être approfondie, car sur le carnet des livraisons on trouve six locomotives pour J.-F. Cail & Cie en 1867. Cela représente-t-il un coup de pouce du grand constructeur au jeune prétendant ?
12. ↑  Site Cnum Cnam, France. Ministère du commerce, de l'industrie, des postes et des télégraphes, Exposition universelle internationale de 1900 à Paris. Rapports du jury international, Groupe VI. - Génie civil. - Moyens de transport. Deuxième partie. Classes 32 (Tome I), Paris : Imprimerie nationale, 1902 . p. 70  lire en ligne (consulté le 28 mai 2010).
13. ↑  Site Cnum Cnam, France. Ministère du commerce, de l'industrie, des postes et des télégraphes, Exposition universelle internationale de 1900 à Paris. Rapports du jury international, Groupe VI. - Génie civil. - Moyens de transport. Deuxième partie. Classes 32 (Tome I), Paris : Imprimerie nationale, 1902, pp. 420-421 lire en ligne (consulté le 28 mai 2010).
14. ↑  réception familles Corpet & Louvet par le MTVS
15. ↑  Légende inscrite sur la carte, liste Sébastien Jarne, et livre des livraisons Corpet-Louvet
16. ↑  Le déménagement à La Courneuve donne la possibilité de construire des machines plus lourdes, le lot précédent ayant été construit avenue Philippe-Auguste avait un poids maximum limité par les installations mais surtout par le fait que les machines devaient rejoindre le réseau en étant mise sur des chariots tirés par des chevaux.
17. ↑  La 103(1411) est vendue au tramways de l'Ain, elle est ensuite rachetée par la Compagnie du chemin de fer de Paris à Orléans (PO) et se retrouve sur le Chemin de fer du Blanc-Argent, puis sur le PO-Corrèze, puis sur le Réseau breton.Les autres partent en Afrique sur l'Abidjan-Niger .
18. ↑  L'Usine du Cornillon se trouvait à l'emplacement du Stade de France actuel
19. ↑   PT: pannier tank, désigne des caisses à eau très hautes laissant beaucoup de place au mécanisme d'embiellage, disposition obligatoire avec une distribution "Système Brown"
20. ↑  « A grey day at Statfold », sur geoffspages.co.uk (consulté le 5 avril 2023).
21. 1 2 3 4 5  Patrimoine de la FACS

### De la liste des locomotives préservées
1. ↑  7x (visible) Ramgotty doit être l'une des 4 machines livrées en 1862 : la no 69 (1) et la no 70 (2) livrées le 04/08/1962, la no 73 (3) et la no 74 (4) livrées le 18-09-1862, à Wilson pour Nulhattee-Azimgunge Railway Indes
2. ↑  105 (Visible à Cordoba) livrée le 02/05/1865 à Léon Cappa pour Minas de Reunion, citée sur la liste, des machines préservées, établie lors du IV Congrès de l'histoire ferroviaire à Malaga, en septembre 2006
3. ↑  393 anciennement présentée (avec la no 415 et la no 436) dans le meuble vitrine, qui était dans les bureaux de l'usine Corpet-Louvet de La Courneuve
4. ↑  415 anciennement présentée (avec la no 393 et la no 436) dans le meuble vitrine, qui était dans les bureaux de l'usine Corpet-Louvet de La Courneuve
5. ↑  436 anciennement présentée dans le meuble vitrine (avec la no 393 et la no 436), qui était dans les bureaux de l'usine Corpet-Louvet de La Courneuve
6. ↑  439 (visible à Mataró) Livrée le 04/03/1885 no 2 Sociedad Hullera Española, Minas de Aller, Ujo  → HUNOSA, Ujo  → Particulier Madrid → Particuliers : Patricio Chadwick, Jordi Comella et Jaume Circuns. Ils ont récupéré la Corpet-Louvet nº439 système Brown, semblable à la no 542 du musée de Gijon : « Malgré les années passées au milieu d'un bois, elle se trouve dans un état très acceptable. Ils ont l'intention de la restaurer et lui redonner son aspect d'origine, en conformité avec les plans du constructeur qu'ils possèdent. »
7. ↑  0467 (visible) curieusement, cette machine porte une plaque constructeur identique à celle de la 5 no 542 du musée de Gijon, Elle a encore été photographiée en 2009 : photo. Pourtant sur la liste espagnole elle est référencée avec le no 467 correspondant à une machine livrée à "Minas de Aller" : liste.
8. ↑  493, (visible) Livrée le 06.11.1888 au CF du Cambrésis no 5 "Clary". 1936 → Thomas Ward Ltd. → Société situé près de Loddington Ironstone.→ Waltham Iron Ore Co Leics, Leicestershire, "Cambrai". 1959 → Musée Talyllyn Narrow Gauge Railway Museum, nord Pays de Gall. 1975→transfert à A. Keef d'Oxford, démontage, peu de travaux. 1983→prêt long terme à Irchester Narrow Gauge Railway Trust, restauration pour une présentation "statique" avec à long terme l'objectif d'un remise en marche. Selon le musée, elle aurait travaillé dans les années 1950 à côté de la Corpet-Louvet no 936, de 1903 "Nantes". Plus tard "Cambrai" a récupéré la cheminée de "Nantes" mise à la ferraille. Elle serait un rare exemple d'une locomotive française utilisée dans l'industrie britannique.
9. ↑  534 (visible) À l'origine, no 6 Département de la Meuse, puis la no 26 Meusienne de CF (Meusien).→1981 récupérée chez un ferrailleur de la Somme par des meusiens. C'est maintenant fin d'une étape importante du projet, porté par l'association "La Suzanne" avec l'inauguration de la "Suzanne" en novembre 2008. La locomotive  est présentée au public à l'occasion des commémorations du 90e anniversaire des offensives US en Meuse & et de l'Armistice. La Suzanne va être exploité sur le "chemin de fer de la Voie Sacrée ferroviaire", dès qu'il sera construit.1992 classée, 1996 monument historique (Palissy PM55000915)
10. ↑  542 (visible) livrée le 23/04/1891 : no 5 Sociedad Hullera Española, Minas de Aller, Ujo Espagne, HUNOSA, Ujo, 1998 Museo del Ferrocarriles de Asturias, Gijon. Unique locomotive système Brown en service en Espagne.
11. ↑  544 (visible à la Gare de Remiremont) livrée en 1891 : Cie des Mines de la Grand'Combe no 3. 1964 > Houillères des Cévennes, Le Bousquet d'Orb no 2 (réformée en 1969).→ gare de Miramas → Depuis 1993, une locomotive, type Bourbonnais, 030T Corpet-Louvet des Houillères des Cévennes datant de 1891 est installée devant la gare.
12. ↑  691 (visible) livrée le 27/10/1897 CF de la Drôme no 14 "La Marne".→  Ruvenhorst et Humbert, Villeneuve-la-Guyard. →1967 → A. Jamet (Yonne) → préservée par un particulier Marc Léchelle, est rachetée par le MTVS en 2018 « VM Drôme 030-14 Corpet-Louvet 691 – MTVS », sur Patrimoine Ferroviaire Français (consulté le 7 novembre 2019).
13. ↑  710 (visible), À l'origine : no 2 "Vénus" A. Bouton & C. Piketty, Viry-Châtillon, puis MTVS - "système Brown" en cours de restauration dans le cadre de l'opération "Culture 2000" de l'Union Européenne.
14. ↑  927, livrée le 17.09.1903 CF Économiques des Charentes no 47. → machine à l'état d'épave, longtemps garée aux Ets Vailland, récupérateur de métaux à St Valéry, Somme. → serait préservée dans la Somme.
15. ↑  946 (visible) CF Morteau-Maîche (Doubs) no 4. 1903 → Pontarlier-Mouthe no 4. 1930 → CF du Doubs no 7. 1947 transformée en Locotracteur diesel par les Ateliers Montmirail. 1948 CF du Doubs no 102. 1952 → Voies Ferrées du Dauphiné VFD T14. 1964 →  Houillère du Bassin Dauphinois, Carreau de Villaret  VFD 14 → 1990 transféré au MTVS. (Locotracteur diesel 0C0 Montmirail sur Châssis 030T Corpet)
16. ↑  1087 (visible), À l'origine : Paul Frot no 24, → Brunner & Marchand n° Lv 115, 1924 Sucrerie Centrale d'Arras, Boiry-Ste Rictude (Pas de Calais), 1944 Sucrerie Centrale d'Arras, Longueval (Somme), F. Béghin, Râperie de Lanchères (Somme),
17. ↑  1097(visible), À l'origine no 1 CF départementaux de l'Aisne, puis no 1 CF du Nord-Est "1", 1973 CFBS.
18. ↑  1104 (visible) machine longtemps garée à Saint-Valéry-sur-Somme aux Ets Vaillant, récupérateurs de métaux,provenait des sablières de la Haute et basse Seine. Seine.
19. ↑  1234 (visible) livrée le 29/11/1909 Tramways d'Ille-et-Vilaine no 75. 1948 → Lambert Frères, Vaujours no 5. 1961 → AMTUIR Saint-Mandé. 1988 → MTVS, Valmondois. Classée aux Monuments Historiques. « Engagé depuis 1996, la restauration de la 030T 75 des Tramways d'Ille-et-Vilaine (TIV), propriété de la FACS, entre dans sa dernière phase avec le remontage final des éléments. La locomotive a subi une révision complète de son mécanisme et une remise en état d'origine de sa tôlerie et de certains éléments du châssis. » Source MTVS 2009
20. ↑  1276  (visible), livrée le 04/09/1909 aux Chemin de fer du Doubs no 3, 1947 transformation par les Ateliers de Montmirail. cdm 3 1948. 1950 → Chemin de fer départementaux du Doubs CFD 103. La liste de S. Jarne et les informations données par Jean Claude Riffault fondateur de la revue MTVS, donnent la thèse d'un transfert sur les VFD en 1954. Le travail d'identification mené par le MTVS et E. Mandrillon indique qu'il s'agit du locotracteur repris par la SACFS, le 30 juin 1955, pour son réseau du Tarn (N°LT1) puis transféré en Corse le 7 janvier 1967. Il est récupéré par le MTVS en 1987. Le locotracteur transféré en Guadeloupe est le CFD101.
21. ↑  livrée à la société de construction du port de Bahia, no 6, puis usina Cinco Rios (Brésil)
22. ↑  1546 (visible) livrée le 31 octobre 1917 Forges de Châtillon, Commentry et Neuves Maisons, Tréfileries de Sainte-Colombe-sur-Seine (Côte-d'Or). 1938 → Tréfileries de Fourchambault (Nièvre). → Cercle ferroviaire Nivernais. 1975 → AJECTA, (selon d'autres sources livrée en 1919).
23. ↑  1589 (visible) livrée le 30 août 1921 entreprise travaux publics Paul Frot, La Chapelle-Saint-Luc (Aube) no 11. → Train du Bas Berry no 11.
24. ↑  1614 (visible) livrée le 17 juillet 1923 no 22 entreprise Paul Frot, Meaux Seine-et-Marne. → Fin des années 1960 conservée par Paul Frot. 1970 → Cédée à la FACS > prêtée au CF du Vivarais. Jadis utilisées pour la traction des wagons-bennes pour la mise à quatre voies de la ligne Dijon-Saint-Florentin, la construction de la ligne Maginot, puis durant la Deuxième Guerre mondiale par l'organisation Todt, les 22 et 24  se retrouvent à Guernesey. Le CFV l'utilise comme monument publicitaire sur l'aire de repos de l'A7 (Isardrome), en 2002 elle est attribuée à VFV.
25. ↑  1616 (visible) livrée le 4 août 1923 à l'entreprise Paul Frot no 24, Meaux, Seine-et-Marne. 1970 →FACS, CF du Vivarais no 24. Utilisée dans un premier temps pour les manœuvres du dépôt de Tournon. Après avoir été équipée du frein à vide, elle roule depuis 1994 sur le réseau. Elle a été utilisée pour le tournage des films Les Enfants du paradis et Arsène Lupin en 2003. À la suite de l'arrêt d'exploitation du CF du Vivarais, la machine est transférée sur le Train du Bas-Berry en 2009.
26. ↑  1634 (visible) livrée le 9 janvier 1924 Compagnie des Mines de la Grand'Combe no 6. 1945 →  Houillères des Cévennes no 6, La Grand'Combe. 1976 → « La Cheronne » no 9 Transvap, CF touristique de la Sarthe. Après restauration opérationnelle en 1991, subit un incendie de l'atelier en 1997, remise en état. Début d'une grande révision avec changement de chaudière en 2006 remise en service en 2009.
27. ↑  1665 (Visible en Martinique) machine référencée dans plusieurs listes, mais dont l'existence doit être confirmée
28. ↑  1667 (visible) livrée le 30 avril 1925 Entreprise Paul Frot, La Chapelle-Saint-Luc (Aube) no 15. → CF de la Baie de Somme no 15.
29. ↑  1672 (visible, voir l'image) livrée le 8 juin 1927 Entreprise Paul Frot no 25,→ Établissement Plisson Villeneuve-le-Roi no 25, → CF de la Baie de Somme no 25 « verte » : après restauration assure le service depuis 1971, après une maintenance importante de la chaudière et un peu de peinture, elle a fait son retour sur le réseau en 2007.
30. ↑  1673 (visible) livrée le 11 juin 1927 Entreprise Paul Frot no 26. → Établissement Plisson, Villeneuve-le-Roi no 26. → Musée de Pithiviers → MTVS.
31. ↑  1679 679 (visible) livrée le 5 septembre 1925 CF des Côtes du Nord no 36. 1957 → Ville de Saint-Brieuc. 1971 → AJECTA Longueville → Musée des Tramways à vapeur et des CF Secondaires, Valmondois no 36. 1990/03/27 : classé au titre objet, Monuments historiques, 1994 (Palissy PM95000720)
32. ↑  1701 (visible) livrée le 31 décembre 1925 usine Sainte Marie Martinique Trinité. >  Musée du Rhum Saint James, Sainte Marie Martinique
33. ↑  1705 (liste préservées) livrée le 7 septembre 1926 Smyrne-Cassaba et Prolongements Turquie SCP 81. 1934 > TCDD 56011. 1940 → TCDD 56911. Retirée du service dans les années 1980. > monument en gare de Nazili, Turquie (vue en 2005).
34. ↑  1706 (liste préservées) livrée le 18 octobre 1926 Smyrne-Cassaba et Prolongements, SCP 82. → 934 → TCDD no 56012. 1940 → TCDD 56912. Retirée du service dans les années 1980. Alasehir Turquie (vue en 2008) ; voir aussi sur gwrarchive.org
35. ↑  1708 (visible) livrée le 14/12/1926 Smyrne-Cassaba et Prolongements SCP 84. 1934 → TCDD no 56014. 1940 → TCDD 56914. 1980 > Camlik musée en plein air. Ce musée a été ouvert après la fermeture de la gare. Turquie (vue en septembre 2008)
36. ↑  1711 (visible) livrée le 25 janvier 1927 Smyrne-Cassaba et Prolongements SCP 87. 1934 → TCDD 56017. 1940 → TCDD 56917. sortie du service années 1980 → monument en gare de Camlik. 2007 → Camlik musée en plein air. Ce musée a été ouvert après la fermeture de la gare. Turquie (vue en septembre 2008)
37. ↑  1718(exhibée au Museu do Una) à São José da Coroa Grande, PE (Brésil) Source : Inventário das Locomotivas a Vapor no Brasil, Regina Perez, Editora Notícia & Cia.  (ISBN 85-906677-0-7)
38. ↑  (visible à Nice gare de Lingostiere) En 1941, l'organisation Todt réquisitionnait les quatre 040, no 21 à 24 de l'entreprise Frot, la 23 a circulé sur le réseau des chemins de fer de Provence, au service de l'occupant, puis a été transformée en locotracteur en 1948. Source : Les locomotives de Paul Frot, revue FACS, Le siècle du train des Pignes, José Banaudo, édition du Cabri  (ISBN 2-903310-90-4)
39. ↑  1816 (visible) livrée le 25 janvier 1933 CF Économiques (SE) pour Robert Espagne-Haironville no 3071. → Compagnie de CF et Transports automobiles no 3071. 1973 → ABAC Bordeaux. 1975 → CF touristique des Landes de Gascogne, Sabres.
40. ↑  232U1 (visible) Machine non terminée par SACM, poursuite de la construction par Corpet-Louvet avec modifications par rapport au projet d'origine)
41. ↑  1933 (visible) livrée le 11 décembre 1948 Compagnie des Mines de la Grand'Combe no 8. 1945 → Houillères des Cévennes no 8, La Grand'Combe, > Houillères des Cévennes no 8, Le Bousquet d'Orb. > AJECTA Provence. → AGRIVAP, Ambert (Puy-de-Dome). Construite d'après des plans de 1875.
42. ↑  1943 (visible) livrée le 31 octobre 1950 Bengal-Nagpur Railway no 502. → Indian Railway n°ZE 8. > monument en gare de Nainpur (Inde).
43. ↑  1953 (visible) livrée en 1951 Bengal-Nagpur Railway no 512. → Indian Railway n°ZE 18. → monument en gare de Purulia (Inde). Référencée sur la liste des locomotives à vapeur conservées en Inde - 2008 - Rajesh Agrawal, directeur exécutif (Patrimoine)
44. ↑  1957 (visible, voir en ligne) livrée en 1951 Western Railway no 304. → Indian Railway n°ZB 72. → 1997 conservée au dépôt des machines de Godhra. → 1999 remise de Ratapnagar (Inde). Une machine similaire à échelle 1/2 a été reconstruite sur le Bure Valley Railway (Grande-Bretagne).
45. ↑  1962 (visible) livrée le 4 mai 1951 Houillères d'Auvergne, Brassac. 1970 → M. G. Bernaud, Cannes-la-Boca.

### Ouvrages
- Jacques-Eugène Armengaud (Ainé), Publication industrielle des machines, outils et appareils les plus perfectionnés et les plus récents employés dans les différentes branches de l'industrie française et étrangère : Notices sur les machines locomotives envoyées à l'exposition universelle, M. Armengaud : A. Morel, Paris, 1858, (Google Livres)
- Ernest Deharme, Les merveilles de la locomotion, Deuxième édition, Hachette, Paris, 1878, p. 220 & 268  (Notice BnF)
- Stefan Hooß, Corpet, Louvet et Cie, Edition Shéhérazade, Karlsruhe 2018
- Jean-Pierre Poussou, François Crouzet, L'économie française du XVIIIe siècle au XXe siècle : Perspectives nationales et internationales, Presse Paris Sorbonne, 2000,  (ISBN 2840501392), (Google Livres)
- Philippe Rabanit, texte et illustrations, les aventures rocambolesques du petit train de l'île de ré, Chemins de la mémoire, Les Chemins de la mémoire, Saintes, 2003,  (ISBN 9782847020229)
- Henri Domengie, José Banaudo, Les petits trains de jadis - Nord de la France, Éditions du Cabri, Breil-sur-Roya, 1995  (ISBN 2-908816-29-6)

### Articles revues & magazines

#### Spécialisés rail et chemins de fer
- Chemins de fer, no 245, 01/01/1994, article : Présentation de la 040 Corpet en gare de Boucieu-le-Roi.
- IDR, no 168, 01/04/1978, article : Les établissements Corpet-Louvet ».
- La Vie du Rail, Hors Série, Autorails de France, Tome 4, article :  Corpet-Louvet, La Vie du Rail
- Rail et Industrie, no 18, article : Les locomotives à vapeur Corpet du « type convertible », voie normale / voie métrique.
  - no 25, articles : Les Locomotives Corpet à Distribution par Engrenages & Les Locomotives Corpet à Distribution Brown.
  - no 27, article : En Espagne, le Chemin de Fer des Mines d’Aller : locomotives à vapeur Corpet.
  - no 31, article :  Les locomotives à Vapeur de Guerre CORPET-LOUVET du Type KDL-CL / KDL 6 & KRUPP aux Mines de Bruay, HBNPC Houillères du Bassin du Nord et du Pas de Calais, Mines Domaniales de Potasse d’Alsace MDPA, Ruhrkohle RAG, Rheinbraun, SUBAG Most Tchéquie.
- Rail Magazine, no 11, Corpet-Louvet et ses loco
- Rail Passion, no 8, 01/03/1996, article par Anne Corpet : Corpet-Louvet une histoire de famille.
- The Industrial Railway Record, Archives volume 3, no 27, octobre 1969 n° spécial, K. W. Clingan : Corpet-Louvet Locomotive Builders  (gb article) .

#### Revues et bulletins associatifs
- L'Echorail, no 73, 1995, Article : Travaux sur la 030T 36 Ex CdN, MTVS.
  - no 81, 1999, Article : Rénovation de Lulu : le récit MTVS.
  - no 87, 1999, Article : Sauvetages Plan Corpet, MTVS.
  - no 90, 2000, Article : Arrivée de la Corpet-Louvet 020T 26 Entrep. Frot, MTVS.
- Revue d'histoire, no 20, novembre 2008, article :  « Kit Broderie 030T Corpet Louvet, Association des Chemins de fer des Côtes-du-Nord.

#### Revues spécialisées modèles réduits
- Loco Revue, no 534, Tests : le Corpet-Louvet LGB en llm.
- Rail Miniature Flash, no 321, 01/02/1981, article : La Corpet-Louvet de L.G.B..
- Voie Libre, no 21, article : les locomotives 030T Corpet-Louvet métriques.
  - no 26, janvier 2004, Construction : Améliorez l'intérieur de votre 030T Corpet LGB (1/22,5).
  - no 29, octobre 2004, Sous la loupe : La Corpet Louvet LGB en livrée noire (IIm) »
  - no 32, 2005, Construction : Corpet Louvet Lulu : hommage aux 100 ans des CdN (1/22,5 IIm) (31).